# Wasserburgen-Route
Die Wasserburgen-Route ist ein Radwanderweg, der auf einem rund 470 Kilometer langen Radwegenetz am Rande der Eifel und der Kölner Bucht entlang durch die wasserburgenreichste Region Europas führt. Innerhalb der Route wurden Alternativrouten ausgeschildert. Dadurch sind individuelle Tages- und Mehrtagestouren möglich.

## Charakteristik
Die Wasserburgen-Route ist als ca. 470 km langer Rundkurs ausgebildet, wobei mehrere Teilstrecken auf jeweils zwei Alternativrouten zurückgelegt werden können. Diese bilden dann lokale Rundkurse die für kleinere Touren genutzt werden können. Auch sind Abzweige ausgeschildert, die zu touristisch interessanten Objekten führen. Die Route verläuft weitgehend auf asphaltierten Wegen abseits des Straßenverkehrs. Der ADFC gibt ca. 75 % der Strecke als rennradgeeignet an. Der Streckenverlauf ist weitgehend ohne größere Steigungen, nur auf dem Abschnitt Kreuzau – Euskirchen, der durch das Rurtal führt, sind einige stärkere Steigungen zu bewältigen. Alternativ kann hier die kürzere und flachere Streckenführung über Zülpich gewählt werden.

## Die Wasserburgen-Route als große Runde
Die Beschreibung folgt dem Rundkurs entgegen dem Uhrzeigersinn und startet in Aachen.

### Aachen – Kreuzau

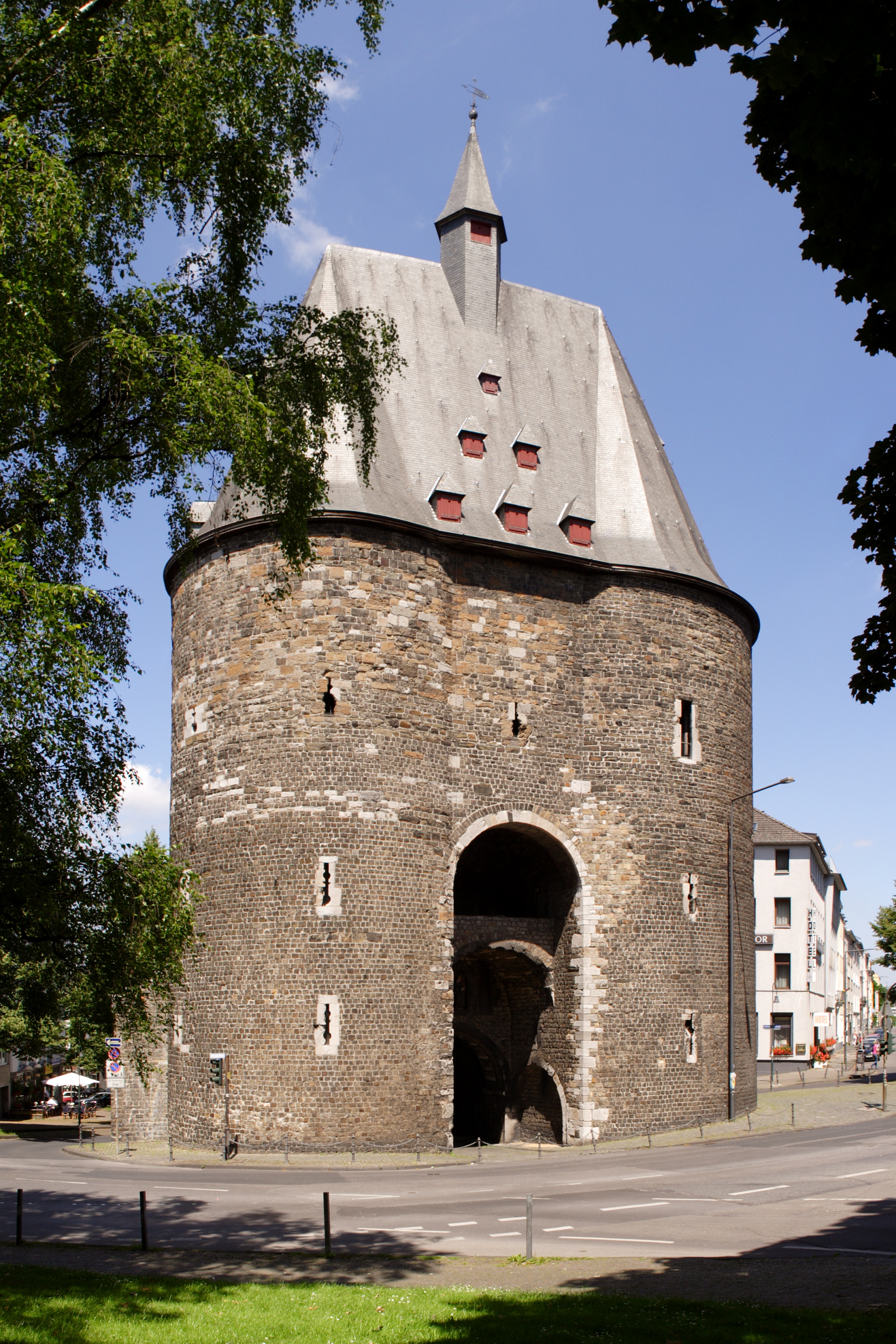
Marschiertor Aachen
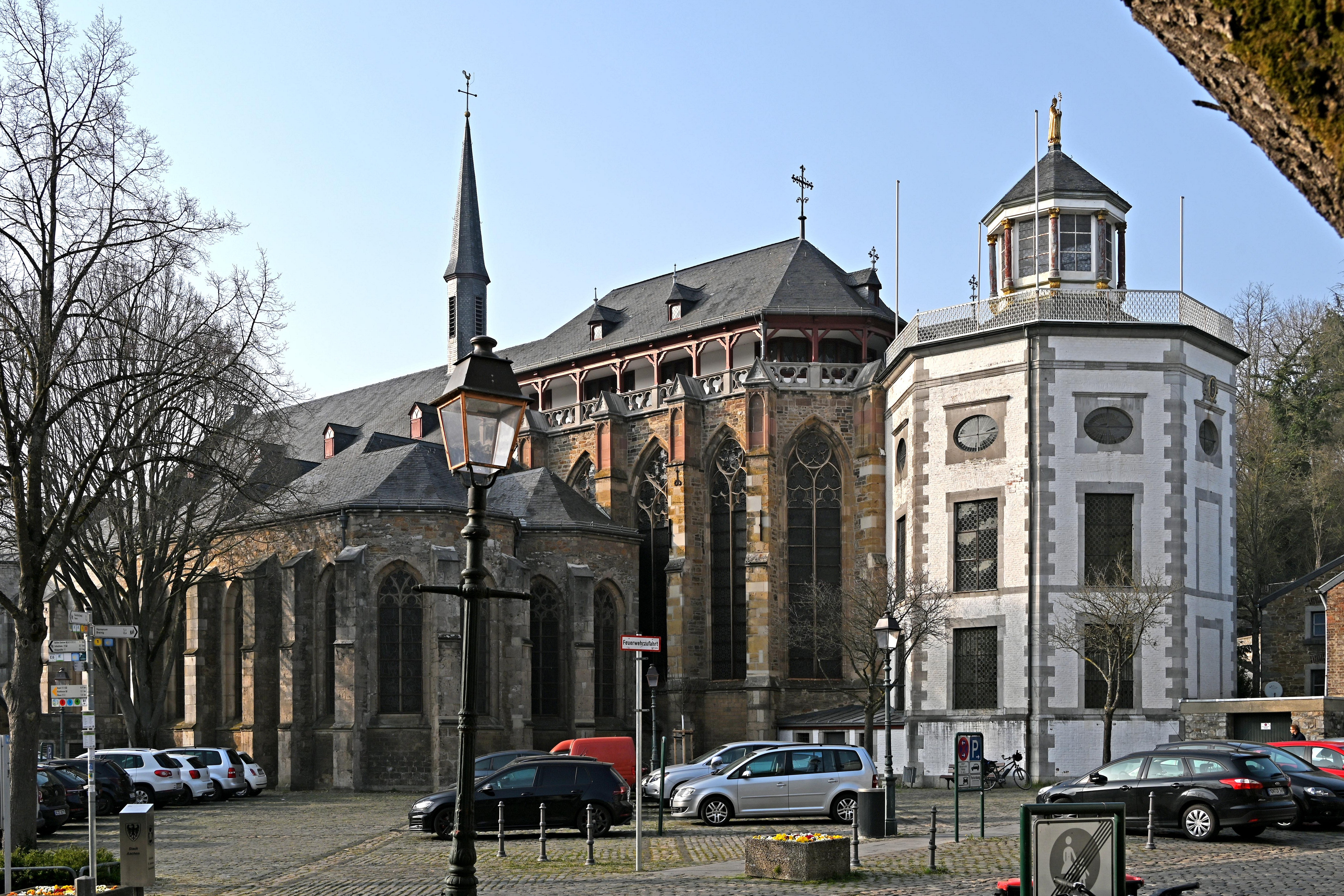
Propsteikirche Kornelimünster
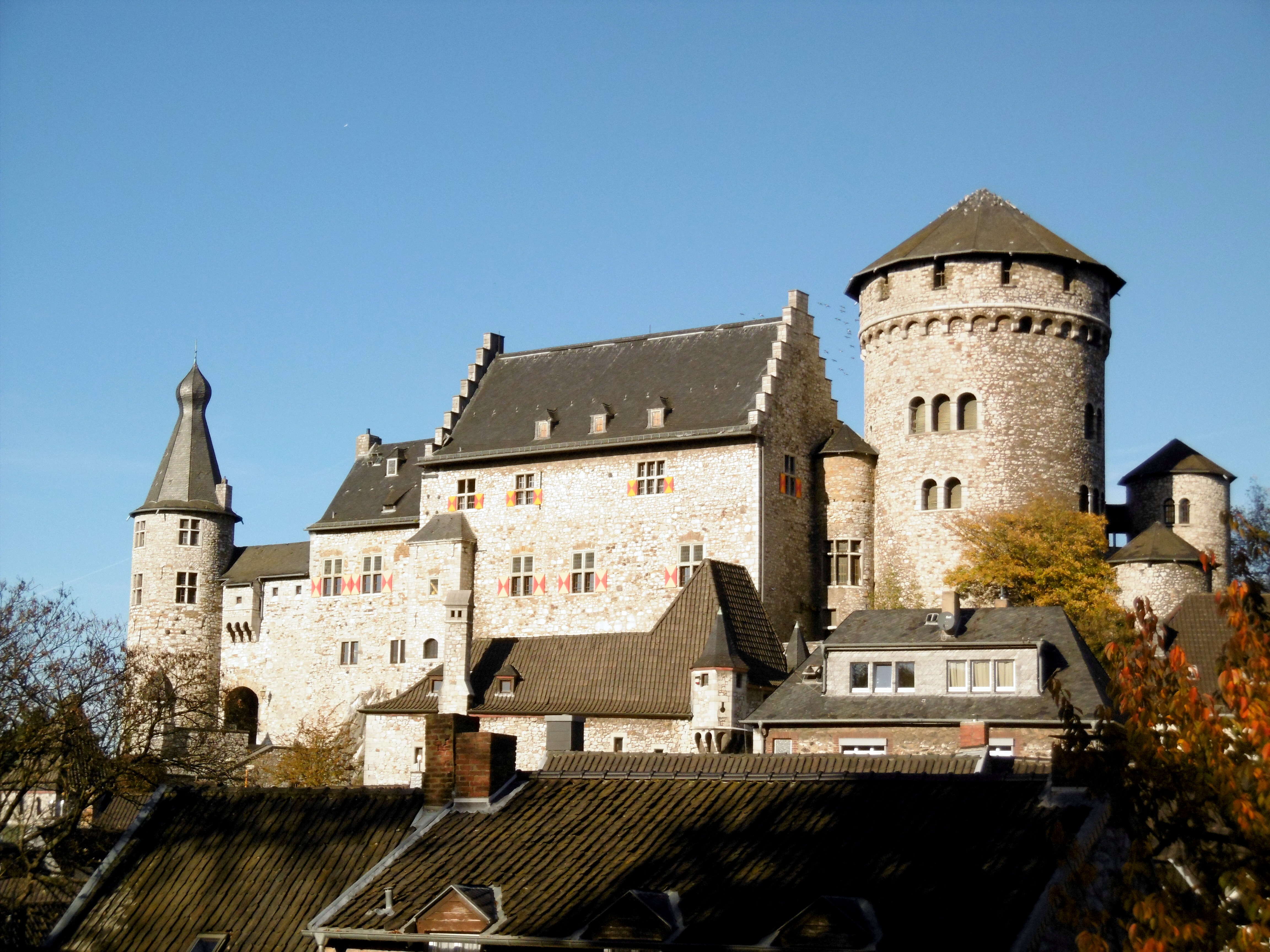
Burg Stolberg
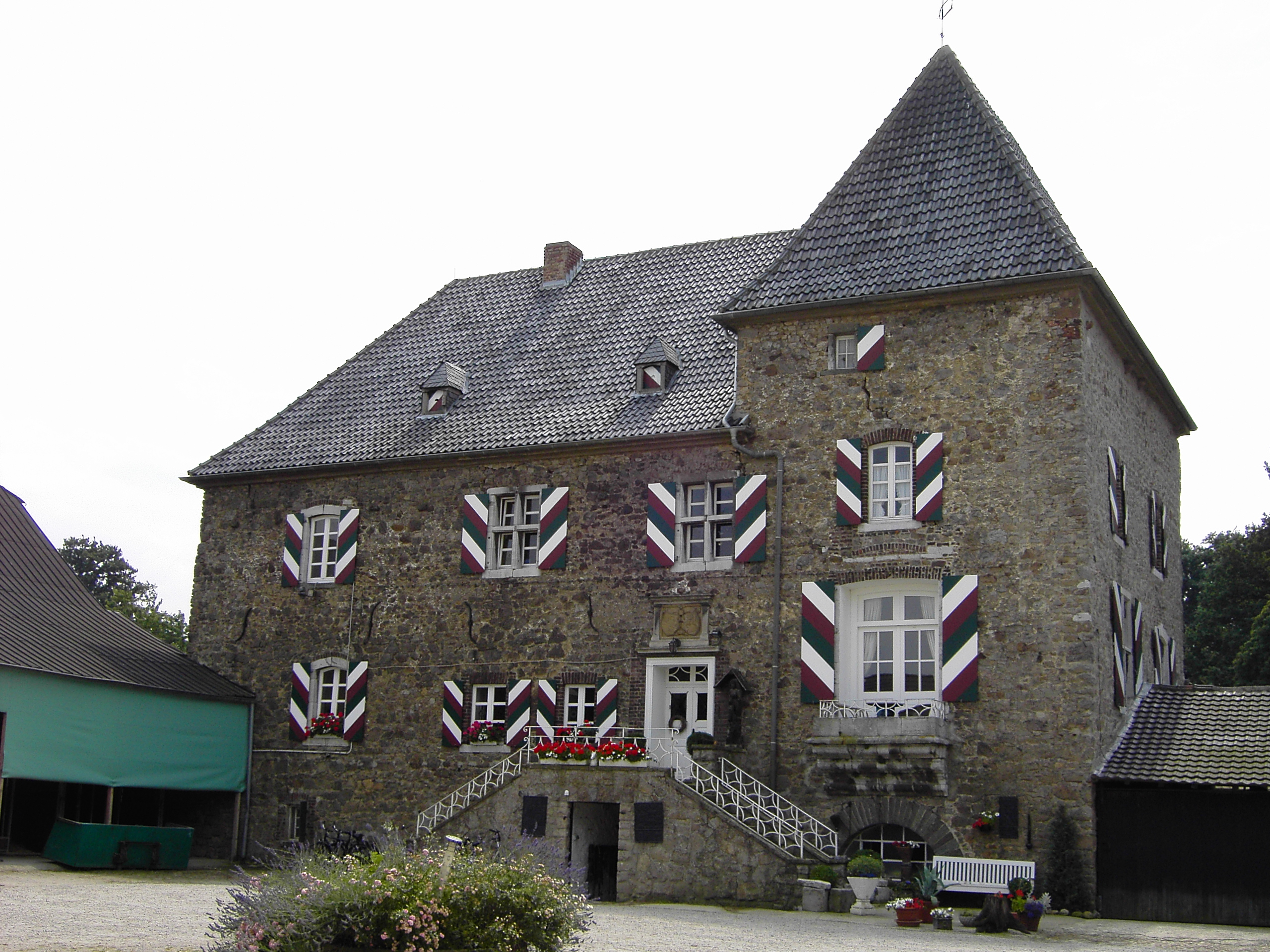
Burg Holzheim
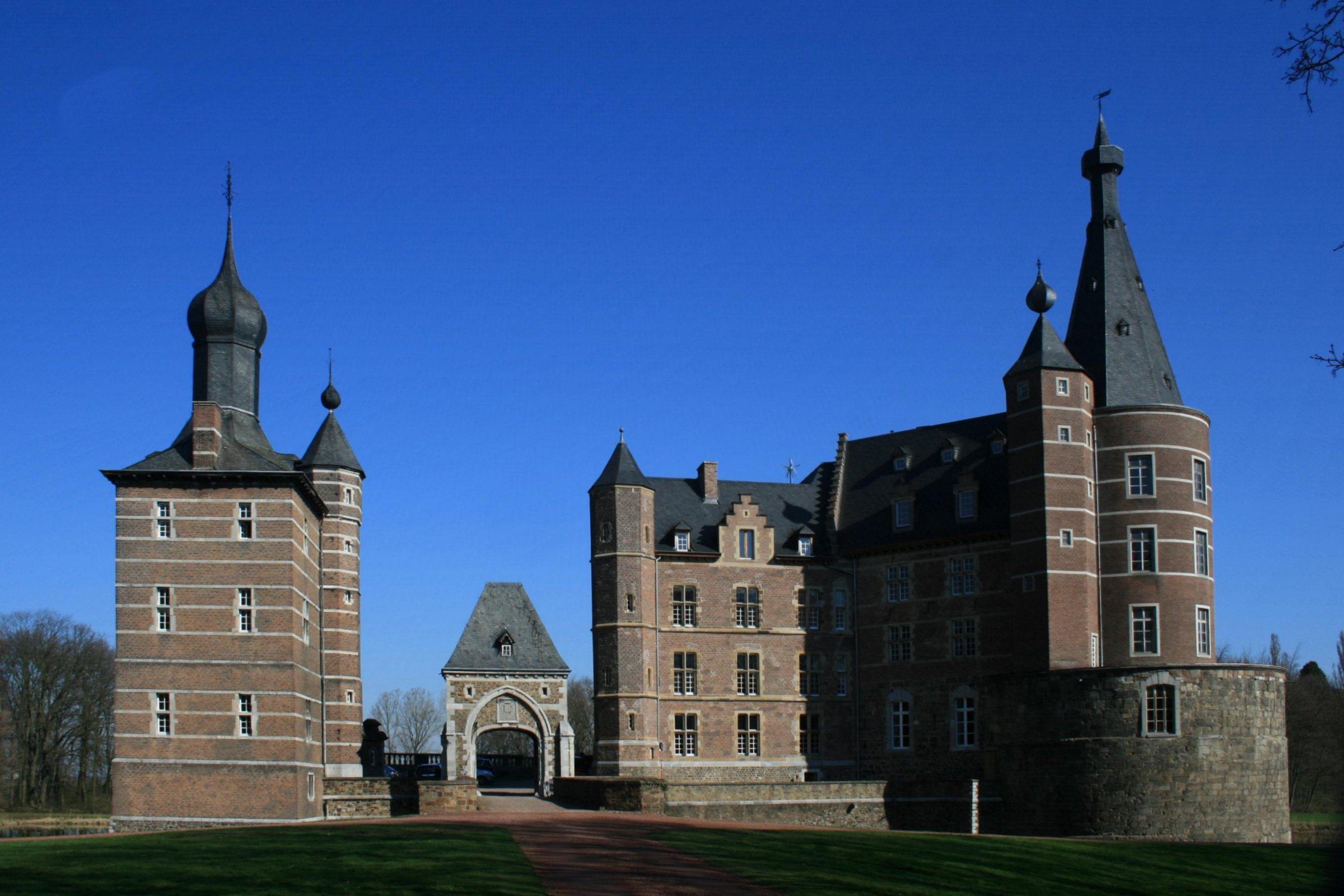
Schloss Merode
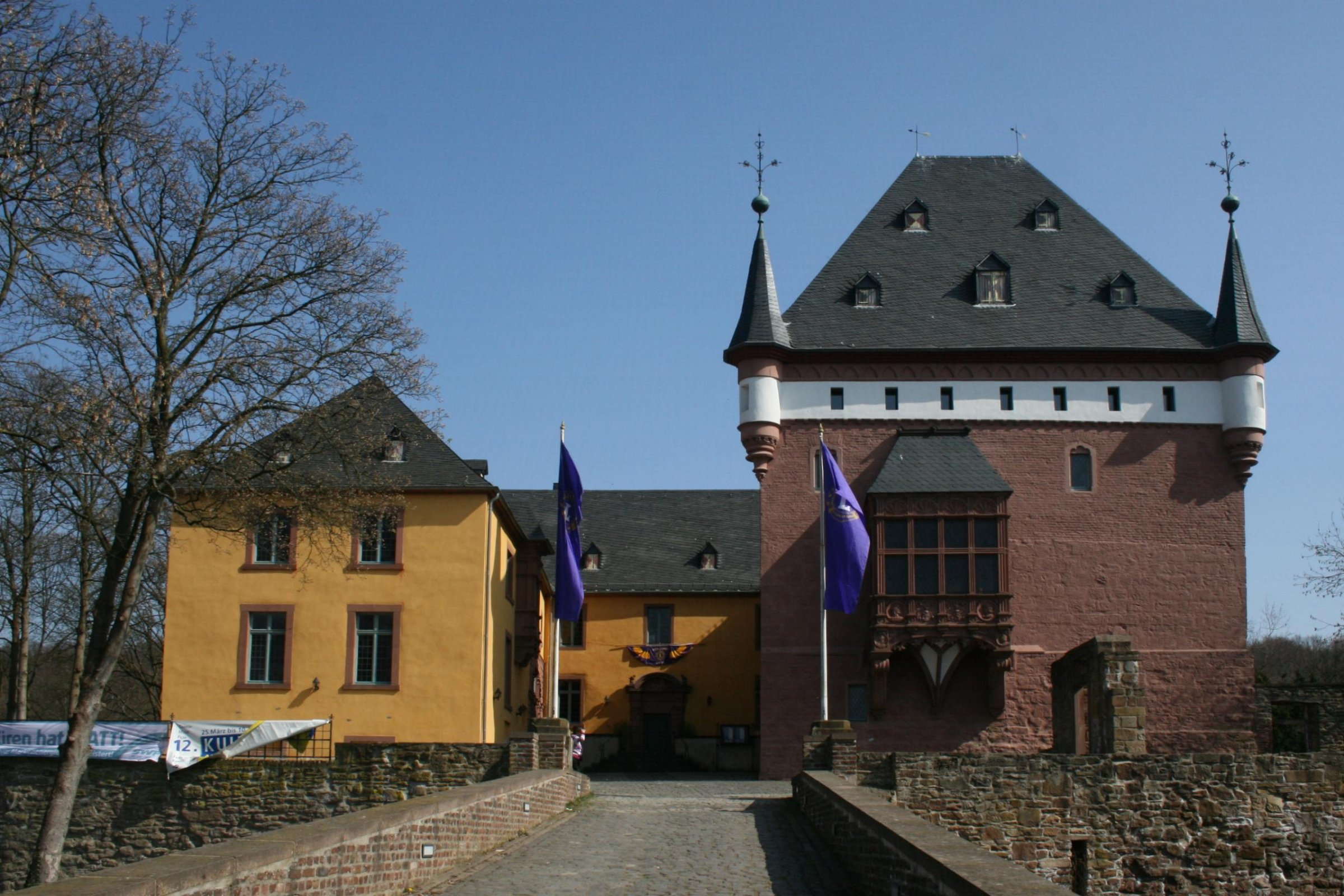
Schloss Burgau

Dieser Abschnitt ist ca. 52 km lang und enthält Anstiege von zusammen ca. 560 Höhenmetern (ohne die Stichstrecken zu Sehenswürdigkeiten).

Die Beschilderung führt durch die historische Altstadt von Aachen. Eine Stichstrecke ist zum Marschiertor an der äußeren Aachener Stadtmauer ausgewiesen. Im sogenannten Frankenberger Viertel führt ein weiterer ca. 200 m langer Abstecher zur Burg Frankenberg. Durch die Stadtteile Hitfeld und Eich führt die Route aus der Stadt und erreicht nach ca. 10 km Kornelimünster den südöstlichen Stadtteil von Aachen. Er liegt im Tal der Inde, sodass die Route einen Geländeeinschnitt mit ca. 40 Höhenmetern durchquert. Kornelimünster besitzt eine historische Altstadt mit der ehemaligen Reichsabtei Kornelimünster aus dem der Ort hervorging. Die Route verläuft dann in östlicher Richtung und erreicht nach weiteren 10 km Stolberg mit seiner restaurierten Altstadt und Burg (keine Wasserburg). Hier führt die „lokale Runde Aachen“ Richtung Würselen zurück in die Stadt Aachen. Die „große Runde“ verläuft vom Bahnhof Stolberg-Altstadt weiter Richtung Nordosten durch die Eschweiler Ortschaften Hastenrath und Scherpenseel zur Burg Holzheim. Bis hierher sind nochmals runde 10 km zurückzulegen, wobei ein Anstieg von ca. 1,5 km Länge mit ca. 5 % Steigung auf den Radler wartet. Danach verläuft die Route durch die Ortschaft Heistern und direkt danach zum ehemaligen Prämonstratenser Kloster Wenau. Nur 600 Meter später ist ein Abzweig zur ca. 1,6 km entfernten Laufenburg beschildert. Bis dorthin sind ca. 60 Höhenmeter zu bewältigen. Vom Abzweig bis zur nächsten Ortschaft Langerwehe sind es dann gut drei Kilometer, mit einem Anstieg von ca. 40 Höhenmetern, und dann noch einmal ca. zwei Kilometer zum Schloss Merode, das sich im gleichnamigen Ortsteil von Langerwehe befindet. Es gilt als eines der schönsten Wasserschlösser des Rheinlands im Renaissance-Stil.
Nach Kreuzau im Erholungsgebiet der Rureifel sind es jetzt noch ca. 13 km, mit nur einer nennenswerten Steigung (ca. 20 Höhenmeter) im Dürener Stadtteil Birgel.

### Knotenpunkt Kreuzau
In Kreuzau besteht Anschluss an die Rurtalbahn in Richtung Düren. Für die Weiterfahrt nach Euskirchen kann jetzt, die mit 68 km Länge und 780 Höhenmetern Steigungen, anspruchsvollere Strecke durch das Rurtal, über Nideggen und Mechernich gewählt werden. Oder es kann die nur 33 km lange und mit 190 Höhenmetern auch flachere Strecke über Zülpich nach Euskirchen genutzt werden. Die beiden Alternativrouten bilden zusammen die „Euskirchener Runde durch das Rurtal“.
Die beiden Routen trennen sich erst kurz hinter Kreuzau am Parkplatz „Düren IX“. Vorher werden noch der Bahnhof Düren-Tuchmühle und das Schloss Burgau passiert. Die Ursprünge des 1974 wieder aufgebauten Schlosses stammen aus dem 13. Jahrhundert. Von hier ist eine ca. 7 km lange Stichstrecke in die Innenstadt bzw. den Bahnhof von Düren ausgeschildert. In der Stadt gibt es noch Reste der mittelalterlichen Stadtmauer mit dem Dicken Turm und dem Grönjansturm. Das bekannteste Museum der Stadt ist das Leopold-Hoesch-Museum.

### Kreuzau – Rurtal – Euskirchen

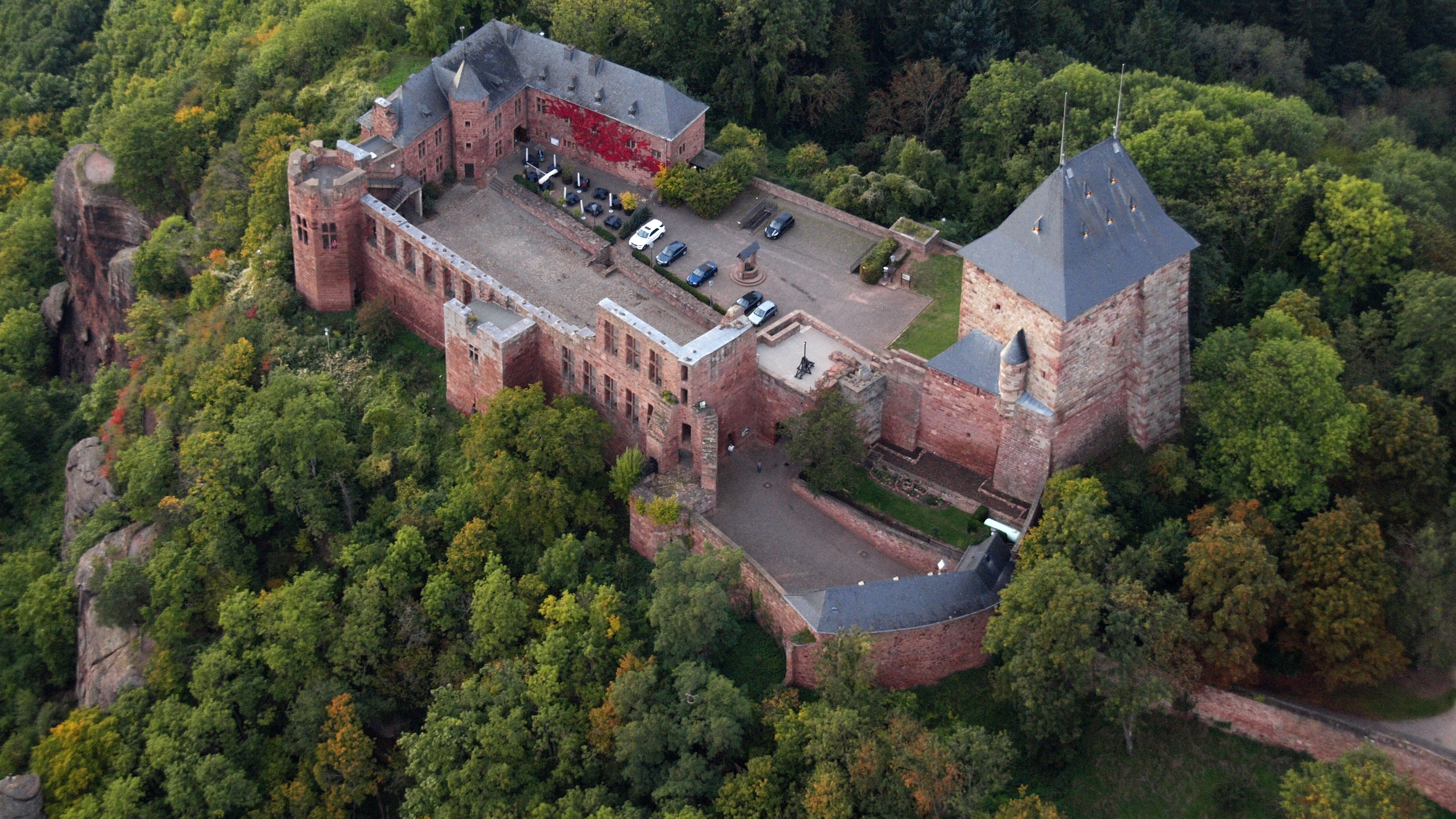
Burg Nideggen
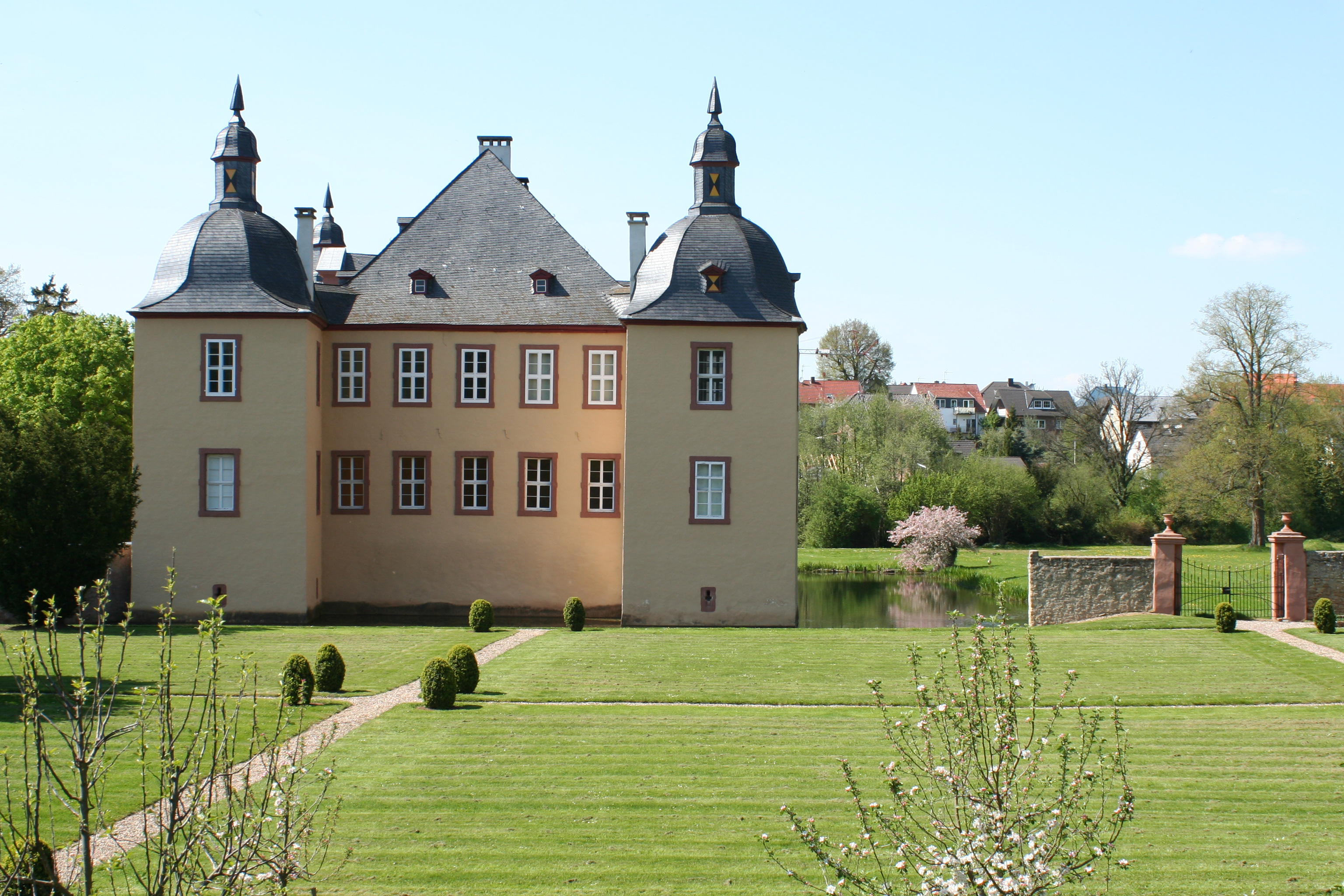
Wasserschloss Eicks
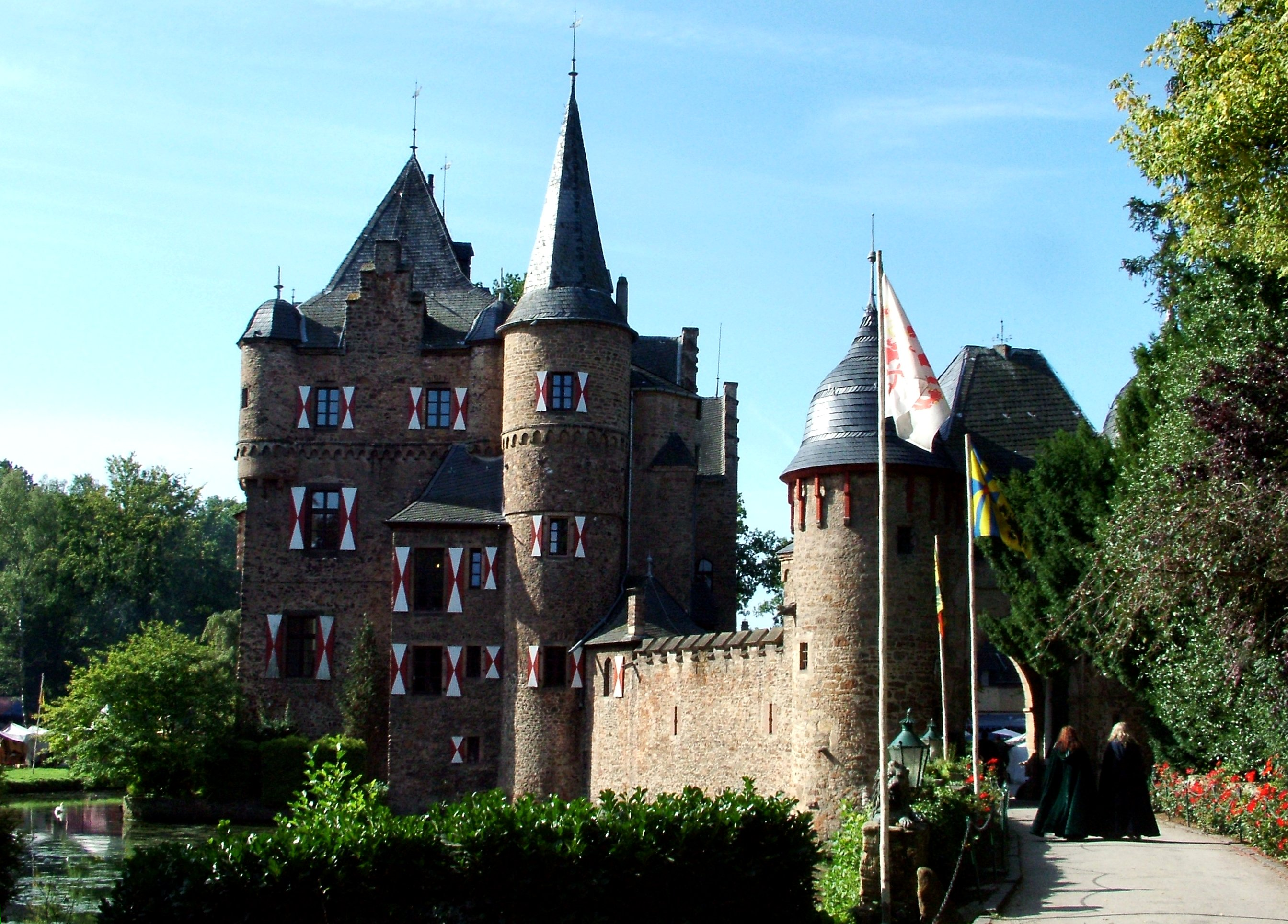
Burg Satzvey
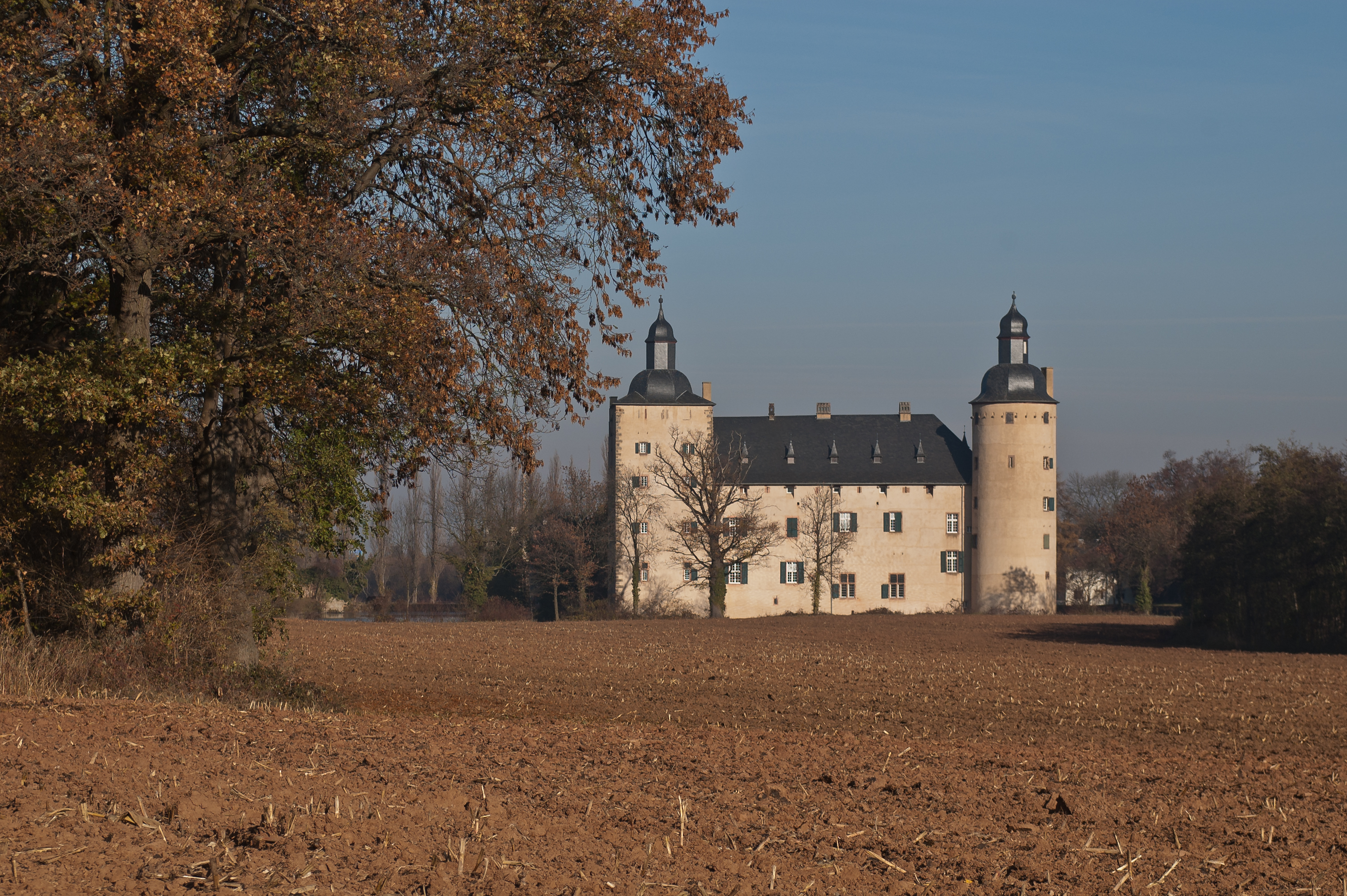
Burg Veynau
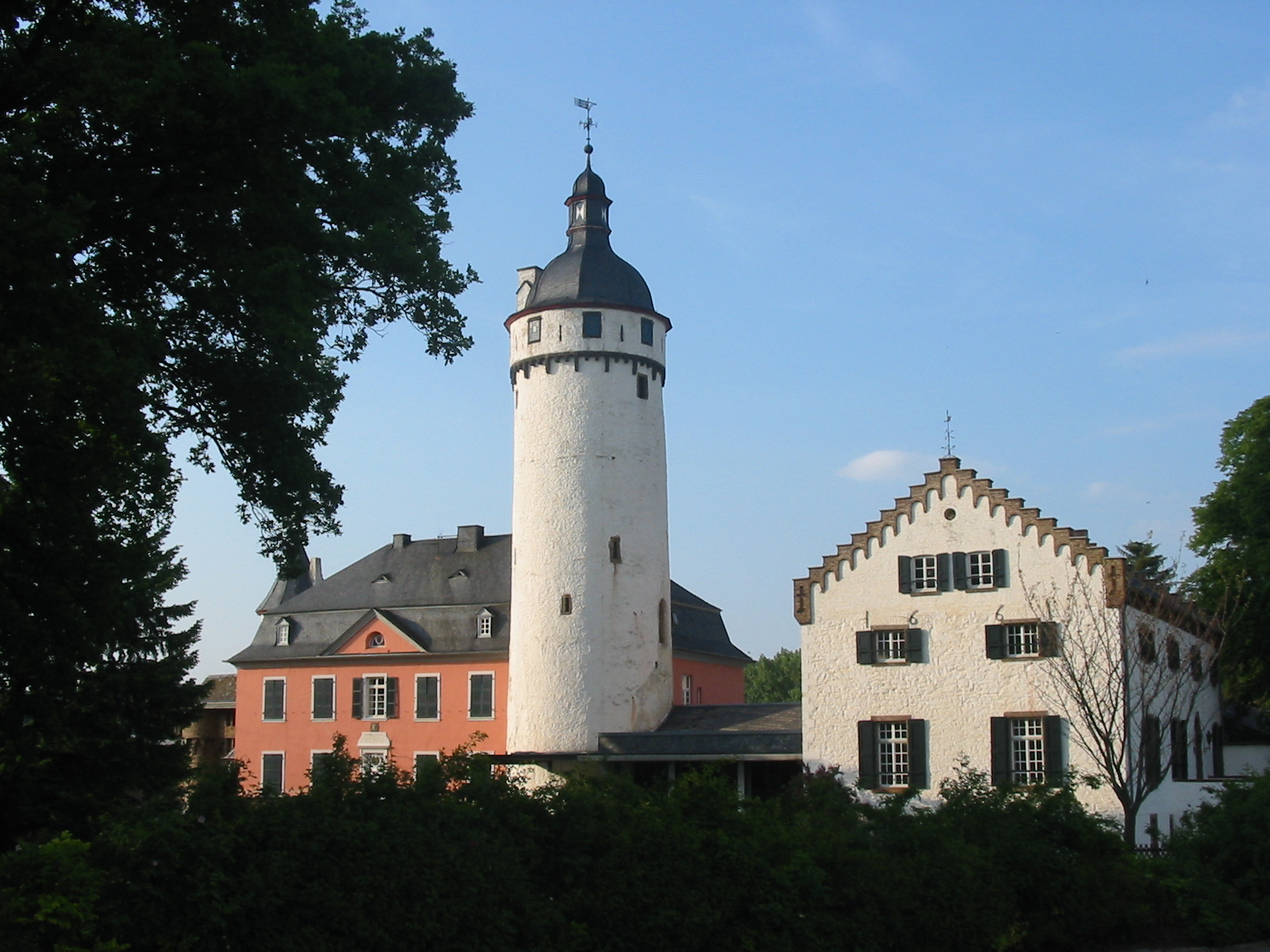
Burg Zievel
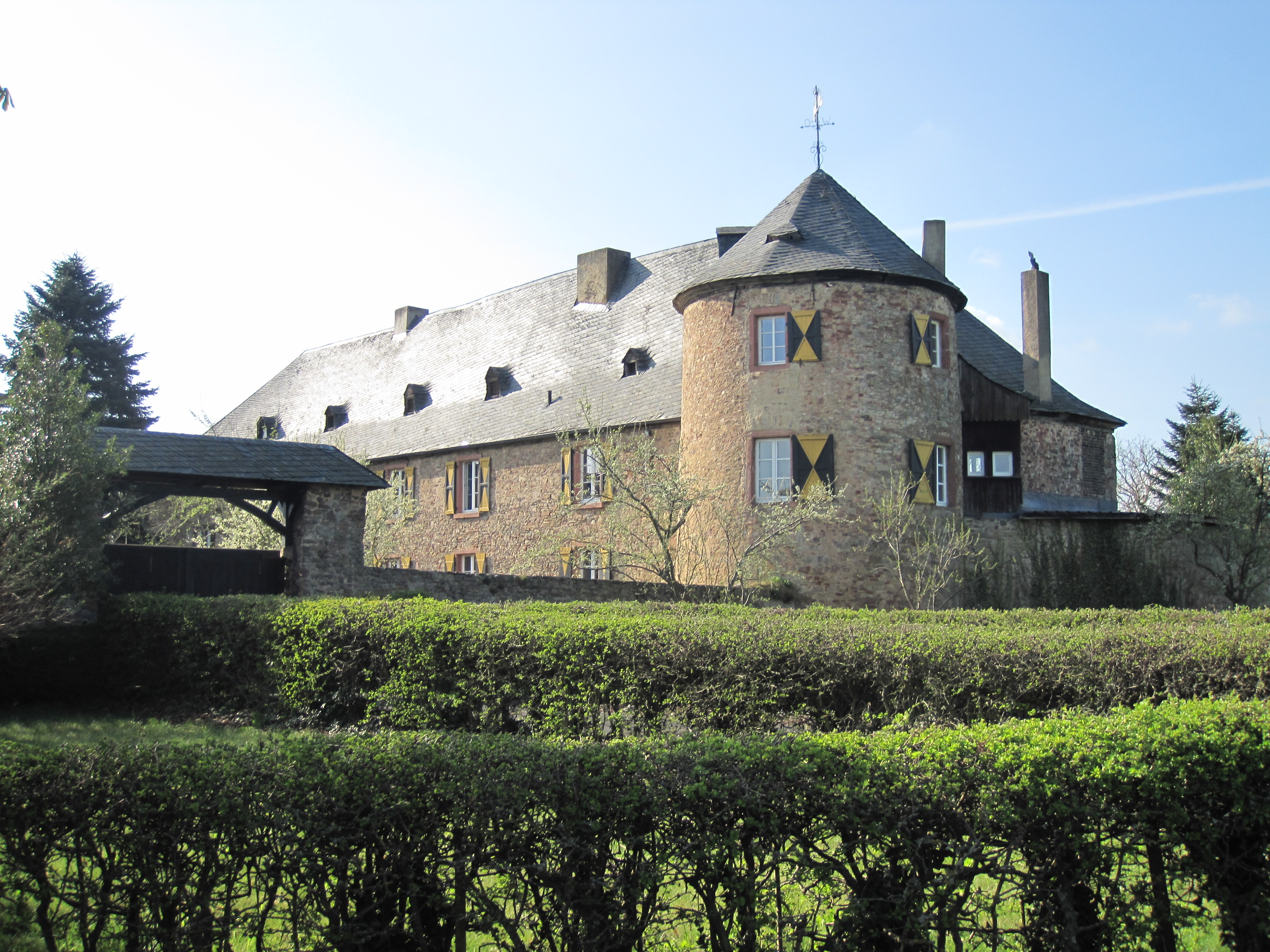
Untere Burg in Antweiler
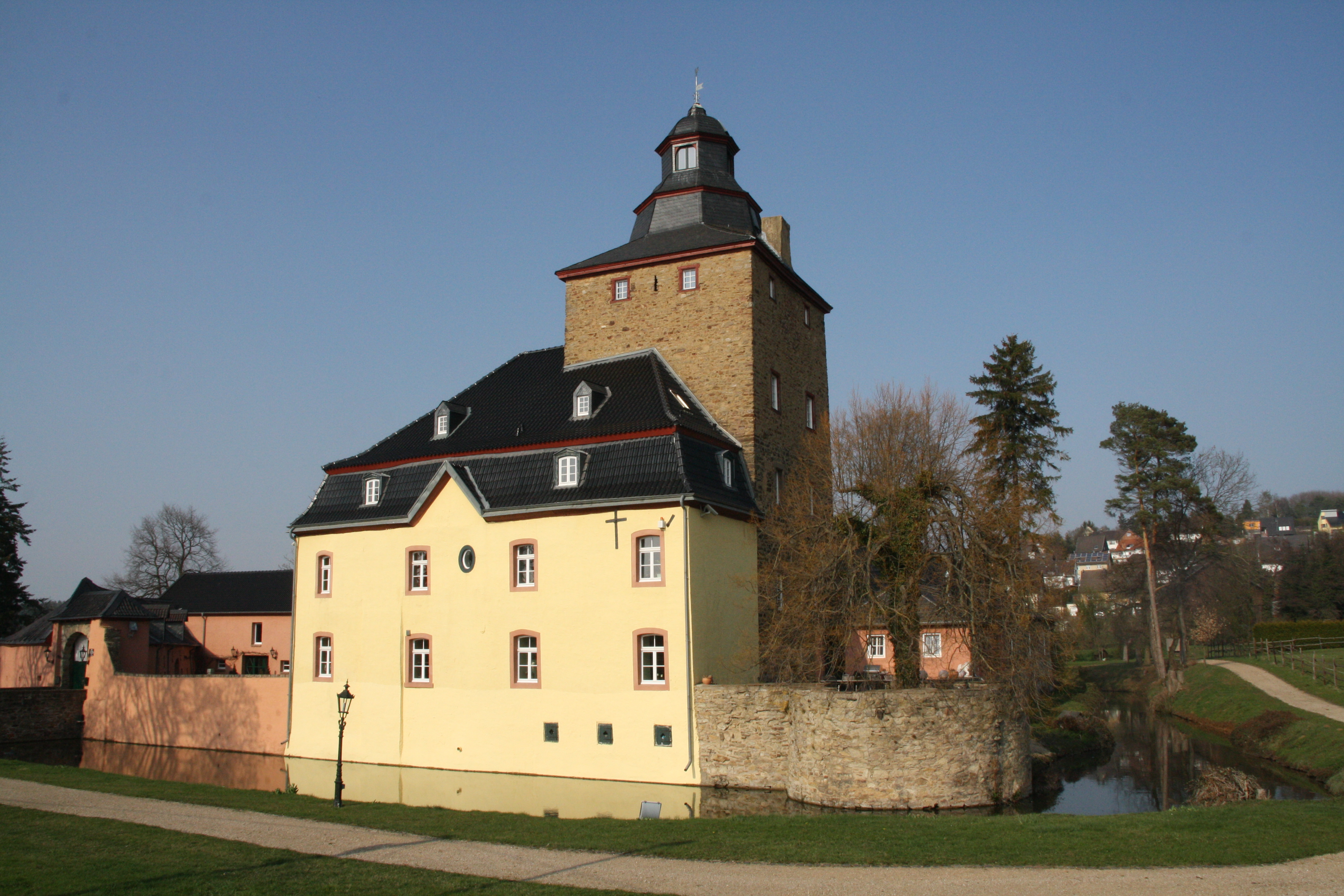
Burg Kirspenich
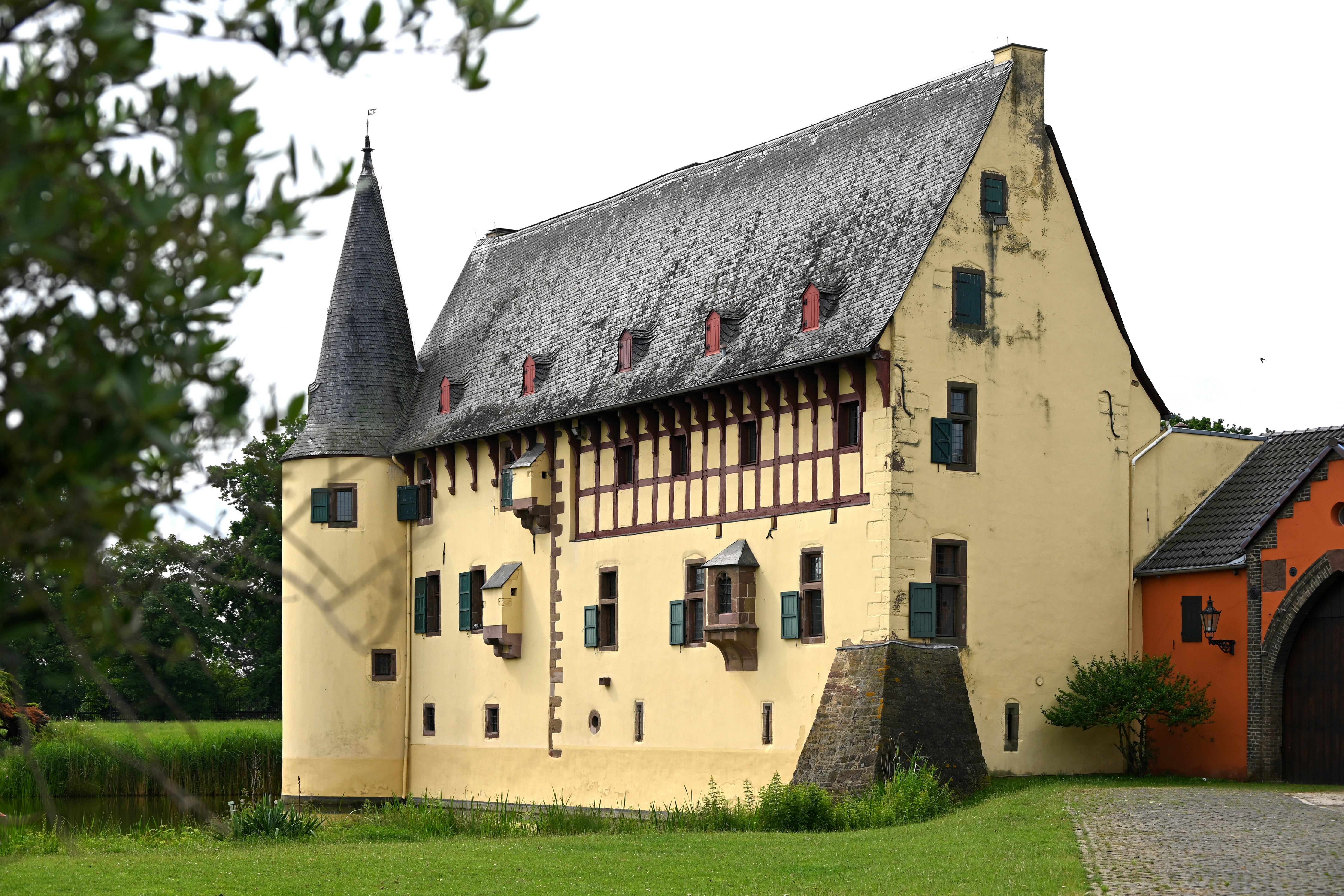
Herrenhaus der Burg Langendorf
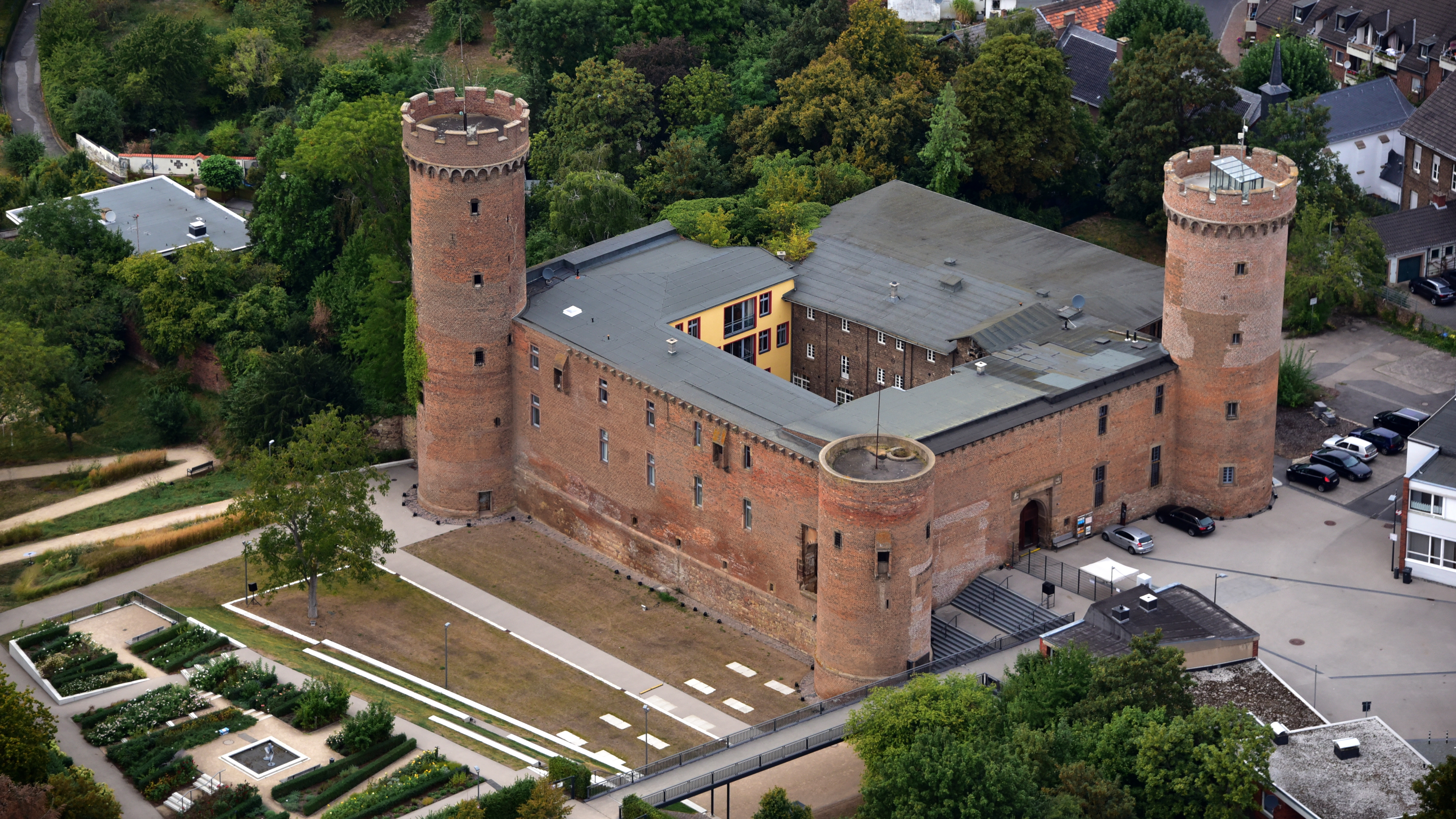
Landesburg Zülpich
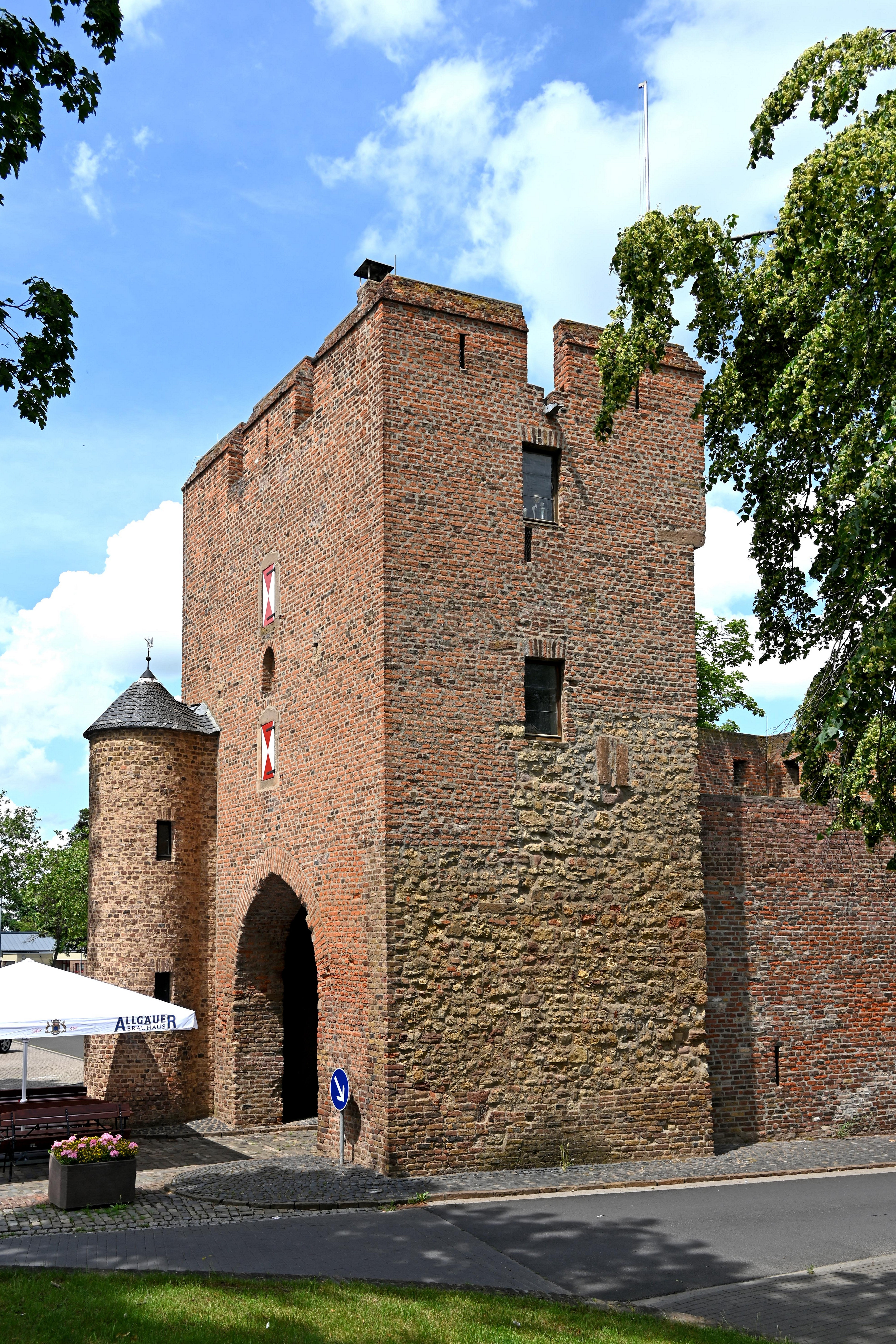
Das Kölntor in Zülpich

Diese Alternative hat bei einer Länge von 68 km und Steigungen von 780 Höhenmetern. (Ohne die Stichstrecken zu Sehenswürdigkeiten.)

Nach Kreuzau führt die Route entlang der Rur nach Obermaubach am Rurstausee Obermaubach. Von hier weiter am östlichen Ufer des Stausees und danach am Rurufer bis zum Bahnhof Nideggen-Brück, wo ca. 16 km der Teilstrecke zurückgelegt sind. Es gibt hier die Möglichkeit die Route über das oberhalb der Rur gelegene Nideggen zu wählen, wobei ca. 6 km mit 150 Höhenmetern zurückgelegt werden müssen oder weiter an Rur entlang zu fahren, was mit ca. 4 km und 51 Höhenmetern die weniger anstrengende Variante ist. Die Nideggener Altstadt besteht aus sehenswerten Fachwerk- und Buntsandsteinhäusern. Vom zentralen Marktplatz aus blickt man auf die beiden trutzigen Stadttore, und nach zehn Minuten Fußweg steht man vor den Toren der Burg Nideggen. In Abenden treffen sich die beiden Alternativrouten und verlaufen zusammen mit dem RurUfer-Radweg bis Hausen. Hier verlässt die Route das Rurtal und führt nach Vlatten mit der Oberburg. Eine im 9. Jahrhundert gegründete karolingische Königspfalz mit der Pfarrkirche St. Dionysius aus dem 12. Jahrhundert. Beim Verlassen des Rurtals sind etwa 160 Höhenmeter zu bewältigen. Hinter Vlatten beginnt das Stadtgebiet von Mechernich. Die Route führt durch die Stadtteile Berg, Floisdorf, Eicks mit seinem spätbarocken Wasserschloss in den Stadtteil Kommern. Kommern ist wegen seines geschlossenen Fachwerkensembles im historischen Ortskern bekannt. Touristische Attraktionen sind auch das Rheinische Freilichtmuseum und der Hochwildpark Rheinland. Entlang des Bleibaches verläuft die Route weiter in den Stadtteil Firmenich, wo sich die Burg Firmenich befindet. Von hier sind es nur knapp zwei Kilometer zur Burg Satzvey im gleichnamigen Stadtteil. Von Satzvey aus ist eine ca. drei Kilometer lange Stichstrecke zur Burg Veynau als Wasserburgen-Route ausgeschildert. Diese größte Burganlage im Kreis Euskirchen zählt zu den eindrucksvollsten und bedeutendsten Burgen im Rheinland. Direkt hinter der Satzvey nach der Autobahnbrücke liegt links die Burg Zievel auf dem Gelände eines Golfplatzes. Weiter führt der Weg in die Mechernicher Stadtteile Lessenich und Wachendorf. Am Ortseingang von Wachendorf ist ein ca. ein Kilometer langer Stichweg zur Oberen- und Unteren-Burg von Antweiler ausgeschildert. Hinter Wachendorf folgt ein ca. ein Kilometer langer Anstieg mit ca. 40 Höhenmetern und anschließender Anfahrt nach Iversheim das zur Stadt Bad Münstereifel gehört. Am Ortseingang vor der Bahnlinie kann eine Römische Kalkbrennerei besichtigt werden. Von hier kann man die Beschilderung des Erft-Radwegs benutzen, um der ca. 4 km entfernten Innenstadt von Bad Münstereifel einen Besuch abzustatten. Bad Münstereifel besitzt eine nahezu vollständig erhaltener restaurierter Stadtmauer mit historischem Stadtkern. Die Rundroute folgt jetzt dem Tal der Erft und führt über Arloff, vorbei an der Burg Kirspenich im gleichnamigen Stadtteil, zur ca. 5 km entfernten Hardtburg. Von hier sind es jetzt noch 7 km bis zum Bahnhof von Euskirchen. Alternativ kann hier direkt Richtung Rheinbach und Meckenheim abgebogen werden und der Besuch von Euskirchen auf die Rückfahrt verschoben werden.

### Kreuzau – Zülpich – Euskirchen
Diese Alternative hat eine Länge von 33 km und weist 190 Höhenmeter Steigungen auf. (Ohne die Stichstrecken zu Sehenswürdigkeiten.)

Die Teilstrecke startet mit einem Anstieg von ca. 25 Höhenmeter und führt dann flach weiter durch Stockheim und Soller mit seiner Wallfahrtskirche. Deren im 19. Jahrhundert erbaute Lourdes-Grotte, in der Septemberoktav viele Pilger anzieht. Danach folgen die Orte Froitzheim und Juntersdorf, letzterer gehört bereits zur Stadt Zülpich. Am Ortseingang liegt die Wasserburg Juntersdorf. Es folgt der Stadtteil Langendorf wieder mit einer Wasserburg, der Burg Langendorf. Die Burg gehört zu den besterhaltenen und gepflegtesten Wasserburgen im Rheinland. Nach weiteren drei Kilometern wird Zülpich-Hoven erreicht, wo sich das Kloster Marienborn befindet. In dem ehemaligen Zisterzienserinnenkloster wurde 1888 von der Kölner Genossenschaft der Cellitinnen nach der Regel des hl. Augustinus übernommen, die hier die Krankenanstalten Marienborn einrichteten, eine Pflegeanstalt zur psychiatrischen Versorgung von schwer psychisch kranken Frauen. Traurige Berühmtheit erlange die Hovener Krankenanstalt in der Zeit des Nationalsozialismus, wo sie besonders durch die NS-Gesetzgebung zur Rassenhygiene und deren Vollzug betroffen war. Direkt danach folgt die Römerstadt Zülpich. Hier findet man die Römerthermen aus dem 2. Jahrhundert, über denen das Museum der Badekultur errichtet wurde. Die Mittelalterliche Stadtbefestigung wurde größtenteils restauriert und besitzt vier gut erhaltene Stadttore. Teil der Stadtbefestigung ist die Kurkölnische Landesburg Zülpich. Nach weiteren 12 km entlang der ehemaligen Bördebahn wird Euskirchen erreicht.

### Knotenpunkt Euskirchen
Euskirchen ist gut mit der Bahn zu erreichen, da es an der Eifelstrecke Köln – Trier liegt. Von hier bieten sich mehrere lokale Rundwege auf der Wasserburgen-Route an. In der Euskirchener Kernstadt gibt es an Sehenswürdigkeiten die teilweise noch erhaltene mittelalterliche Stadtbefestigung, den historischen Markt und die Martinskirche als eines der ältesten und bedeutendsten Bauwerke.
Um zurück auf die „Große Runde“ zu gelangen, folgt man der Wasserburgen-Route in Richtung Rheder, Hardtburg, Rheinbach.

### Euskirchen – Wachtberg – Bonn Mehlem

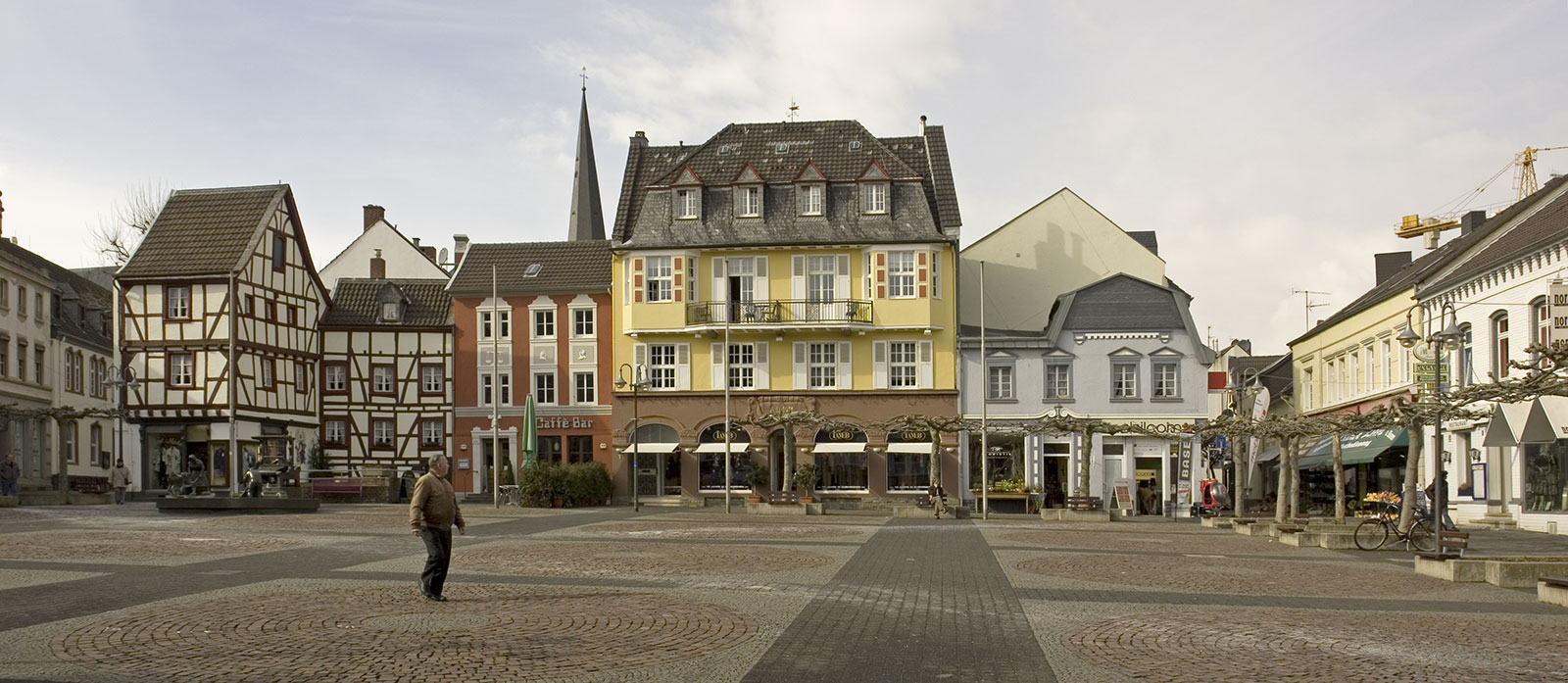
Euskirchen, Alter Markt
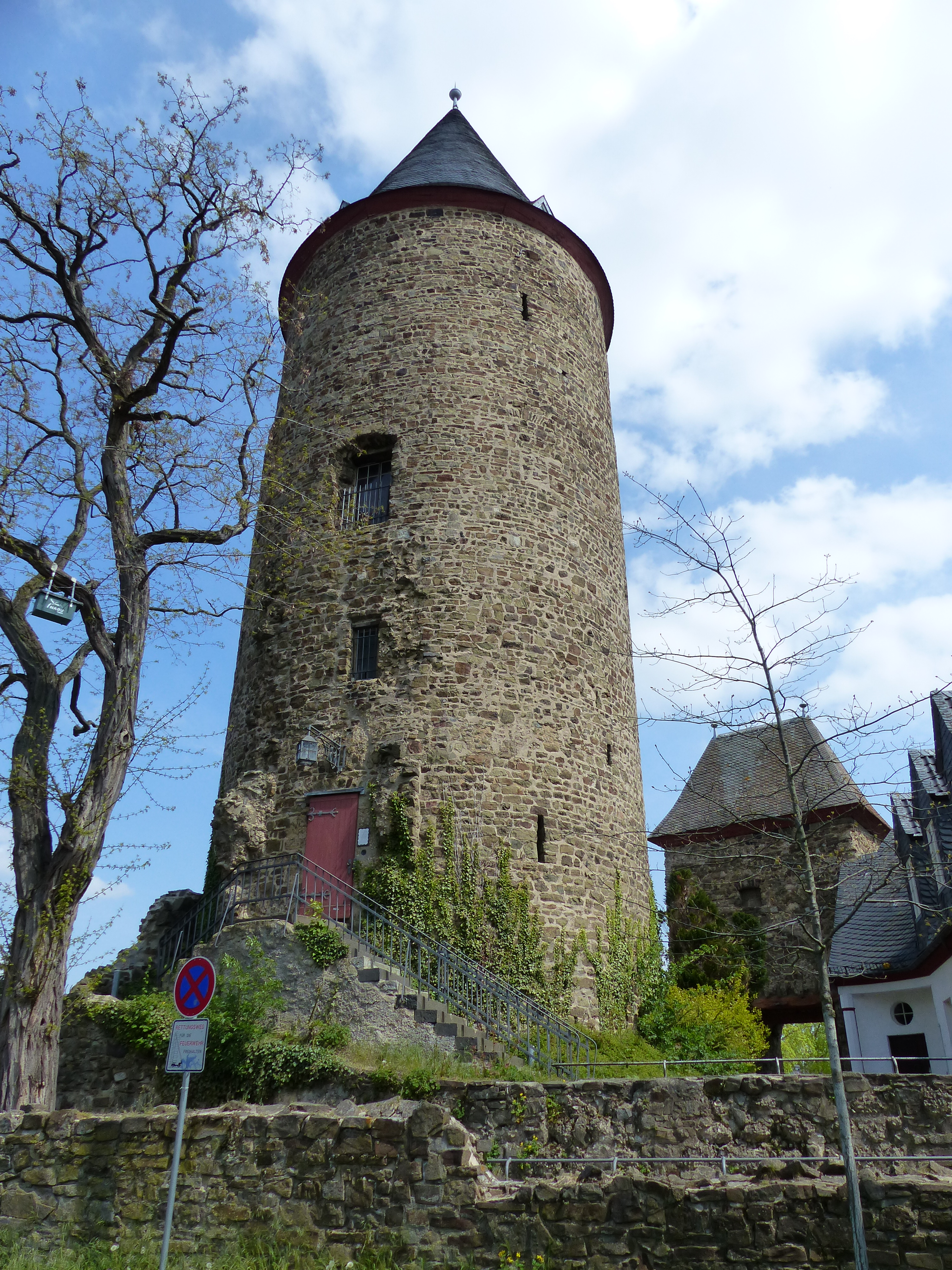
Hexenturm in Rheinbach
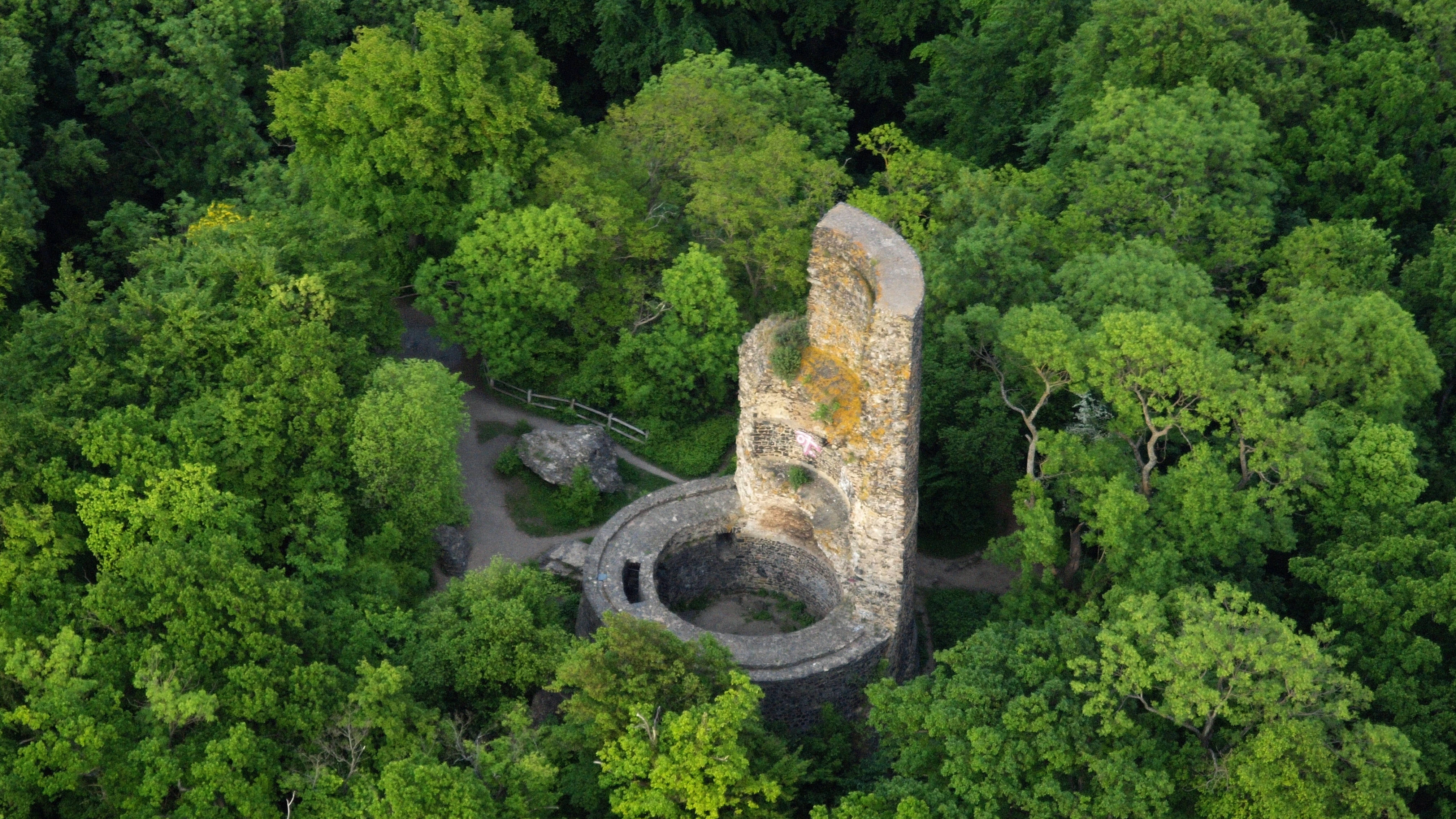
Ruine Tomburg auf dem Tomberg
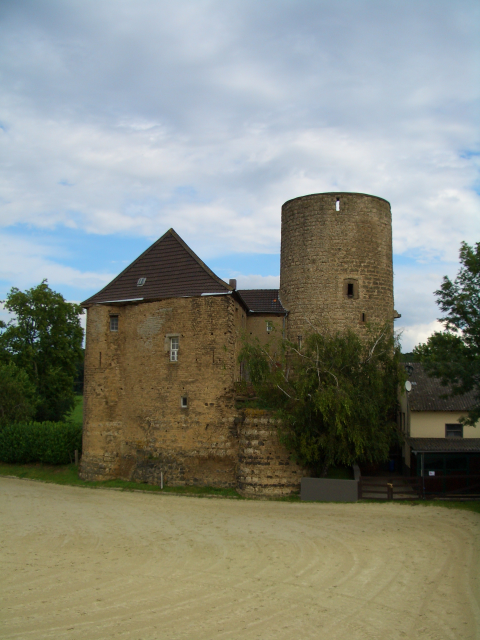
Burgruine Münchhausen
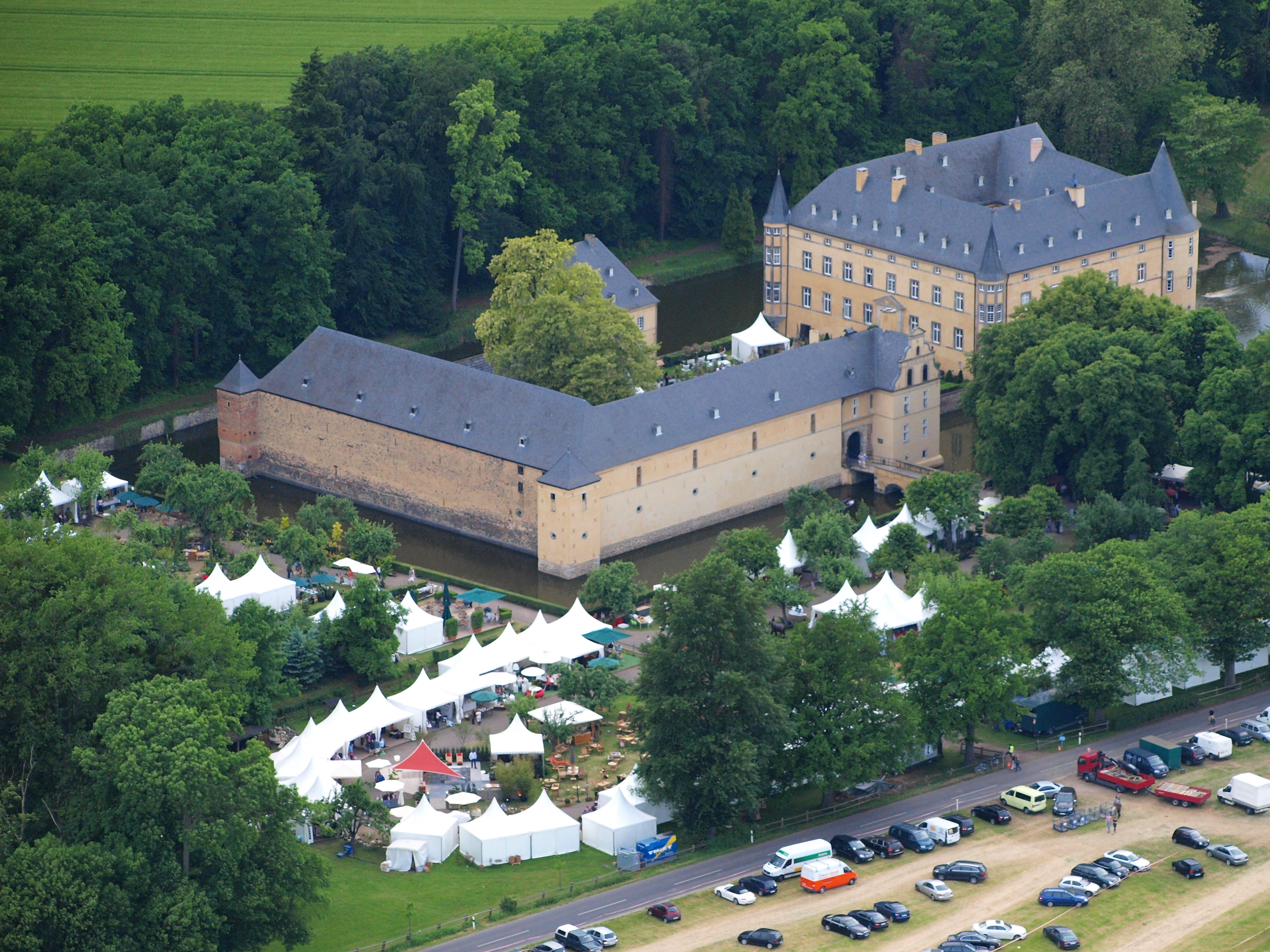
Burg Adendorf
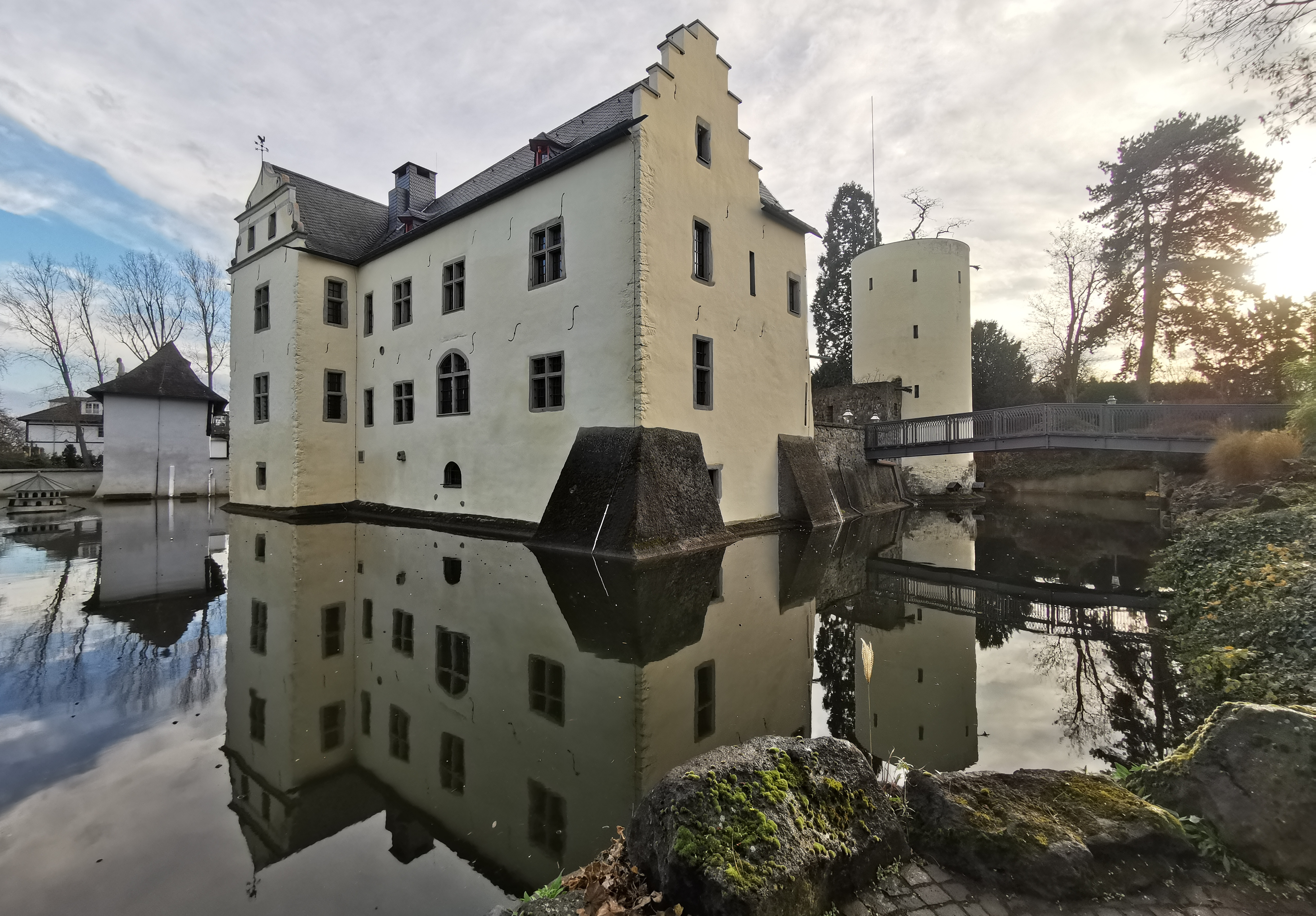
Burg Odenhausen in Berkum

Diese Teilstrecke hat eine Länge von ca. 54 km und weist 473 Höhenmeter Steigungen auf. (Ohne die Stichstrecken zu Sehenswürdigkeiten.)

Aus der Stadt Euskirchen verläuft die Route in Richtung Stadtteil Rheder und danach hinauf zu Hardtburg die ca. 90 Höhenmeter über der Kernstadt liegt und nach ca. 8 km erreicht wird. Die Hardtburg macht durch ihren nach dem 14. Jahrhundert kaum mehr veränderten Bestand den Charakter einer mittelalterlichen Wasserburg auch für den Laien anschaulich. Zwei Kilometer später wird der Stadtteil Niederkastenholz erreicht wo sich die Burg Niederkastenholz befindet. Seit der zweiten Hälfte des 11. Jahrhunderts ist die reichsunmittelbare Reichsabtei Kornelimünster als Grundherr der Burg und des Dorfes Niederkastenholz bezeugt, welche unter dem Schutz des Herzogs von Jülich stand. Das heutige Erscheinungsbild entspricht im Wesentlichen dem des 18. Jahrhunderts. Haupt- und Vorburg vermitteln das Bild einer ländlichen Burganlage des 18. Jahrhunderts. Nur eineinhalb Kilometer später wird bereits der Stadtteil Flamersheim erreicht. Dort befindet sich die Burg Flamersheim und ein Feuerwehrmuseum. Die am Flämmerbach gelegene Burg Flamersheim wurde 1358 zum ersten Mal erwähnt und am Ende des 18. Jahrhunderts im zeitgenössischen Stil des Barock umgebaut. Heute ist von einer großen Parkanlage umgeben, deren weitläufige Graben- und Teichanlagen aus den ursprünglichen Burggräben entstanden. Das 1992 entstandene Feuerwehrmuseum biete einen Überblick über die Feuerwehrgeschichte der letzten hundert Jahre. Schon zwei Kilometer später wird der Euskirchener Stadtteil Schweinheim und mit ihm die Burg Schweinheim erreicht. Bei der ehemaligen Wasserburg handelte es sich um eine zweiteilige Burganlage umgeben von Wassergräben. Im 19. Jahrhundert wurde die Vorburg bis auf einen Eckturm und geringe Mauerreste abgebrochen und entwickelte sich danach zu einem großen landwirtschaftlichen Gehöft. Außerhalb der Ortschaft wird ca. 1,2 Kilometer später die Burg Ringsheim erreicht. Von dem im 17. Jahrhundert untergegangenen Dorf Ringsheim ist nur noch die Kirchenruine im Schlosspark übrig. Im 17. Jahrhundert wurde die weitgehend zerfallene Burg zum barocken Schloss umgebaut. Im späten 19. Jahrhundert entstand daraus ein Landsitz nach englischem Vorbild. Die Route führt jetzt an einer Reihe von landwirtschaftlichen Anwesen vorbei und erreicht nach ca. 7 km die Stadt Rheinbach. Die Stadt bietet ein Glas- und ein Kutschenmuseum sowie den Rheinbacher Hexenturm. In ihm befand sich im 17. Jahrhundert vermutlich ein Hexenkerker. Er ist Teil der noch erhaltenen Rheinbacher Burg. Sie wurde im 12. Jahrhundert erbaut und in den Jahren darauf immer mehr erweitert. In unmittelbarer Nähe befinden sich auch Reste der Stadtbefestigung. Im mittelalterlichen Stadtkern sind auch weitere Reste der Stadtbefestigung zu besichtigen, beispielsweise der Wasemer- und der Kallenturm. Rheinbach liegt an der Strecke der Voreifelbahn Euskirchen – Bonn. Die Route verlässt die Stadt und erreicht nach ca. 4 km den Stadtteil Rheinbach-Wormersdorf. Von hier führt ein gut einen Kilometer langer Stichweg zur Burgruine Tomburg, die auf einer ca. 45 m hohen Basaltkuppel liegt. Die bereits um 900 entstandene Burg wurde 1473, in einem Streit der damaligen Besitzer mit dem Herzog von Jülich, vollständig zerstört. Zwei Kilometer nach Wormersdorf erreicht die Route den Mechernicher Stadtteil Ersdorf. Der Ort befindet sich auf der „Rheinbach – Meckenheimer Lößplatte“ und gehört damit zum fruchtbaren Altsiedlungsgebiet des nördlichen Eifelvorlandes. Hier trifft man die dorfbildprägenden geschlossenen traufständigen Häuserzeilen längs den Straßen mit ihren überbauten Hofzufahrten. In Ersdorf befindet sich das „Herrenhaus Burg Altendorf“. Die ehemalige Wasserburg aus dem 16. Jahrhundert ist heute im Besitz der Stadt Meckenheim und wird für kulturelle Veranstaltungen genutzt. Die Route führt jetzt über leicht welliges Gelände, überquert die Autobahnen A 61 und A 565 in der Nähe des Autobahnkreuzes Meckenheim und erreicht nach ca. 6 km den Ort Adendorf der zur Gemeinde Wachtberg gehört. Kurz vor Adendorf wird die Ruine der Burg Münchhausen passiert. Ein gut zwei Kilometer langer Stichweg führt zur Burg Adendorf und zum Sommersberger Hof, einem Rittersitz aus dem 15. Jahrhundert. Die Burg Adendorf besteht aus einer von einem Wassergraben umgebenen Kernburg mit vier Ecktürmen und einer vor allem aus Wirtschaftsgebäuden bestehenden Vorburg. Die Kernburg wird von der Besitzerfamilie von Loë seit 1815 als Wohngebäude genutzt. In den letzten Jahren wurde die Burg auch mit Mitteln der Deutschen Stiftung Denkmalschutz renoviert. Weiter durch das Gemeindegebiet von Wachtberg mit den Ortschaften Klein-Villip, Holzem führt die Route jetzt zum Ortsrand von Berkum, der nach gut 6 km über eine leichte Steigung (ca. 90 Höhenmeter) erreicht wird. Hier befindet sich die Burg Odenhausen. Die mit einem Wassergraben umgebene Burg wurde renoviert und befindet sich heute im Privatbesitz. Durch weitere Ortsteile von Wachtberg verläuft die Route Richtung Rhein, der nach 11,5 km in Bonn-Mehlem erreicht ist. Auf dieser Teilstrecke wird eine Landschaftsmulde durchquert, sodass sich die zurückzulegenden Höhenmeter auf ca. 135 summieren. Nach einem Kilometer am Ufer ist dann die Rheinfähre nach Königswinter erreicht. Dort kann das Siebengebirgsmuseum besucht werden. Außerdem laden der Drachenfels und die Schloss Drachenburg zu einem Besuch mit Hilfe der Drachenfelsbahn ein.

### Bonn Mehlem – Euskirchen

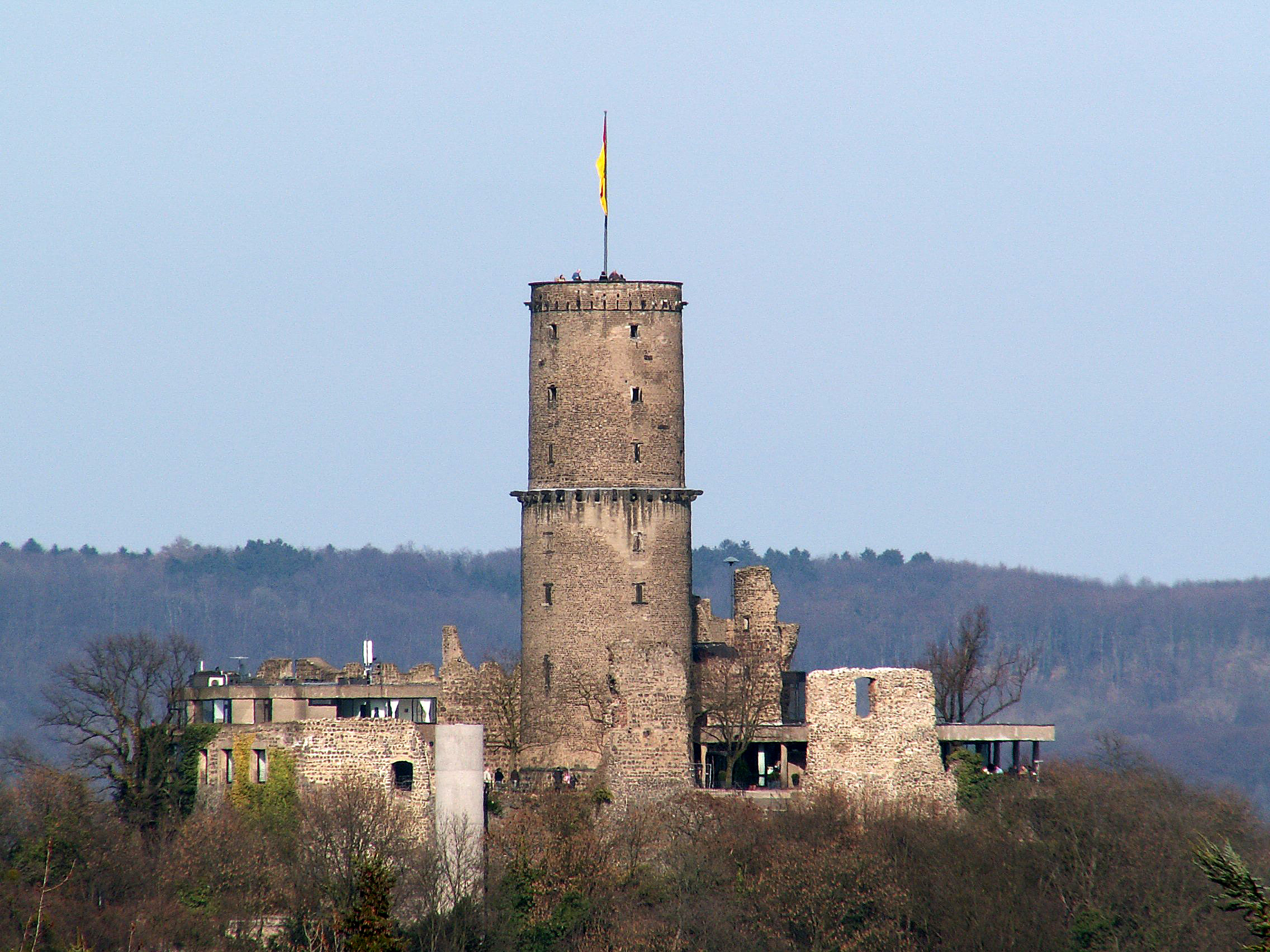
Ruine der Godesburg
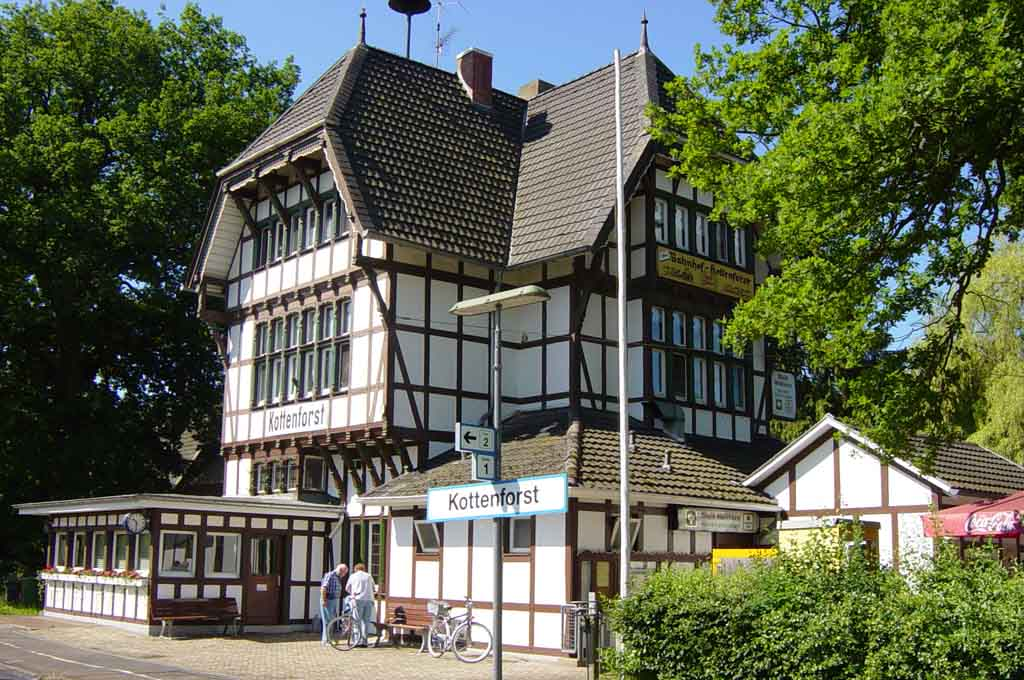
Bahnhof Kottenforst
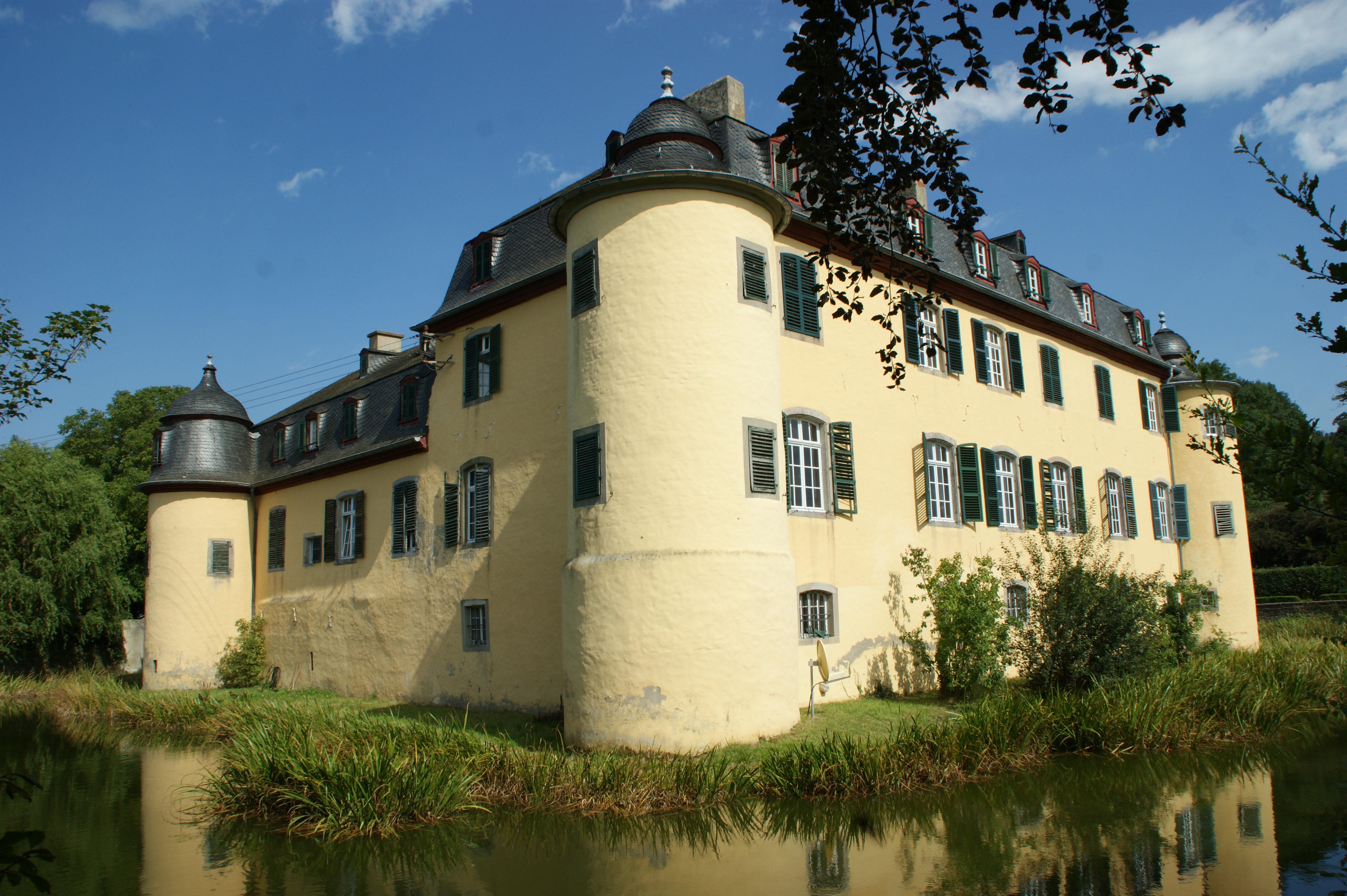
Schloss Lüftelberg
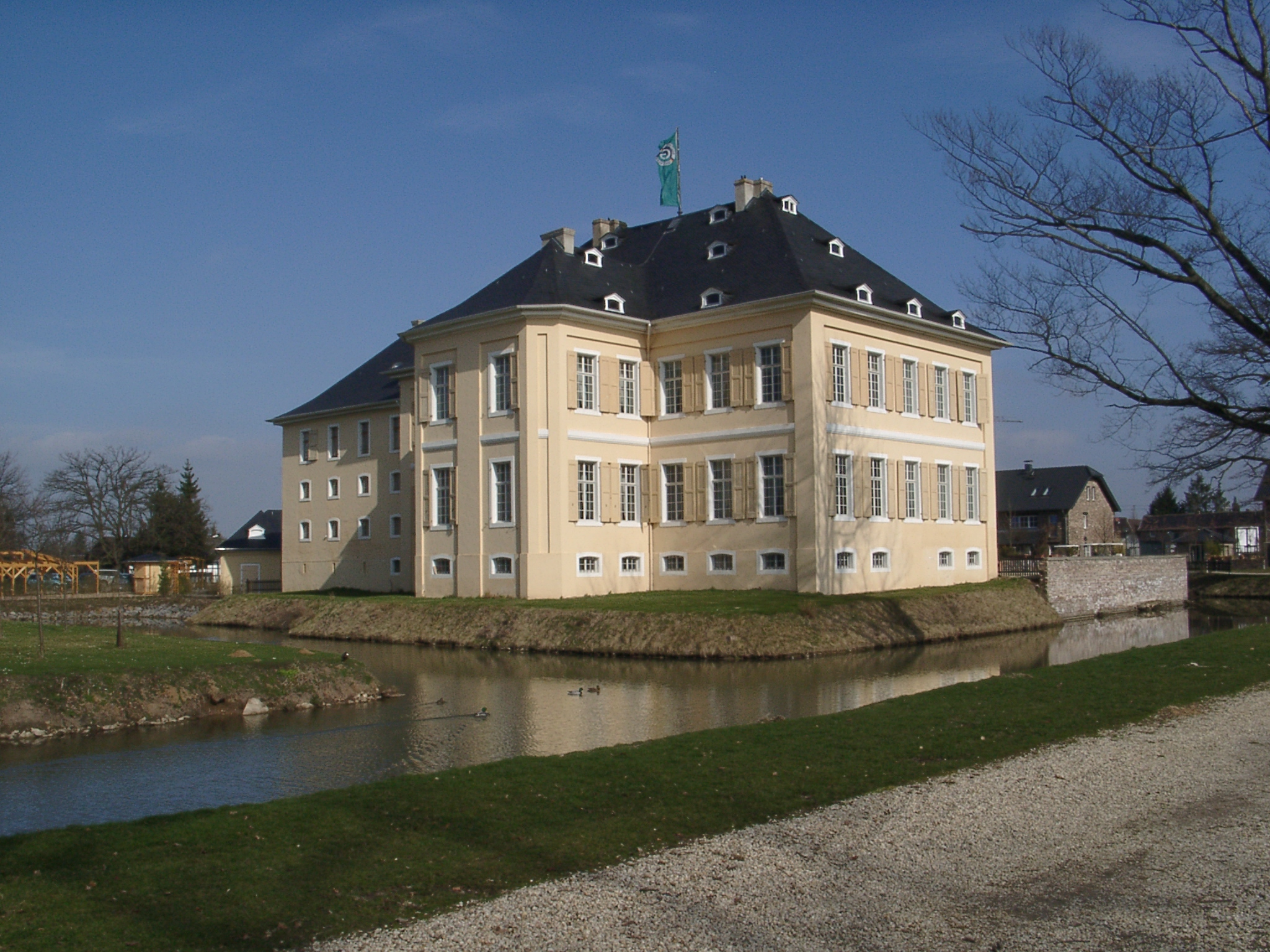
Schloss Miel
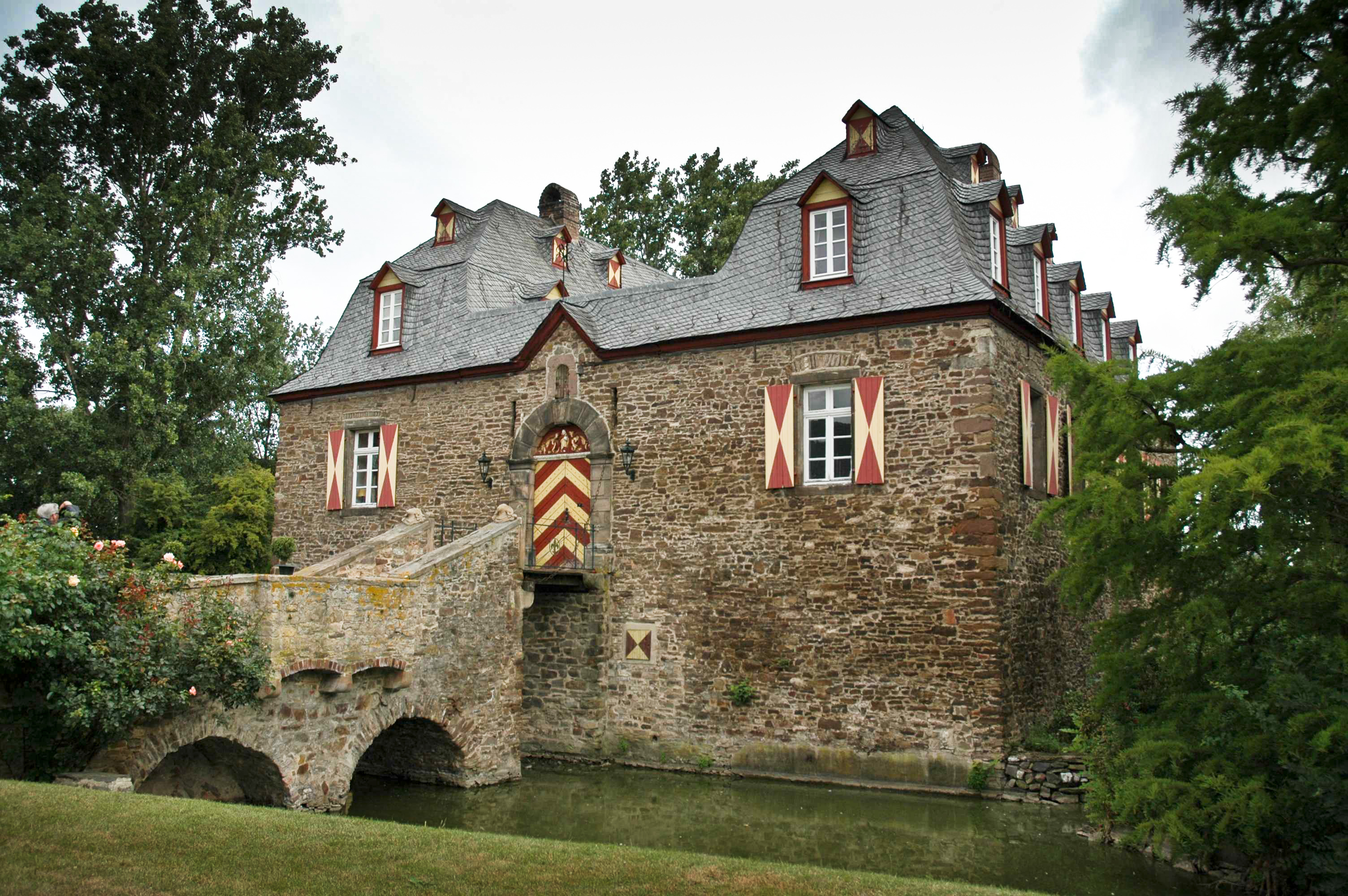
Herrenhaus der Kleeburg

Diese Teilstrecke hat eine Länge von ca. 45 km und weist 303 Höhenmeter Steigungen auf. (Ohne die Stichstrecken zu Sehenswürdigkeiten.)
Zunächst verläuft die Route entlang des Rheins zusammen mit der Rhein-Radweg bis zur Fähre in Bonn-Bad Godesberg und biegt dann Richtung Westen zum Bahnhof ab. Etwa einen Kilometer weiter wird der Abzweig zur Stichstrecke zur Godesburg erreicht. Bis dahin wurden ca. 5 km der Teilstrecke zurückgelegt. Zur Burg hinauf sind es ca. 600 m, wobei 40 Höhenmeter zu bewältigen sind. Die Burg wurde im 13. Jahrhundert erbaut und 1583 von Truppen des Kurfürsten Ernst von Bayern belagert und zerstört. In den letzten Jahren wurde die Godesburg in großen Teilen saniert und beherbergt heute ein Restaurant. Vom Bergfried aus überblickt man das Rheintal, das Siebengebirge und Bad Godesberg. Zusammen mit dem Godesberger Bach verlässt die Route den Bonner Stadtbezirk Bad Godesberg und durchquert die zu Wachtberg gehörenden Ortschaften Pech, Villip und Villiprot. Nach 8 km wird der Godesberger Bach Richtung Norden verlassen. Die Route führt jetzt durch ein Waldgebiet, kreuzt die Autobahn A 565 und erreicht nach ca. 6 km die Bahnstrecke der Voreifelbahn, die sie beim Bahnhof Kottenforst quert. Die denkmalgeschützte, in Fachwerkbauweise ausgeführte dreigeschossige Station ist heute ein beliebtes Ausflugsziel. Nach weiteren 2,5 km wird Meckenheim-Lüftelberg mit seinem Wasserschloss Lüftelberg erreicht. Die jetzige barocke Form stammt aus dem 18. Jahrhundert. Die Burg ist in Privatbesitz und für die Öffentlichkeit nicht zugänglich. Weiter führt die Route durch Flerzheim und erreicht nach ca. drei Kilometern den Abzweig zur Burg Müttinghoven. Der ehemalige Rittersitz ist heute in Privatbesitz. Das Hauptgebäude wurde renoviert und der ehemalige Wassergraben zu einem Teich erweitert. Nach etwa zwei weiteren Kilometern gelangt man zur Burg Morenhoven. Sie ist eine typische rheinische Wasserburg, bestehend aus getrennter Haupt- und Vorburg. Beide waren von Wassergräben umgeben. Nur der Burggraben um das Herrenhaus ist noch erhalten. Die Burg liegt im gleichnamigen Gemeindeteilen von Swisttal. Von Morenhoven führt ein zwei Kilometer langer Stichweg in südliche Richtung zur Wasserburg Peppenhoven. Die Hauptroute führt weiter nach Swifttal-Miel, das nach ca. 3,4 km erreicht wird. Dort befindet sich das barocke Schloss Miel, welches heute von einem Golfclub genutzt wird. Teile des Schlosses sind der Öffentlichkeit zugänglich. Vorbei am Golfplatz erreicht die Route nach vier Kilometern Swifttal-Odendorf mit einem Zehnthof aus dem 18. Jahrhundert. Danach geht es über Palmersheim nach Euskirchen-Kuchenheim in ca. sieben Kilometern Entfernung. Hier befindet sich das Rheinische Industriemuseum Tuchfabrik Müller, welche die Arbeit einer rheinischen Volltuchfabrik mit einem Maschinenpark aus dem frühen 20. Jahrhundert zeigt und die Untere Burg Kuchenheim. Die Burg wird heute von einer Straße durchschnitten. Auf der einen Seite der Südflügel der Vorburg mit dem Torhaus von 1573, auf der anderen das ehemalige Herrenhaus. Direkt nach verlassen des Ortes führt eine 1,5 km lange Stichstraße in nördlicher Richtung zur Kleeburg. Die Wasserburg hat ihr Aussehen seit Jahrhunderten kaum verändert. Sie besteht aus einem relativ kleinen Herrenhaus und einer dreiflügeligen Vorburg. Beide Burgteile sind vom Wassergraben umgeben und durch eine Brücke verbunden. Die aus dem 14. Jahrhundert stammende Burg wird heute durch eine Firma genutzt. Wer Euskirchen bereits besucht hat und auf dem großen Rundkurs bleiben will, kann nach dem Besuch der Kleeburg direkt Richtung Kleinbüllesheim weiterfahren. Andernfalls erreicht man ca. vier Kilometer hinter Kuchenheim das Etappenziel, den Hauptbahnhof von Euskirchen.

### Euskirchen – Jülich

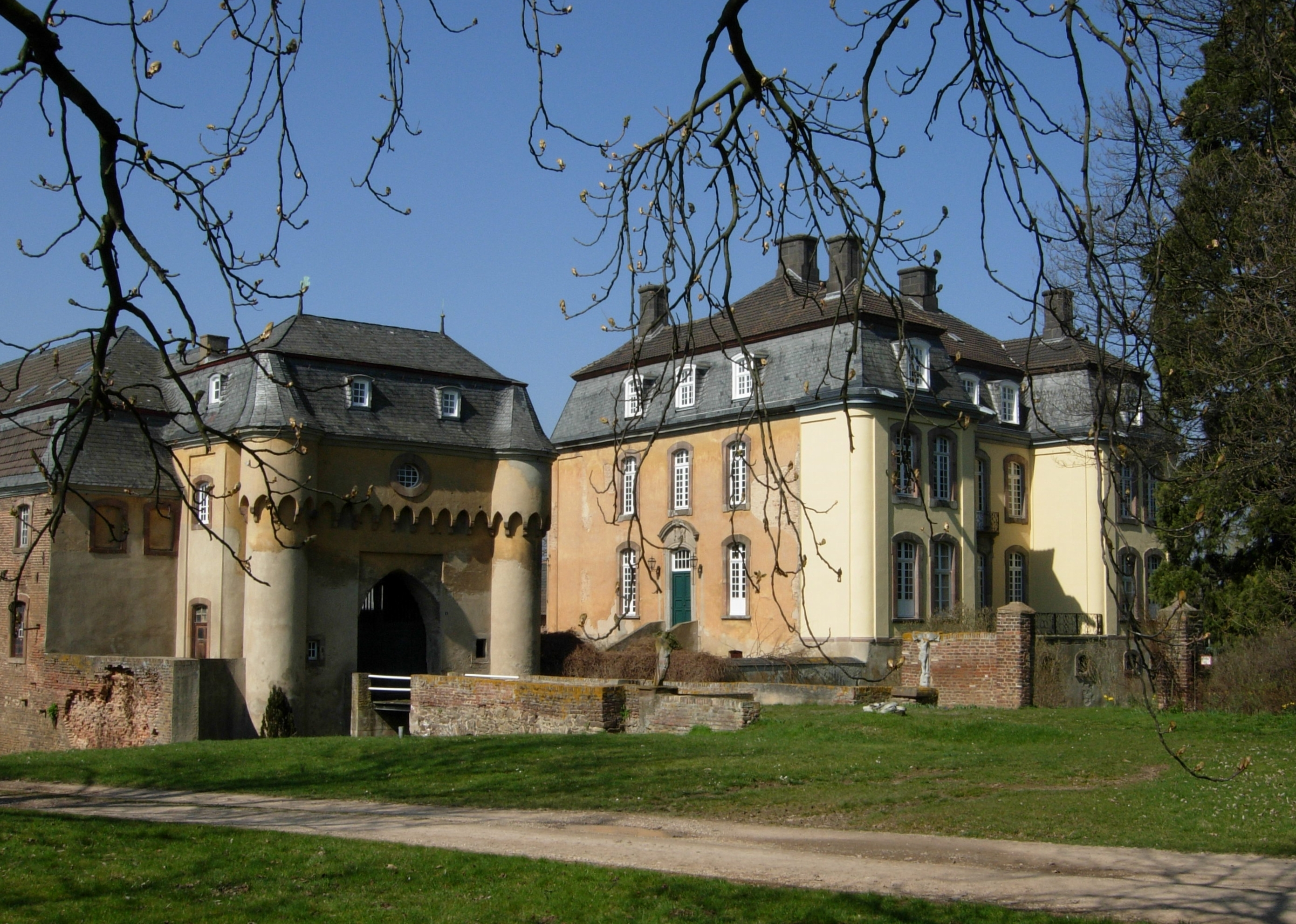
Große Burg Kleinbüllesheim
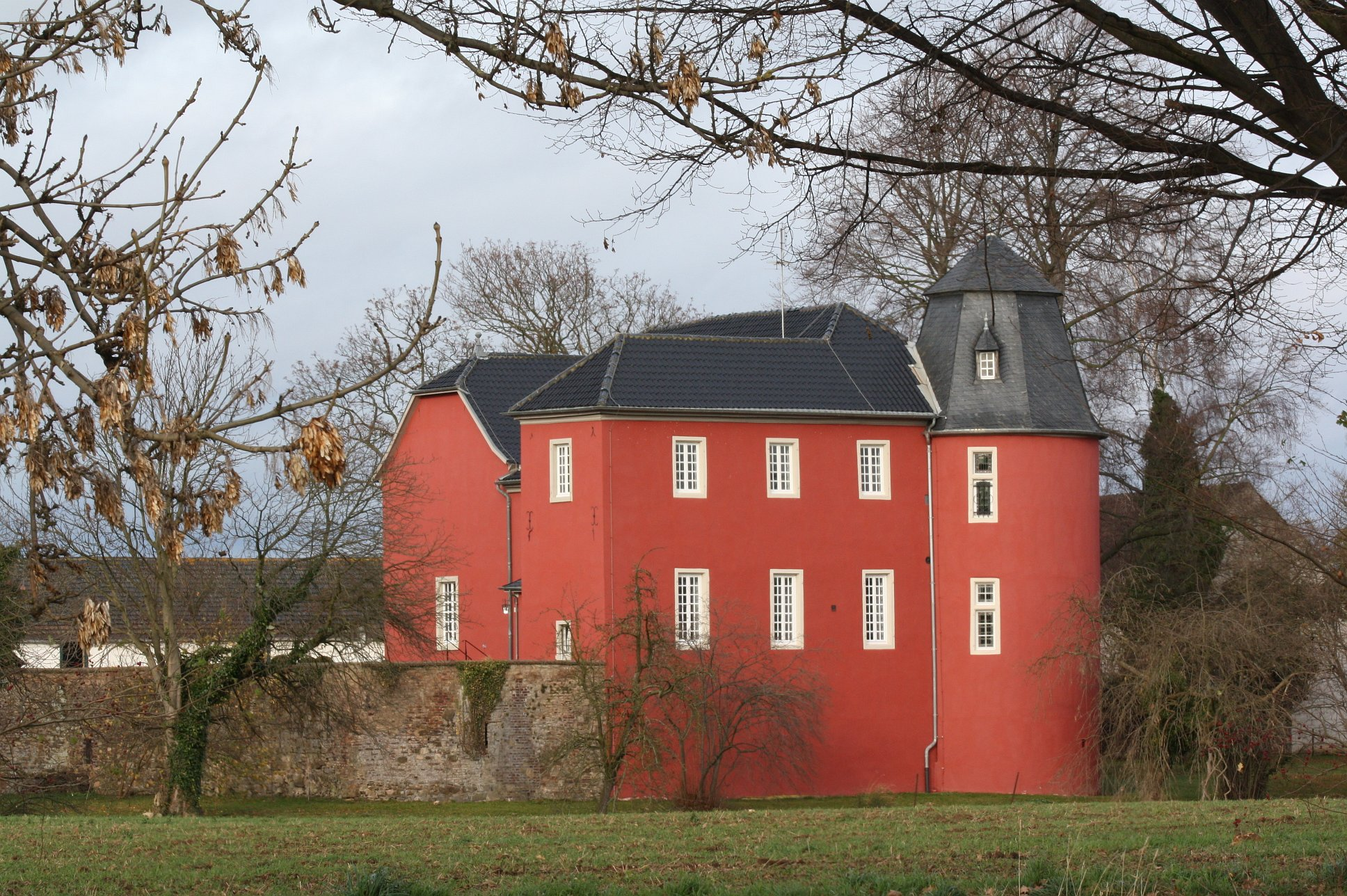
Burg Kessenich
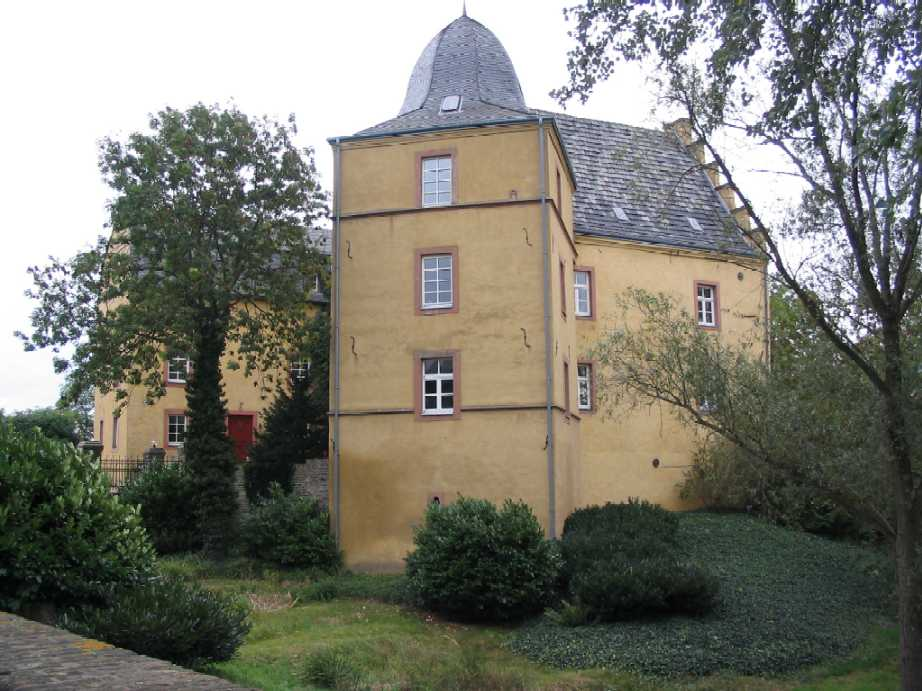
Der Westturm von Burg Bodenheim
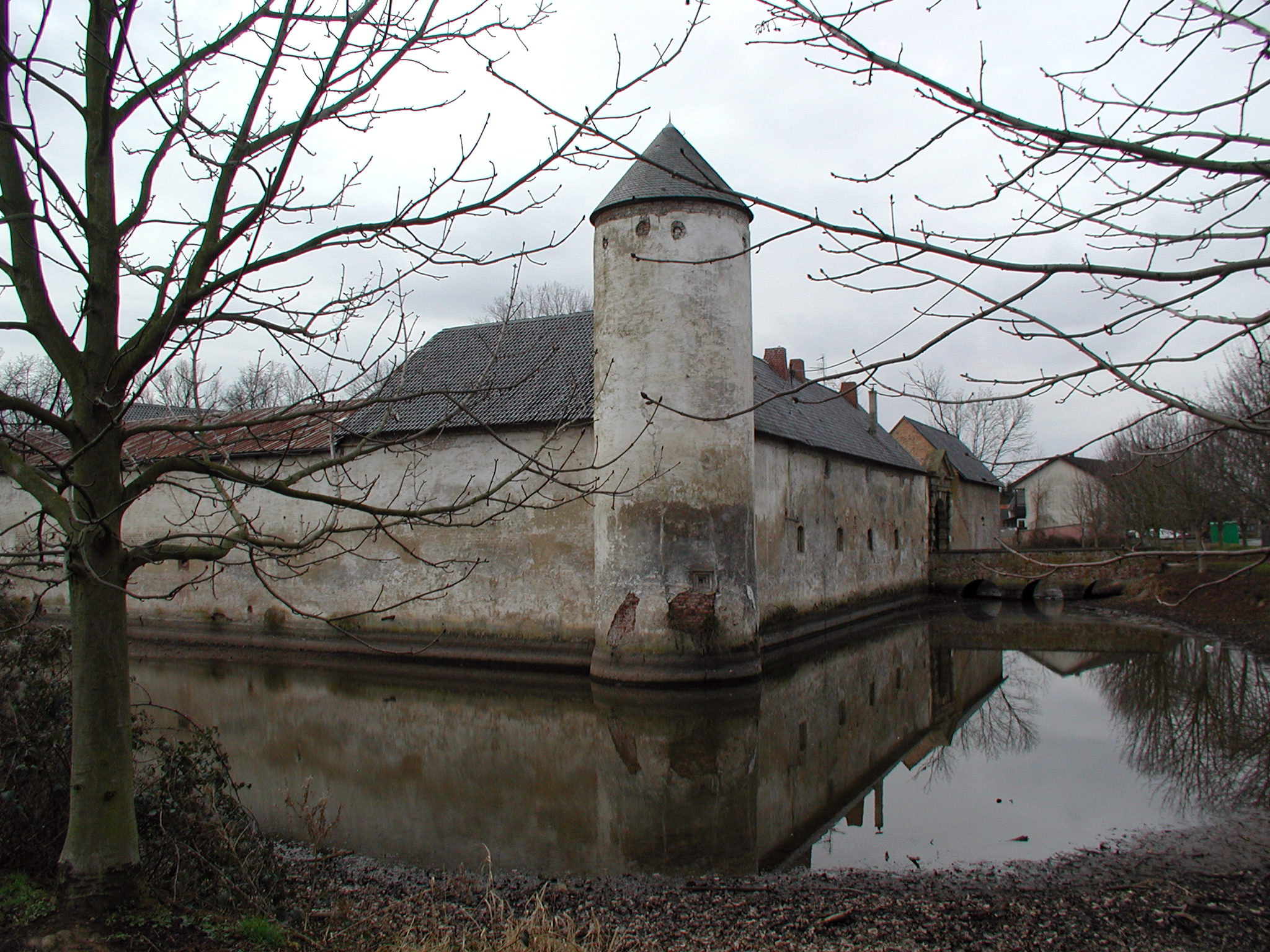
Die „Weiße Burg“ Friesenheim
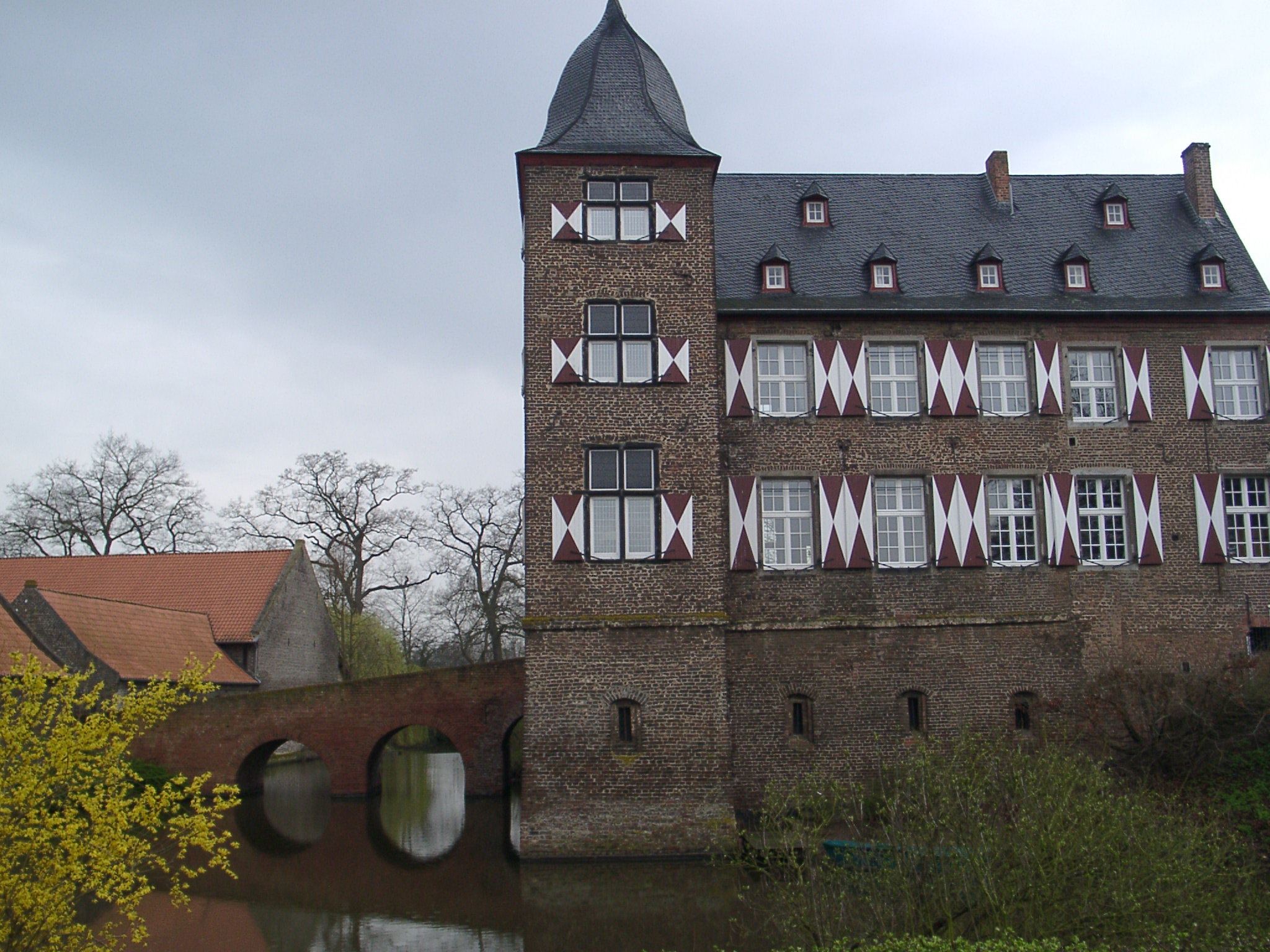
Wohnhaus der Burg Kühlseggen
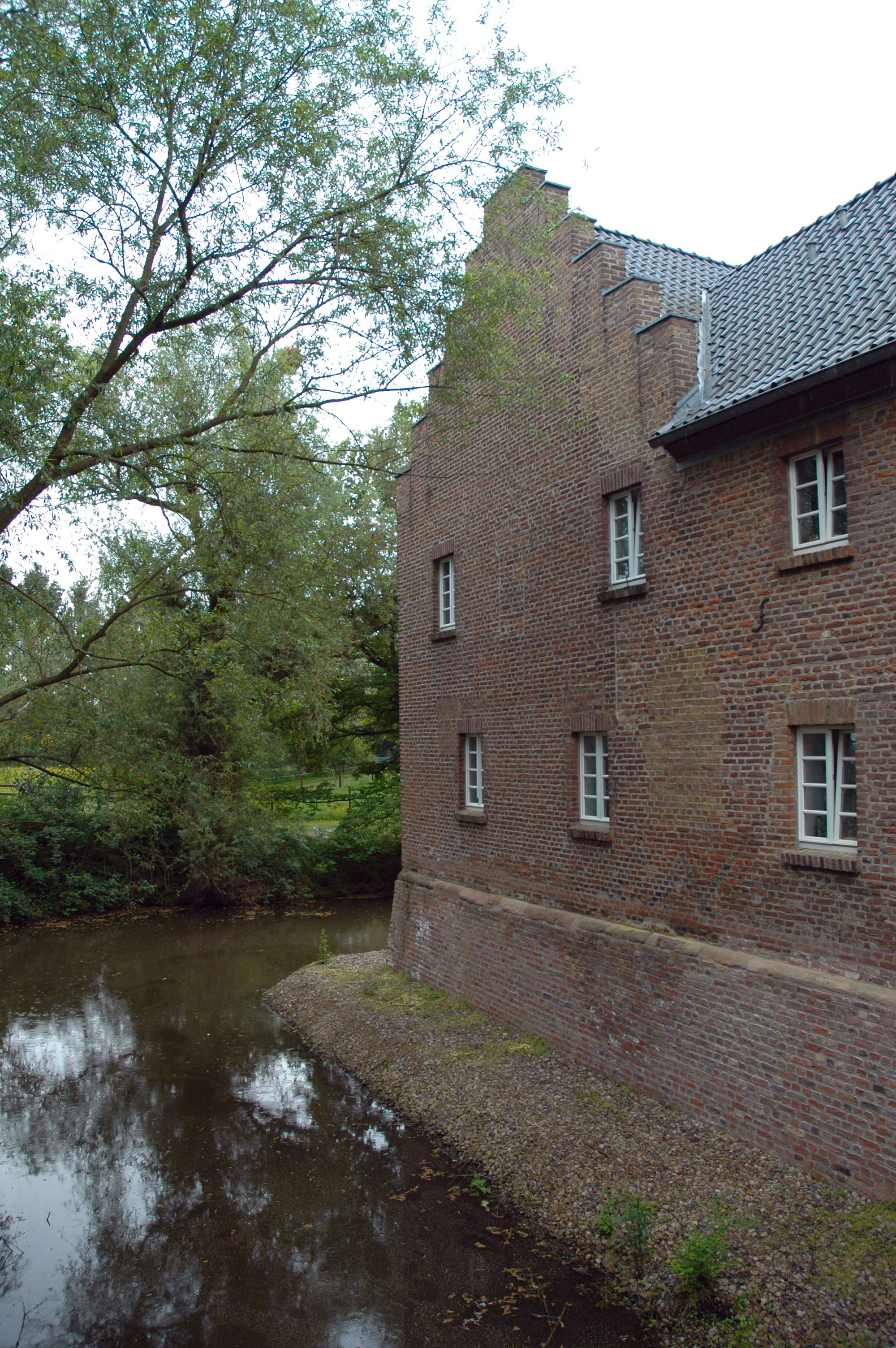
Vorburg der Burg Buschfeld
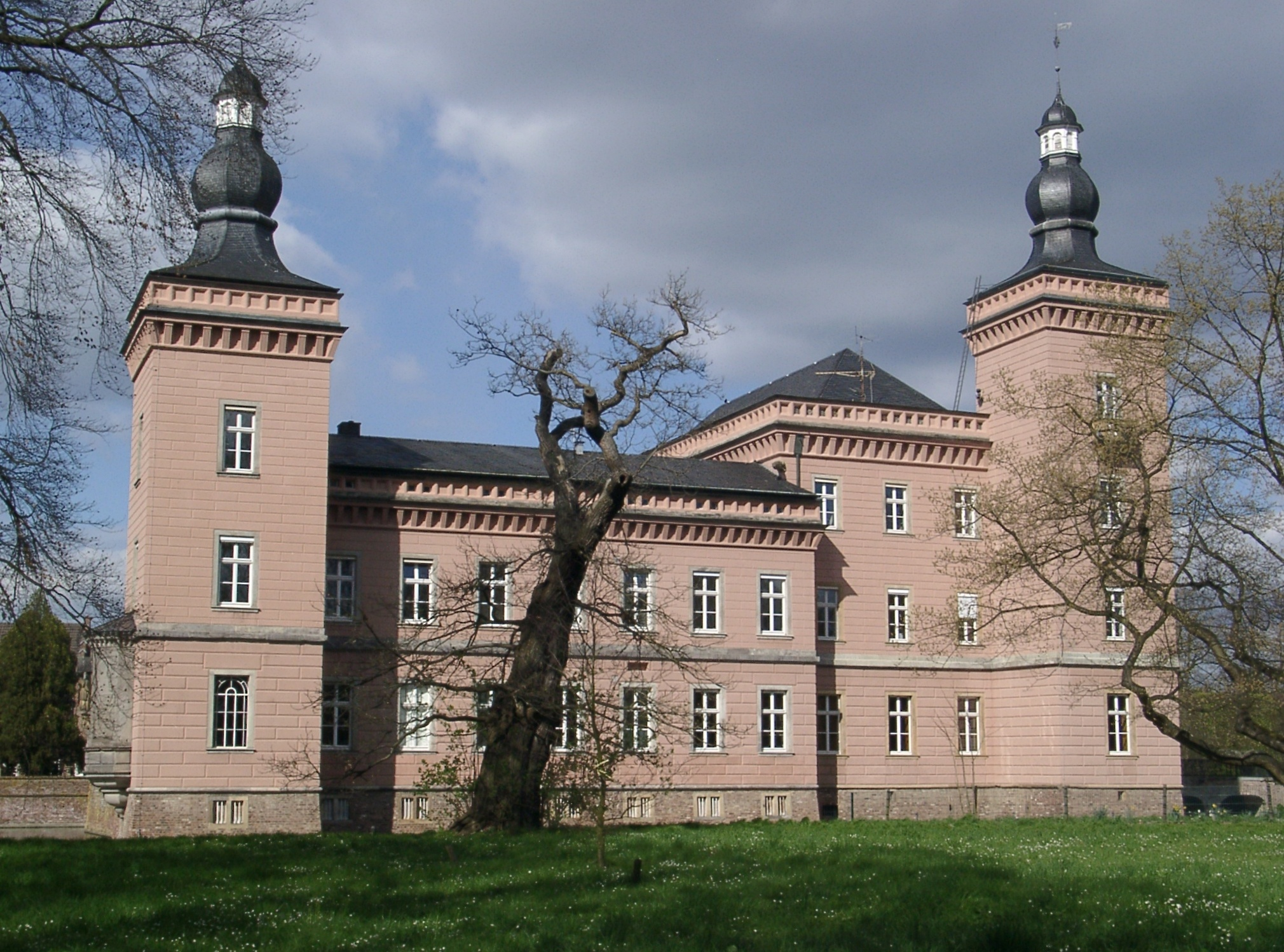
Schloss Gracht – Herrenhaus
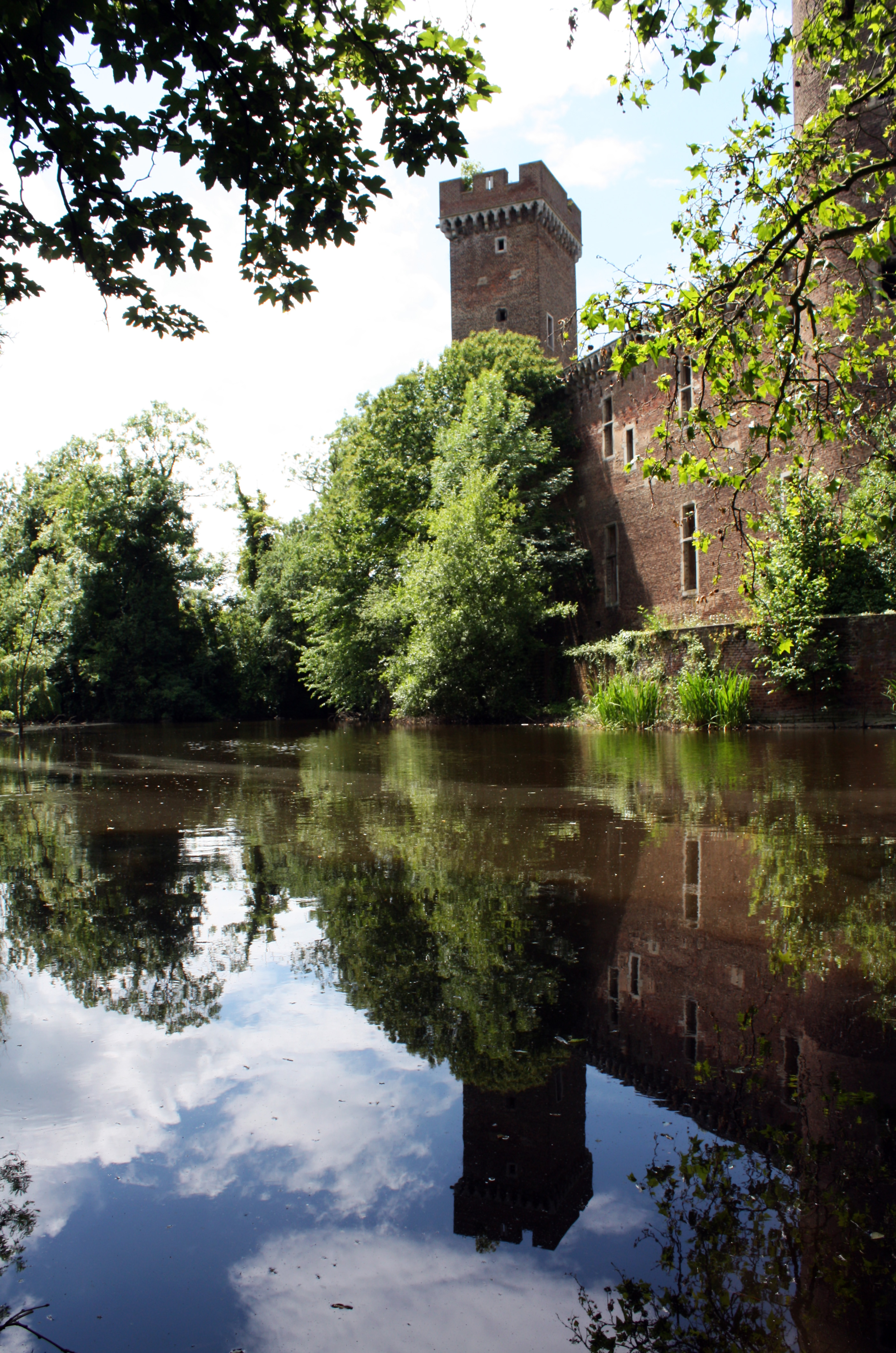
Landesburg Lechenich
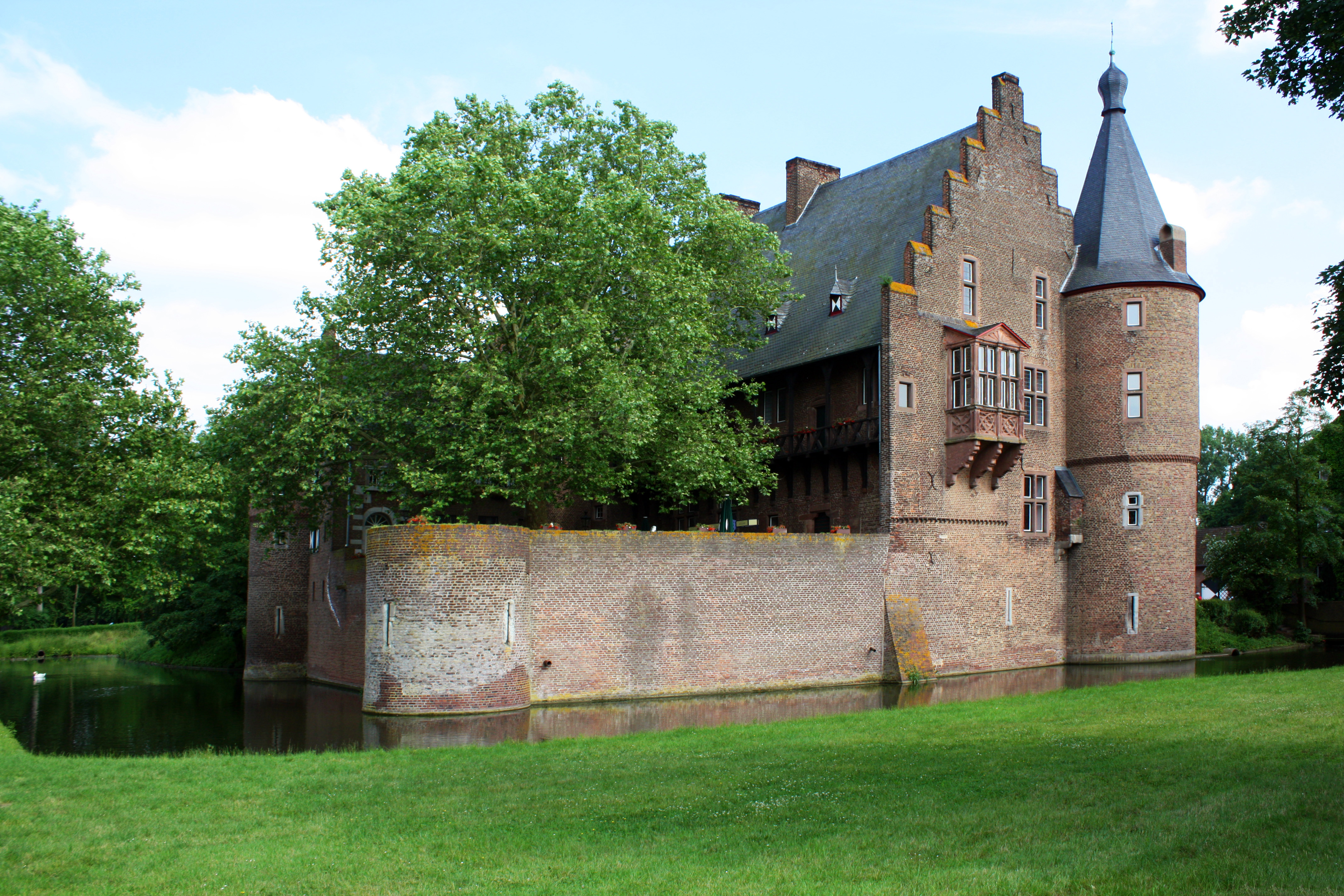
Burg Konradsheim
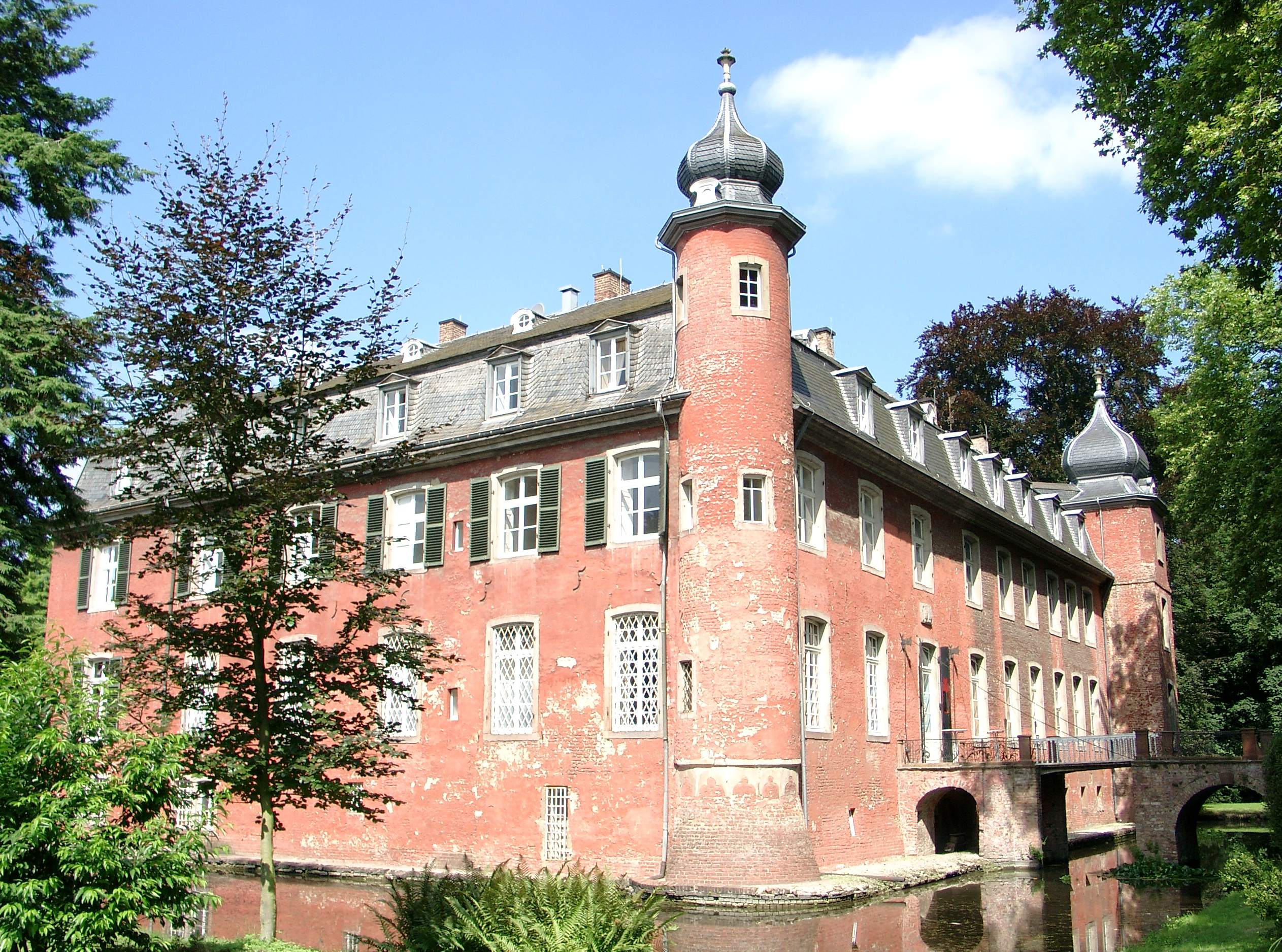
Schloss Gymnich
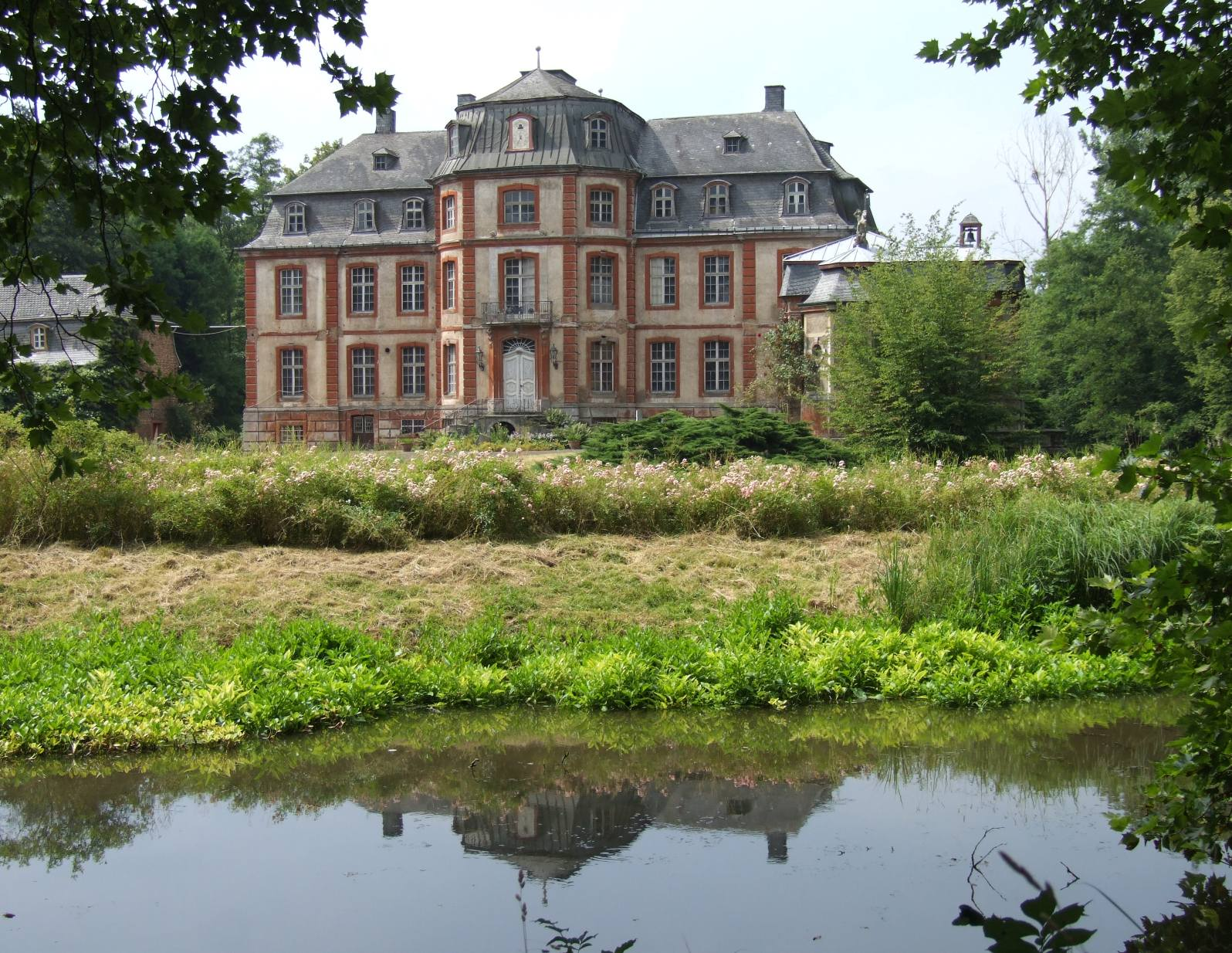
Schloss Türnich
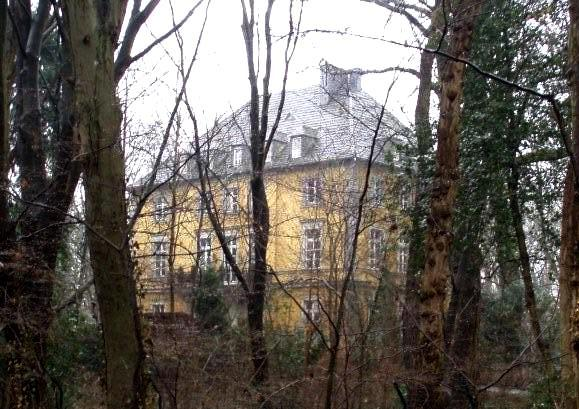
Haus Mödrath
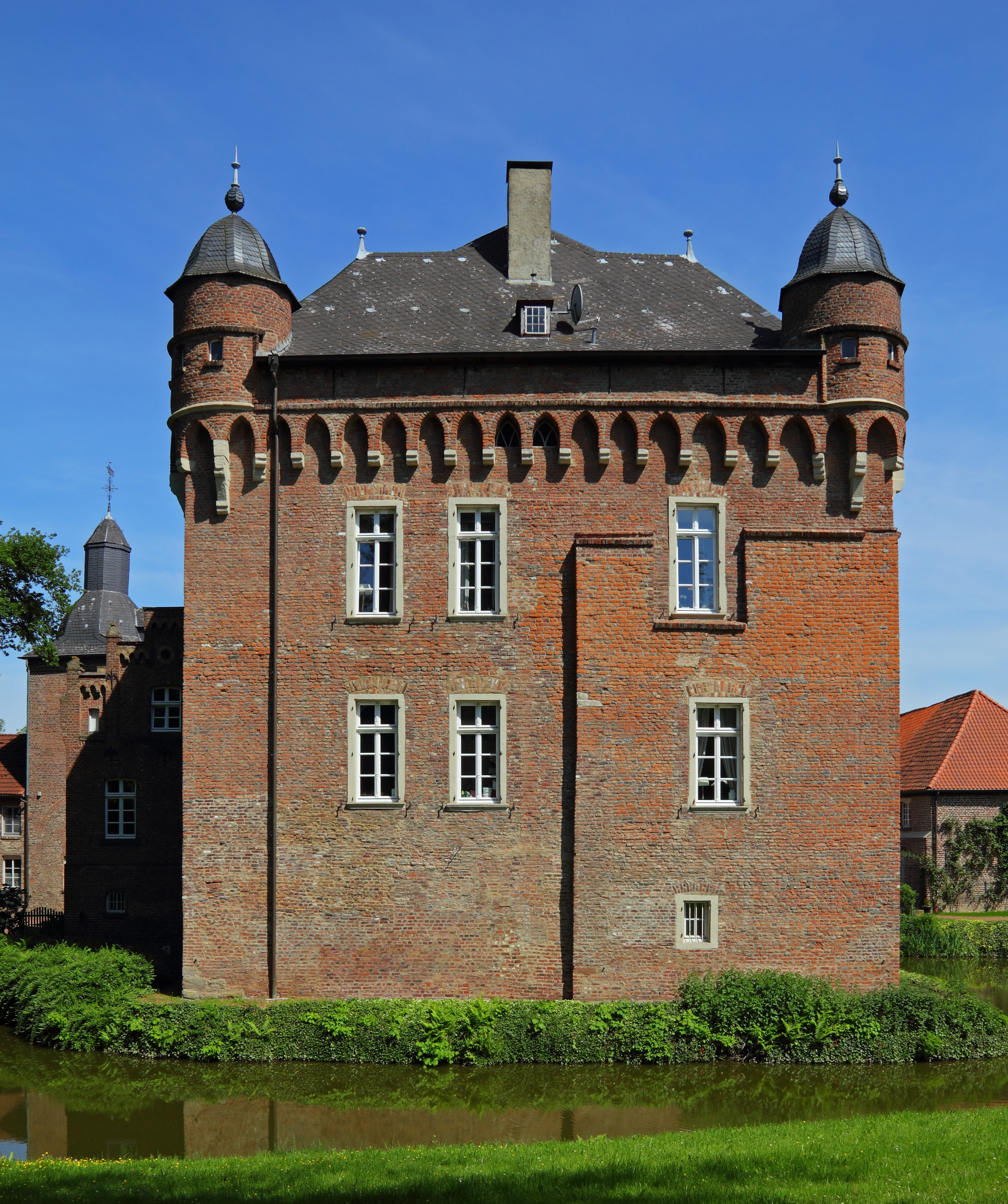
Schloss Loersfeld
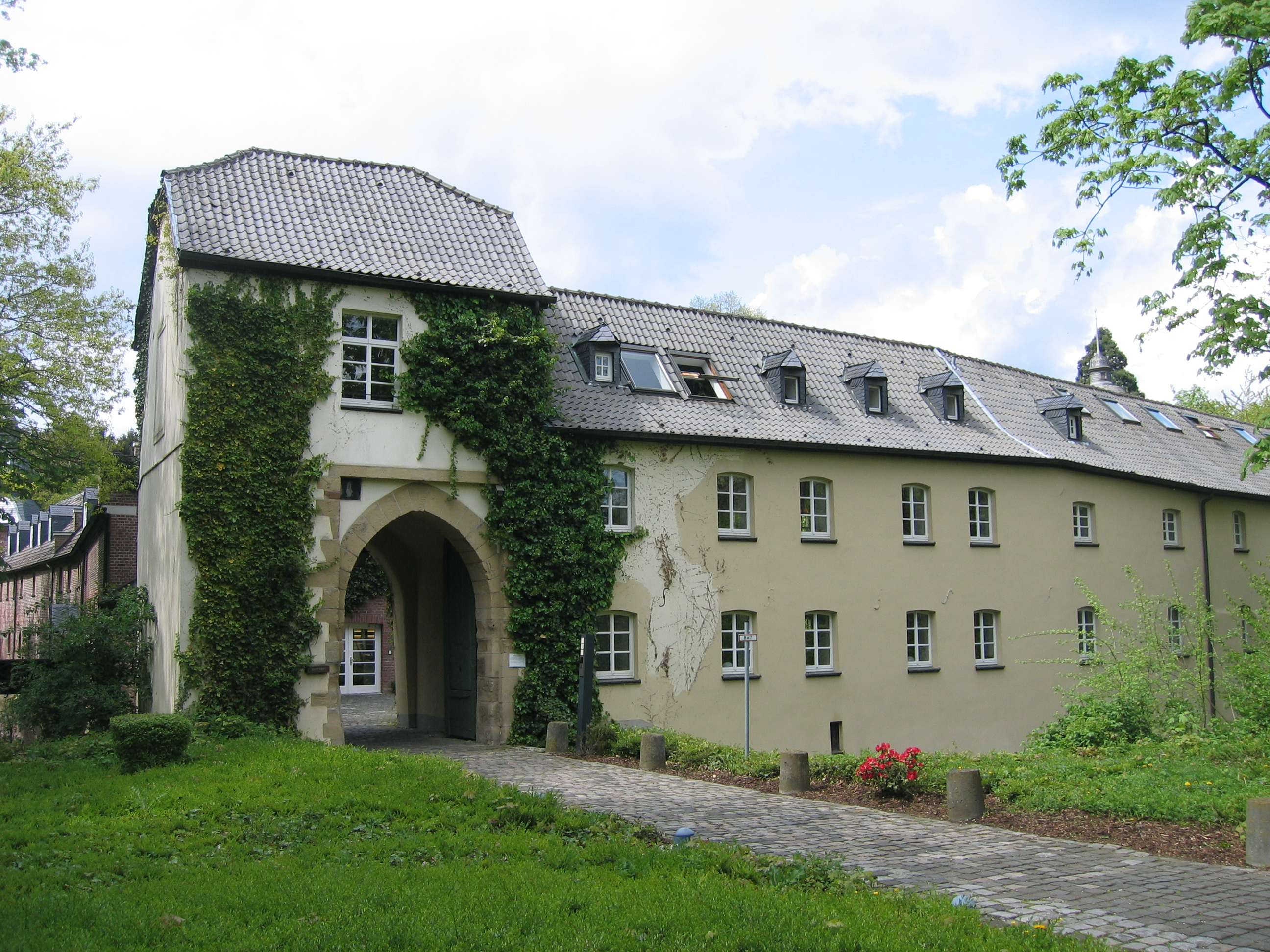
Burg Hemmersbach
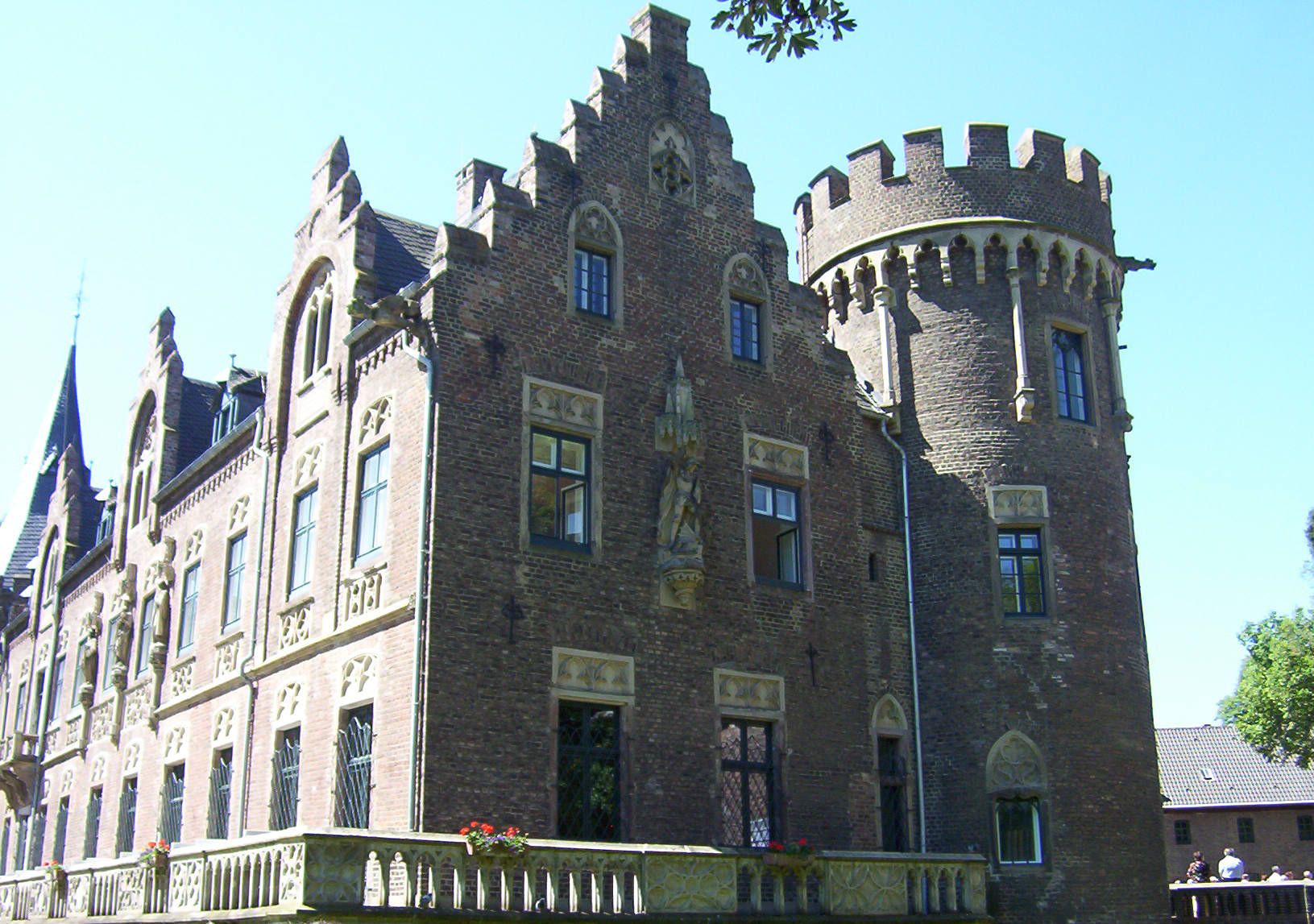
Schloss Paffendorf
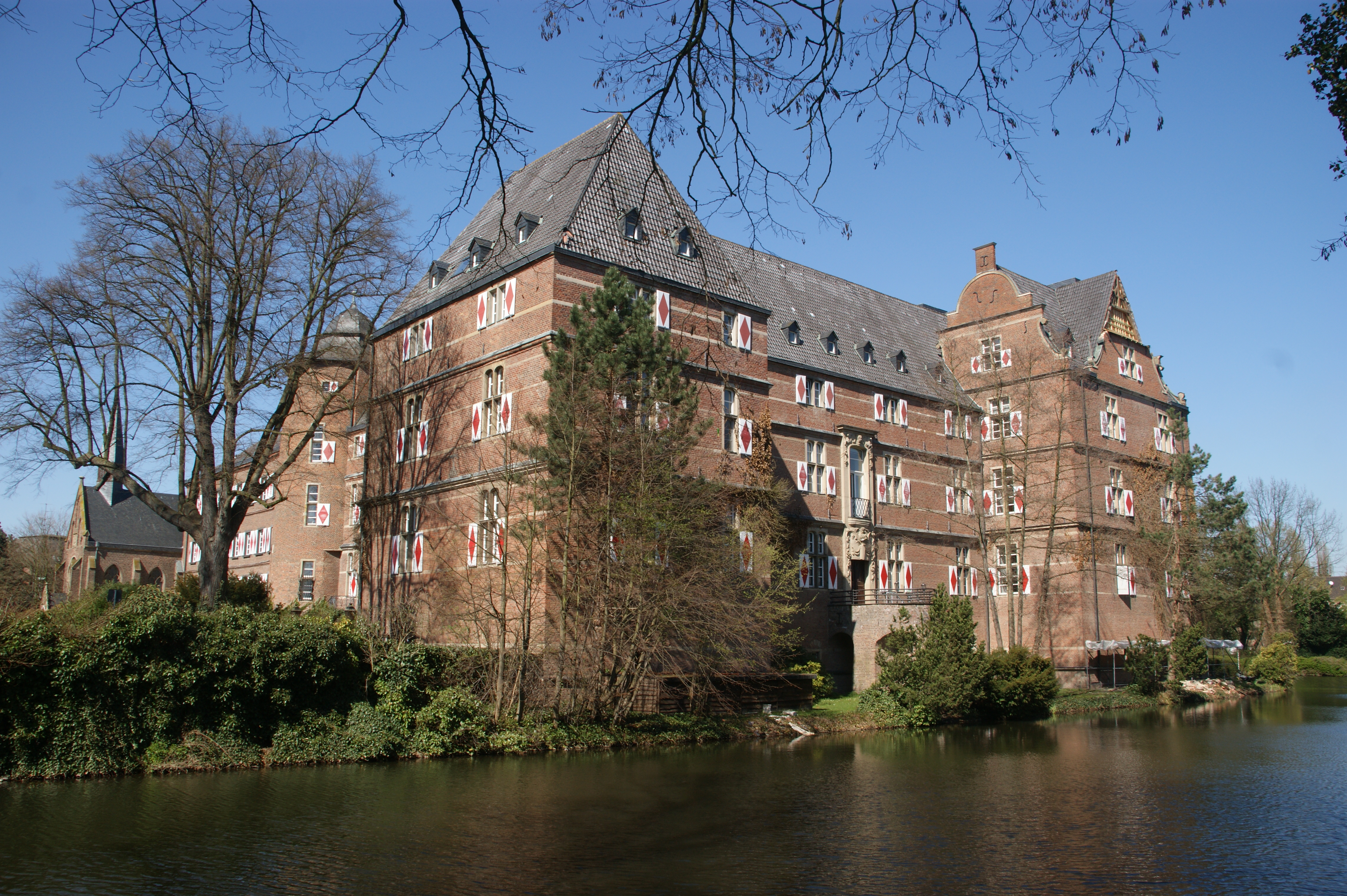
Schloss Bedburg
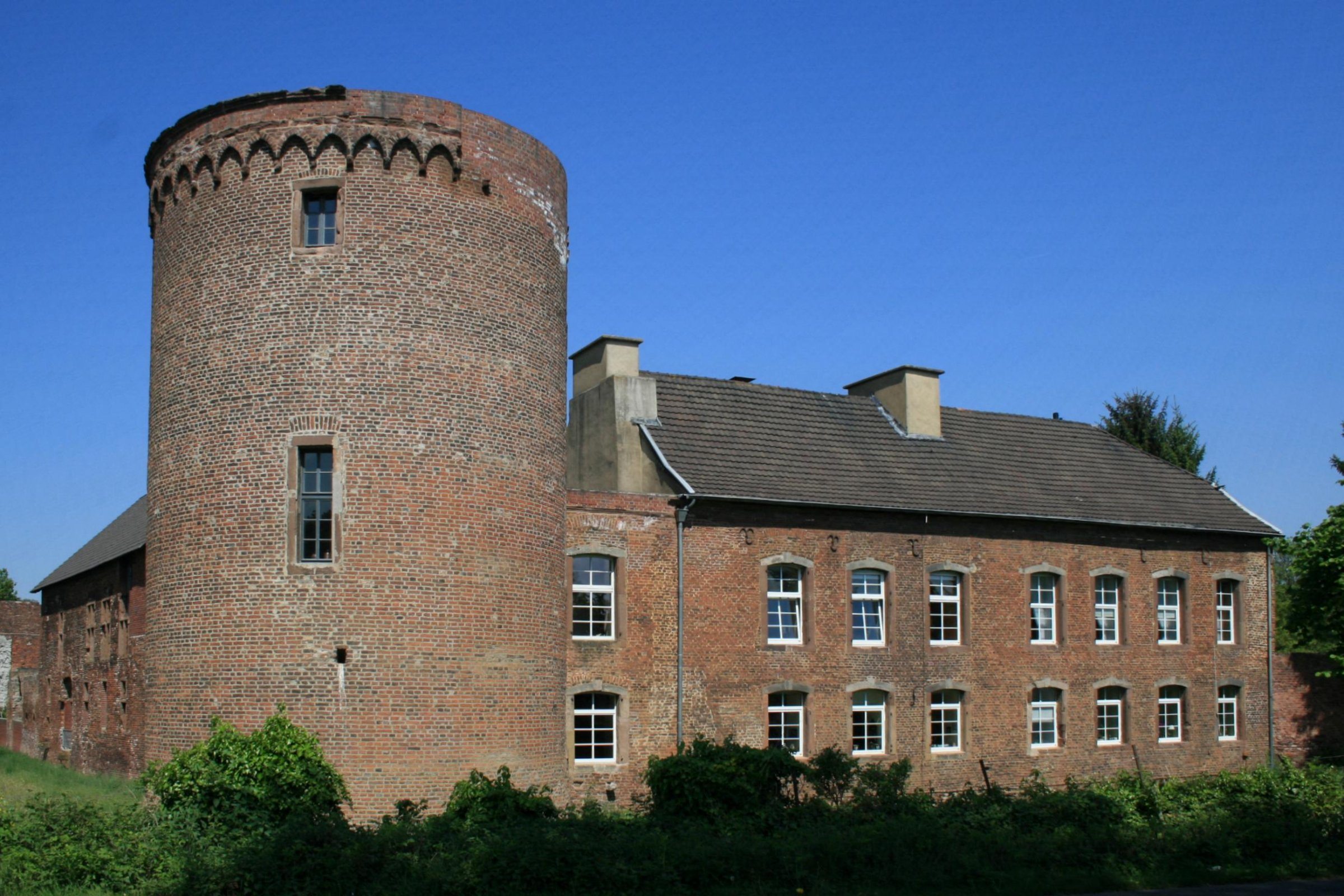
Schloss Hambach
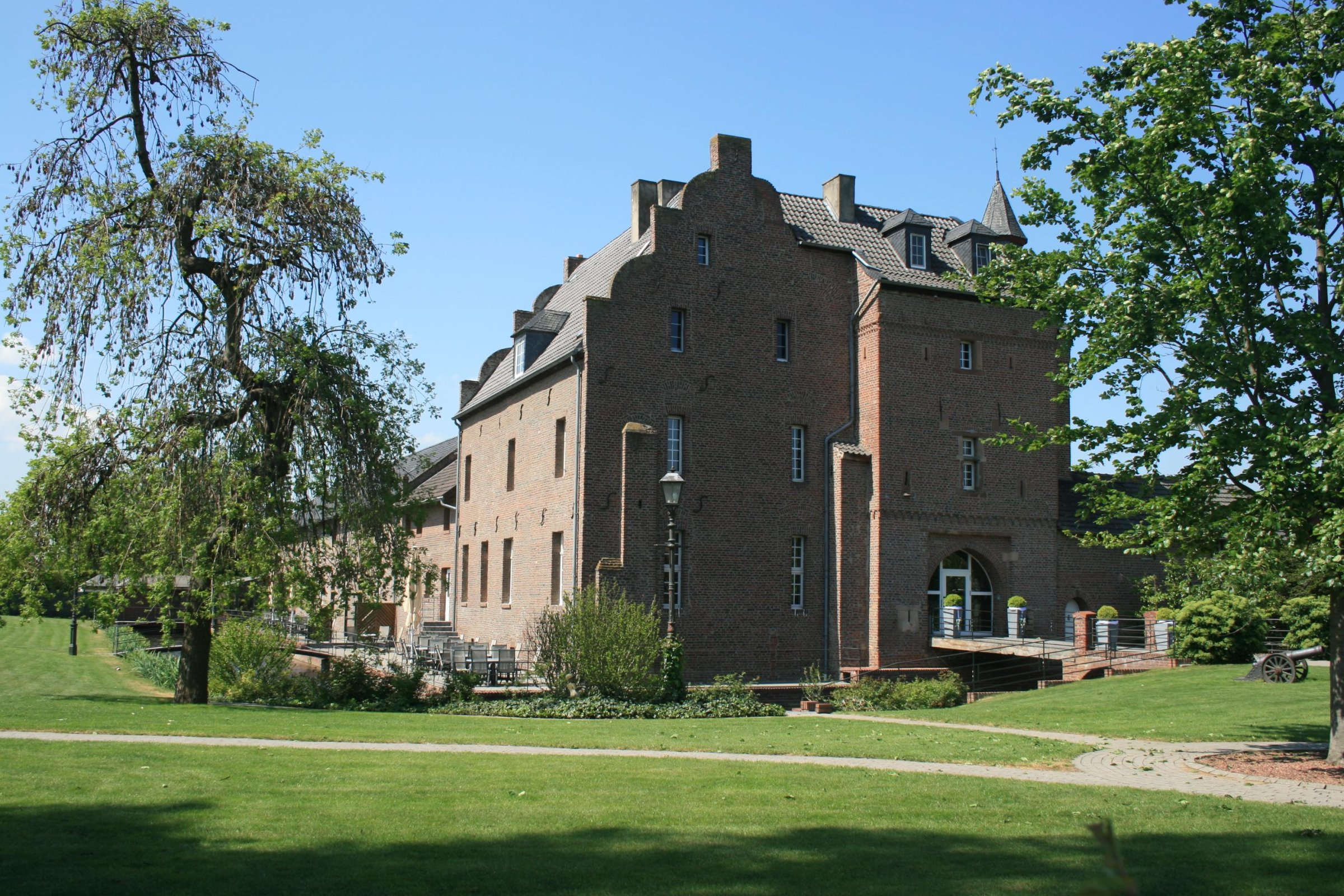
Burg-Obbendorf

Diese Teilstrecke hat eine Länge von ca. 84 km und weist 240 Höhenmeter Steigungen auf. (Ohne die Stichstrecken zu Sehenswürdigkeiten.)

Nach dem Start, an der Innenstadtseite des Hauptbahnhofs in Euskirchen Richtung Westen, erreicht die Route nach ca. 3 km, unmittelbar hinter dem Ratsheimer Hof die Abzweigung in nördliche Richtung zur Kleeburg und nach Kleinbüllesheim. Die Wasserburgen-Route verläuft hinter Euskirchen bis nach Bedburg im Wesentlichen zusammen mit dem Erft-Radweg. Am Ortseingang von Kleinbüllesheim befindet sich die Große Burg. 1728 wurde die mittelalterliche Burg abgerissen und ein Herrenhaus errichtet. Die wasserumwehrte Anlage besteht aus dem spätgotischen Torbau, der Vorburg mit den Wirtschaftsgebäuden und dem Herrenhaus. In der nächsten Ortschaft Großbüllesheim, rund 6 km nach dem Start am Bahnhof, befindet sich die Burg Großbüllesheim. Die zweiteilige ehemalige Wasserburg stammt aus dem 14. Jahrhundert. Nur die Vorburg blieb als Gutshof erhalten. Vorbei am Bahnhof an der Eifelstrecke Köln-Trier führt die Route ins unmittelbar angrenzende Wüschheim. Am Ortsende führt geradeaus eine ca. 2 km langer Stichweg zu Burg Kessenich, während die Rundroute rechts abbiegt. Wie die bisherigen, liegt auch diese Burg noch im Stadtgebiet von Euskirchen. Die ehemals zweiteilige Wasserburg des 14. Jahrhunderts ist noch von einem Wassergraben umgeben und besteht aus Herrenhaus, schlichten Wirtschaftsgebäuden und dem historischen Zufahrtsweg. Der Rundweg führt weiter durch das Erfttal und überquert nach gut einem Kilometer die Erft. An der Brücke führt ein Stichweg zur nahen Burg Bodenheim. Die Burg dominiert den Ort Bodenheim der zur Gemeinde Weilerswist gehört. Sie wirkt sehr altertümlich, was in erster Linie mit dem unregelmäßig verwinkelten Aufbau zu erklären ist. Die Rundroute hat jetzt das Stadtgebiet von Euskirchen verlassen und folgt weiter der Erft bis ins ca. 6 km entfernte Weilerswist-Kleinvernich. Von hier führt ein 4 km langer Stichweg zur Weißen Burg Friesheim. Die Wasserburg war früher ein Rittersitz, dessen Herrenhaus im Zweiten Weltkrieg zerstört wurde. Die Vorburg ist teilweise noch erhalten. Einer der beiden runden Bastionstürme wurde restauriert. Die Burg befindet sich im Privatbesitz und kann nur von außen besichtigt werden. Auf dem weiteren Rundweg werden die beiden Burgen Klein-Vernich und Groß-Vernich erreicht. Von den beiden Burgen sind nur noch Reste erhalten. Nach weiteren ca. 4 km im Erfttal führt die Route zur Burg Kühlseggen, die rechts des Radweges in den Erftauen liegt. Sie ist eine der eindrucksvollsten Wasserburgen der Region. Die im 14. Jahrhundert erstmals erwähnte Burg war lange dem Verfall preisgegeben. Erst ab 1962 ließ Max Freiherr von Eltz-Rübenach die gesamte Anlage umfassend renovieren und wieder aufbauen, um sie als privaten Wohnsitz zu nutzen. Die Route folgt weiter der Erft und erreicht nach vier Kilometern wiederum den Abzweig zu einer Burg, die ca. einen Kilometer östlich liegt. Die Burg Buschfeld gilt als eine der ältesten befestigten Wasserburgen des Rhein-Erft-Kreises. Sie wurde bereits 1170 urkundlich erwähnt. Die Vorburg, in denen heute Wohnungen eingerichtet sind, umgibt noch ein Wassergraben. Der heutige klassizistische Eindruck, den das Herrenhaus vermittelt, ist darauf zurückzuführen, dass das Gebäude in den Jahren 1924 bis 1926 „zeitgemäß erneuert und umgestaltet“ wurde. Immer noch entlang der Erft erreicht der Rundweg nach 2 km einen weiteren östlichen Abzweig, auf dem man in zwei Kilometern Entfernung das Schloss Gracht erreicht. Es gilt als eines der eindrucksvollsten Wasserschlösser des Kölner Raums. Es besteht aus einer zweiteiligen Anlage mit einer dreiflügeligen Vorburg und einem zweiflügeligen Herrenhaus. Der öffentliche, denkmalgeschützte und 9 ha große Schlosspark mit seinem alten und zum Teil exotischen Baumbestand wurde in seinen historischen barocken Zustand zurückversetzt. Im Schloss ist die European School of Management and Technology untergebracht. An gleicher Stelle der Route zweigt nach links der Weg Richtung Erftstadt-Lechenich ab. Alternativ kann der Stadtteil geradeaus, entlang der Erft, umfahren werden. Die Altstadt des Stadtteils wird nach ca. 2,5 km erreicht. Hier befindet sich auch die von einem großen Parkgelände umgebene Landesburg Lechenich. Die Landesburg vermittelt noch als Ruine einen Eindruck von ihrer früheren Bedeutung als stark befestigte Verwaltungsburg des Landesherrn und verdeutlicht den Unterschied zu den zahlreichen Adelssitzen des Rhein-Erft-Kreises. Die Wasserburgen-Route verlässt Lechenich und erreicht nach 1,5 km die Burg Konradsheim im gleichnamigen Stadtteil. Sie ist eine der wenigen noch erhaltenen spätmittelalterlichen Burganlagen. Die aus dem 14. Jahrhundert stammende Burg war in einigen Teil bereits zerfallen, bis sie durch eine Reihe von Baumaßnahmen im Laufe des 20. Jahrhunderts renoviert und in den heutigen Zustand versetzt wurde. Sie befindet sich im Privatbesitz und Teile der Burg werden als Clubhaus des an die Burg anschließenden Golfplatzes genutzt. Die Radroute führt über den Golfplatz zurück zur Erft und erreicht nach ca. 5 km den linken Abzweig zum Schloss Gymnich das gut einen Kilometer westlich liegt. Nach umfangreicher Modernisierung wurde das Schloss bis zum Juli 1990 als Gästehaus der Bundesregierung genutzt. 2012 steht es, nach der Insolvenz des letzten Besitzers, zum Verkauf. Weiterhin entlang der Erft erreicht die Route nach knapp zwei Kilometern den Abzweig zur Schloss Türnich, das ca. 600 m östlich liegt. Die Geschichte des Schlosses lässt sich bis in das Jahr 898 zurückverfolgen. Das heutige spätbarocke Herrenhaus stammt aus der Mitte des 18. Jahrhunderts. Verursacht durch die Grundwasserabsenkung des Braunkohletagebaus ist das Schloss in schlechtem baulichen Zustand und droht auseinanderzubrechen. Der sehenswerte Schlosspark ist öffentlich zugänglich. Nach weiteren drei Kilometern entlang der Erft erreicht man den östlichen Abzweig zur Burg Mödrath. Von Alt-Mödrath ist nur die sogenannte Burg übrig geblieben. Die eigentliche Ortschaft wurde auf Grund des Braunkohletagebaus Frechen im Jahre 1956 umgesiedelt, da sie im Abbaugebiet lag. Auf der Route bleibt es beim zwei Kilometer-Takt für Burgen und Schlössen. Diesmal geht der Abzweig nach Westen und erreicht nach 1,8 km das Schloss Loersfeld. Das Schloss wurde im 15. Jahrhundert erbaut, und ist seit 1819 im Besitz der Freiherren von Fürstenberg. Heute befindet sich im Schloss ein Gourmet-Restaurant. Nach weiteren 2,6 km entlang der Erft und Querung der A1 nahe dem Autobahnkreuz Kerpen kann man sich entscheiden weiter an der Erft zu bleiben oder alternativ durch Kerpen-Horrem zu fahren. Dort befindet sich die Burg Hemmersbach. Auf ihr lebte der Rennfahrer Wolfgang Graf Berghe von Trips. Auf dem Gelände vor der Burg gab es bis 2011 ein Museum über sein Leben und seine Rennsporterfolge. Ihr heutiges Aussehen erhielt die Burg durch die Familie Berghe von Trips im 19. Jahrhundert. Nach bewegter Geschichte steht sie heute zum Verkauf. Auf beiden Routen gelangt man nach ca. 2 km zum Abzweig Richtung Schloss Schlenderhan, das ca. 3 km östlich des Rundwegs liegt. Bekannt ist das Schloss vor allem durch das dort beheimatete Gestüt Schlenderhan. Der Rundkurs folgt weiter dem Erfttal und erreicht nach knapp sechs Kilometern die Kreisstadt des Rhein-Erft-Kreises, Bergheim. In der Altstadt finden sich als Wahrzeichen von Bergheim das Aachener Tor, Gebäude aus dem 17. bis 19. Jahrhundert, darunter das Historische Rathaus und die Pfarrkirche St. Remigius. Der Bahnhof von Bergheim liegt an der Strecke der Erftbahn. Im Stadtteil Zieverich stand die Zievericher Burg, wo heute ein Kinderheim untergebracht ist. Etwa 3 km vom Zentrum entfernt zweigt von der Rundroute der Stichweg in westliche Richtung zum Schloss Paffendorf im gleichnamigen Stadtteil von Bergheim ab. Das Schloss wurde im 16. Jahrhundert errichtet und Mitte des 19. Jahrhunderts im neugotischen Stil umgebaut. Im Schloss befindet sich eine Dauerausstellung zum Thema „Rheinische Braunkohle“. Das Informationszentrum ist auch Startpunkt für die von RWE Power mit dem Rhein-Erft-Kreis ausgewiesene Straße der Energie von etwa 30 Kilometer, auf der man das zuvor Gelesene in der Realität erfahren kann.
Die Route begleitet jetzt die letzten Kilometer den Erft-Radweg. Vorbei an Bergheim-Glesch geht es über fünf Kilometer ohne Burg und Schloss, bevor in Bedburg das Schloss Bedburg erreicht wird. Die Ursprünge des Schlosses liegen im 12. Jahrhundert, als eine Burg der Herren von Bedburg erstmals erwähnt wird. Mit der Lage in der sumpfigen Erftniederung diente die Wasserburg wahrscheinlich zur Sicherung des Erftübergangs. Erst durch umfangreiche Um- und Anbauten wandelte sich die Burg im Laufe der Zeit zum Schloss bis hin zu seiner heutigen Gestalt. In Bedburg wird die Erft verlassen und nach 3 km die Historische Altstadt von Bedburg-Kaster erreicht. Die Rundroute führt jetzt vorwiegend durch Ackerflächen, überquert die Autobahn A 61 und erreicht nach 8,5 km Bergheim-Kirchherten. Hier befindet sich die Grottenhertener Windmühle. Die 1831 erbaut Mühle ist noch heute mit ihren zwei Mahlgängen funktionsfähig und windgängig. Weiter durch landwirtschaftliche Flächen führt die Route in zwei Ortsteile der Gemeinde Titz. In Rödingen quert sie die Straße Mühlenend, wo sich das LVR-Kulturhaus Landsynagoge Rödingen befindet. In Höllen erreicht die Route den Rand der Sophienhöhe. Eine rekultivierte Abraumhalde des Tagebau Hambachs. Am Haldenrand entlang wird nach 6,4 km Jülich-Stetternich erreicht. Von hier ist ein Abstecher nach Hambach (ca. 4 km) und Niederzier (ca. 10 km) über die lokale Runde Jülich möglich. In Niederzierer Ortsteil Hambach liegt das Schloss Hambach und die Burg Obbendorf, während sich in Niederzier die Wasserburg Niederzier befindet. Weiter auf dem Rundweg wird der Jülicher Bahnhof in gut drei Kilometern erreicht.
In der Innenstadt von Euskirchen sind insbesondere das Stadtmuseum in sogenannten „Dicken Turm“, die Martinskirche und der Alte Markt sehenswert. Von Jülich aus ist eine ca. 7,5 km lange Stichstrecke zu den Burgen Haus Overbach und Schloss Kellenberg als Wasserburgen-Route ausgeschildert. Die Route führt durch den Brückenkopfpark und den Stadtteil Koslar. Der sogenannten Brückenkopf, ist Teil einer Festungsanlage aus napoleonischer Zeit, die zu Beginn des 19. Jahrhunderts errichtet wurde. Dieser war in die aus der Renaissance stammende Festung Jülich eingebunden. In dem aus dem 13. Jahrhundert stammenden Wasserschloss und Herrenhaus Overbach ist heute ein Gymnasium untergebracht. Die heutige Anlage von Schloss Kellenberg entstand im 15. und 16. Jahrhundert. sie befindet sich im Privatbesitz des Bau- und Liegenschaftsbetriebes NRW.

### Jülich – Aachen

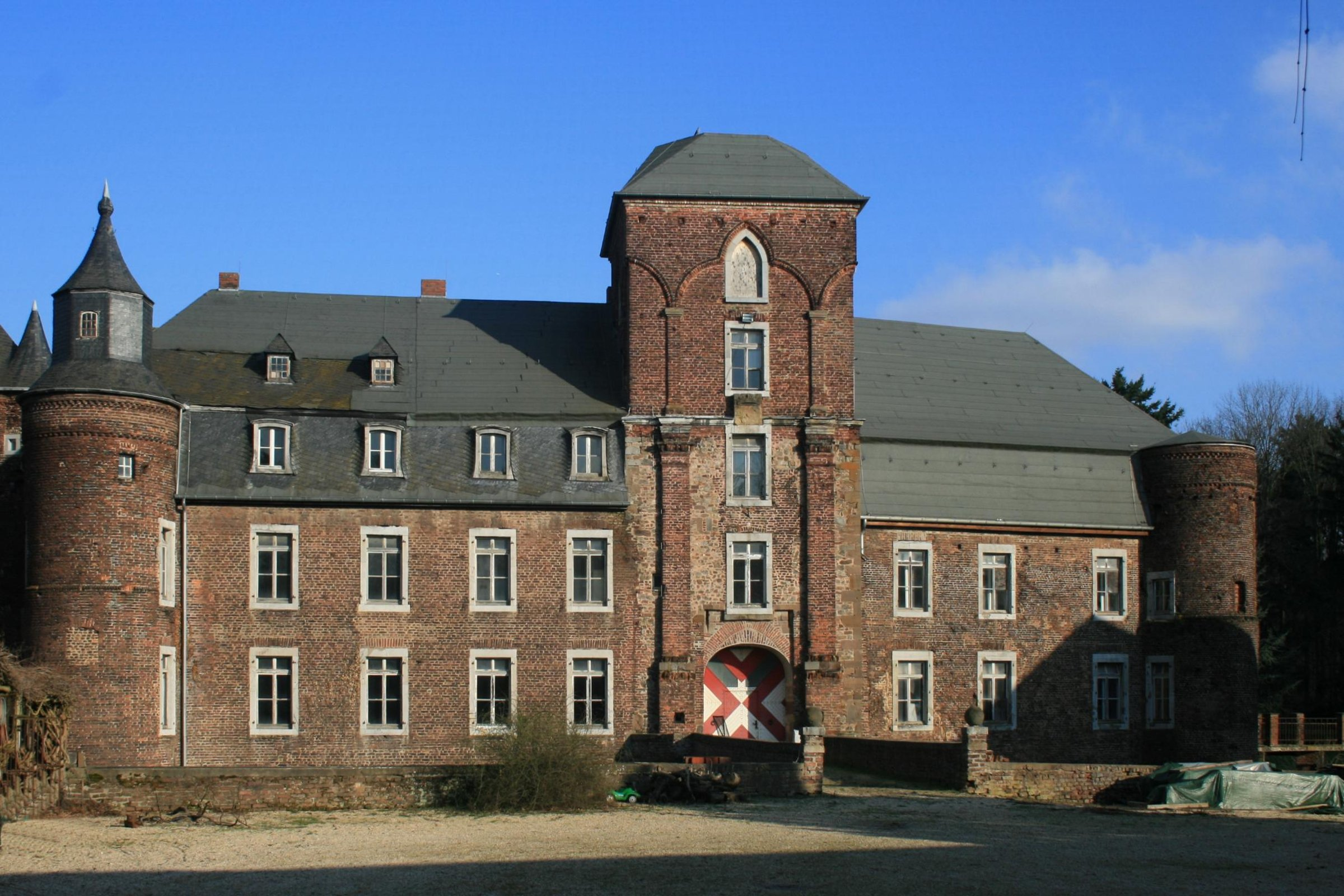
Schloss Kellenberg, Jülich
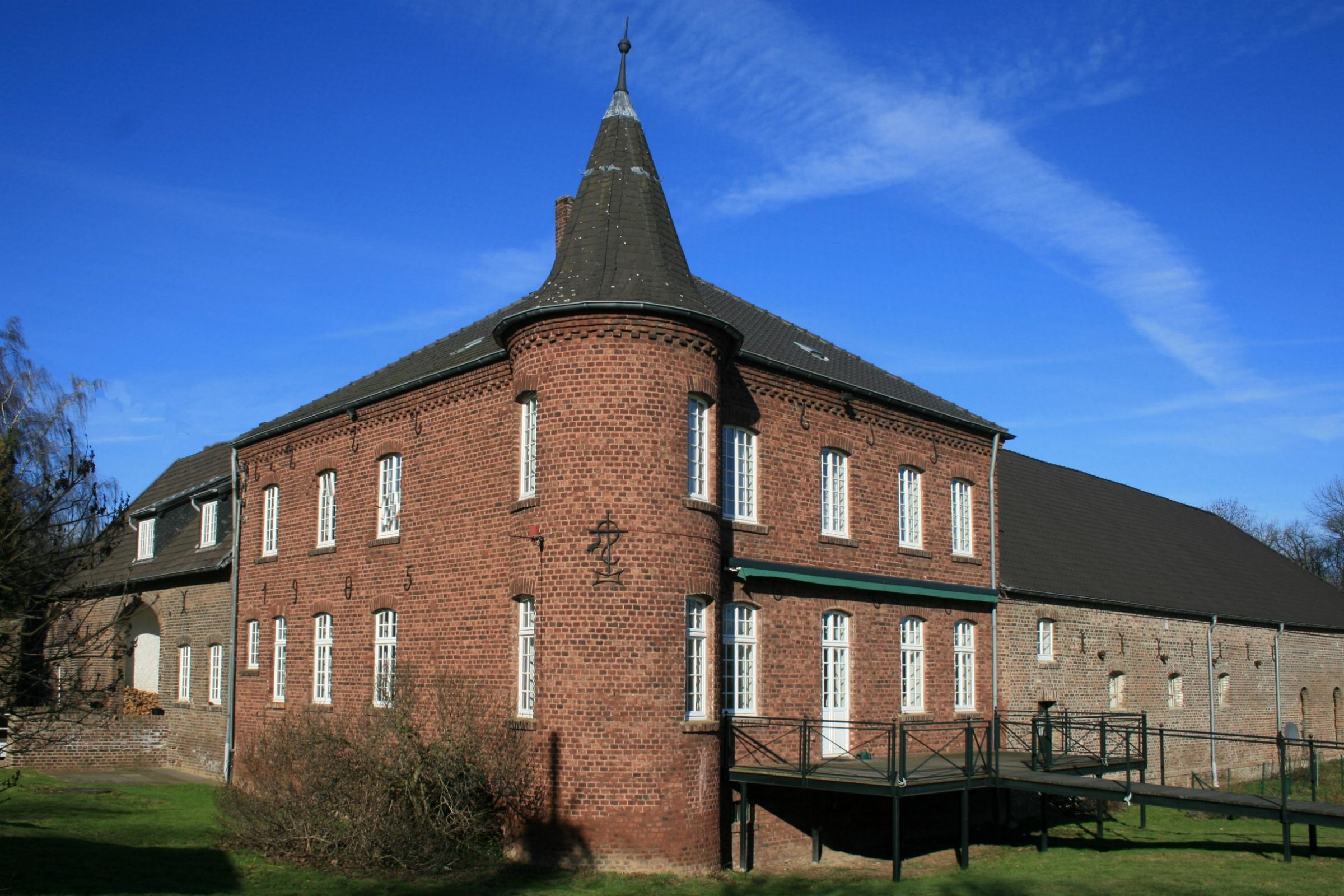
Schloss Linzenich, Jülich
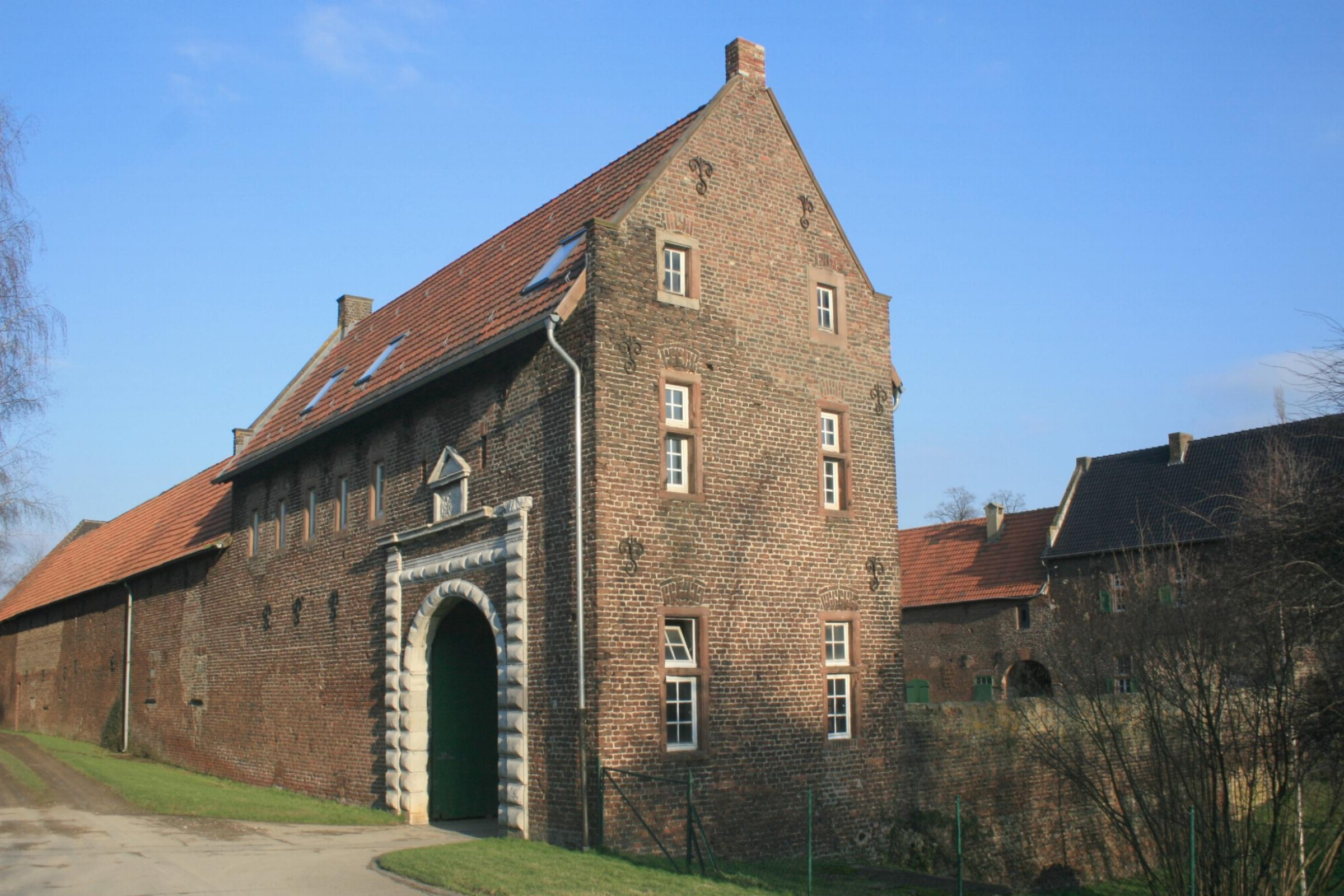
Burg Bourheim, Jülich
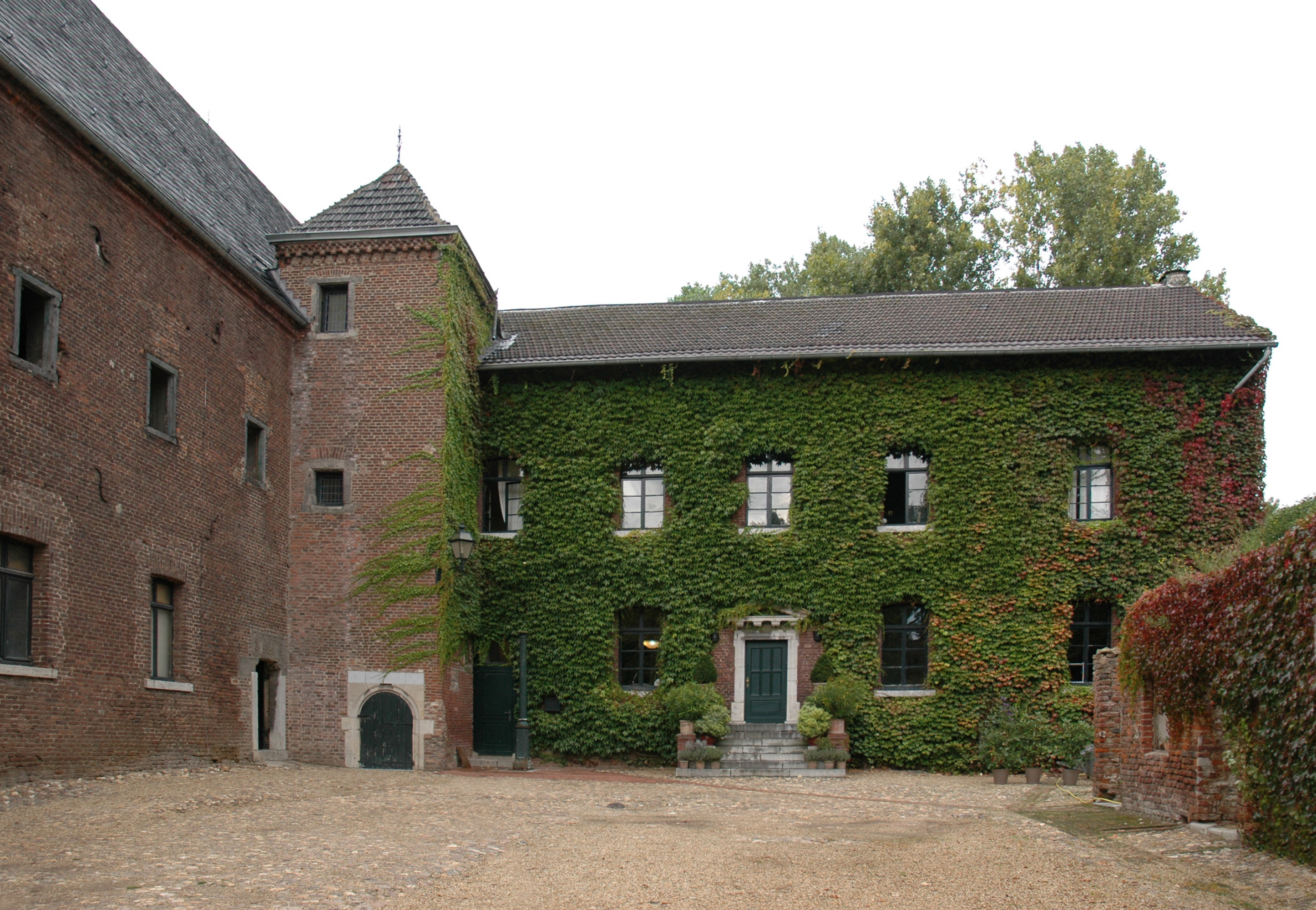
Burg Engelsdorf
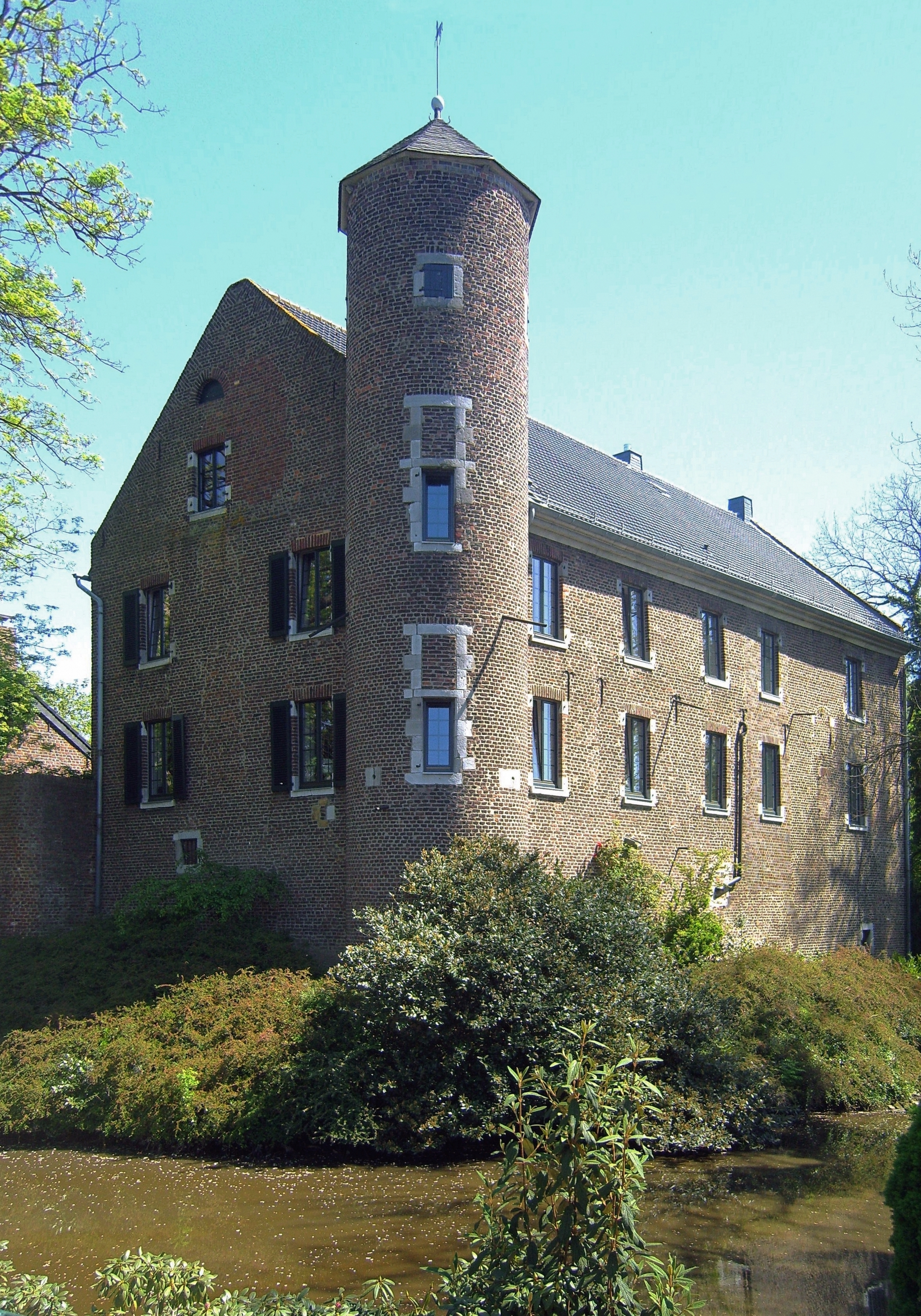
Burg Dürboslar
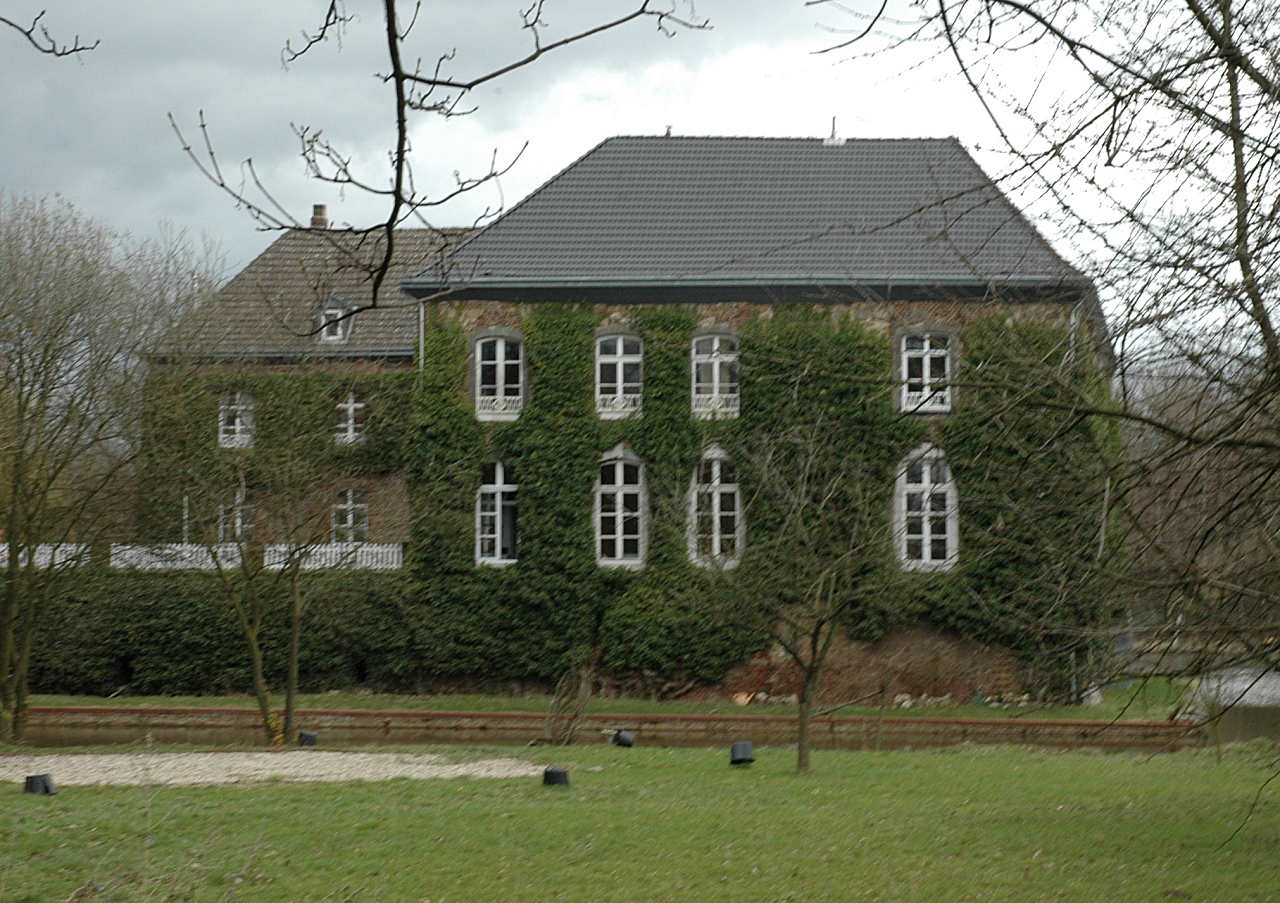
Kinzweiler Burg
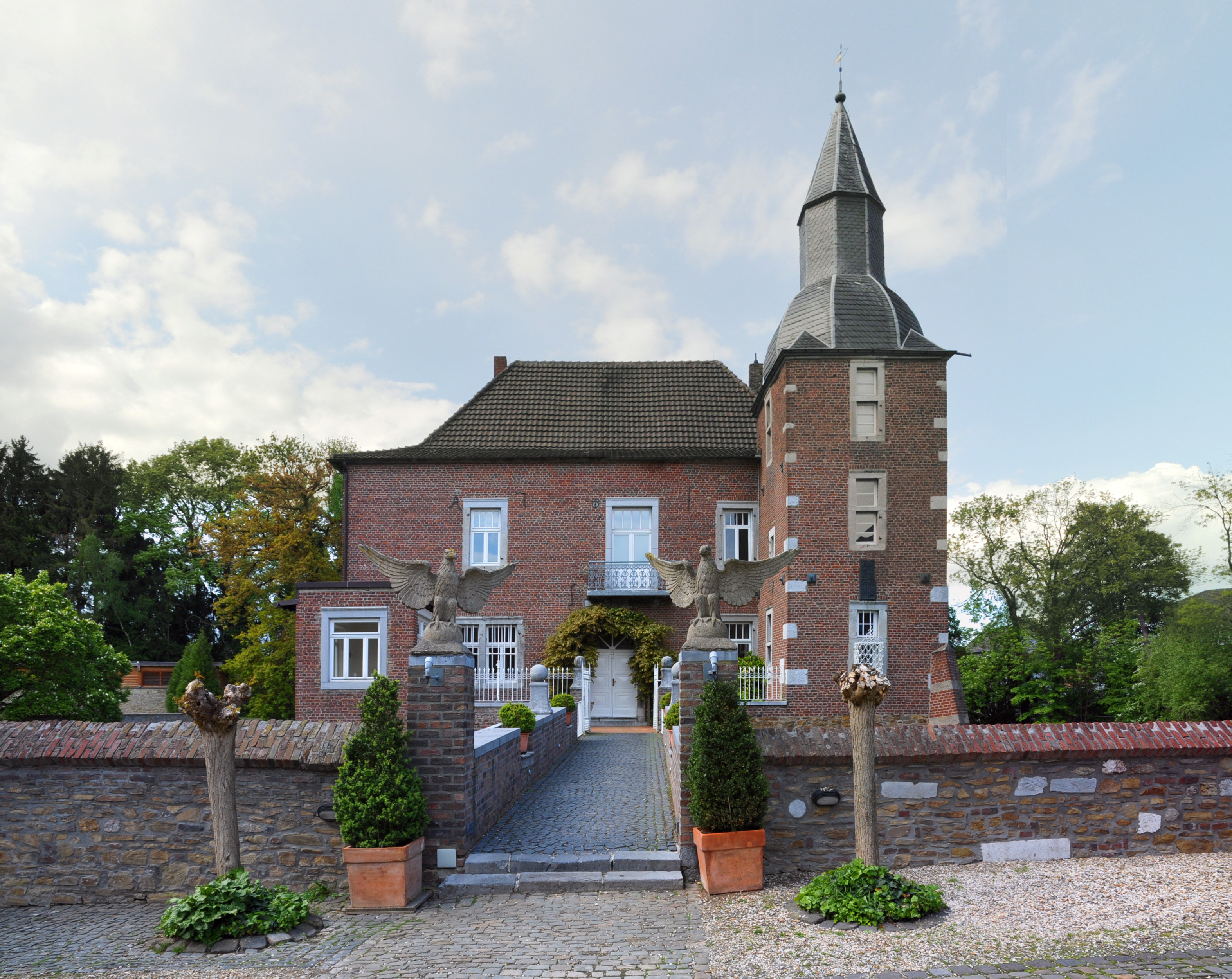
Haus Kambach, Kinzweiler
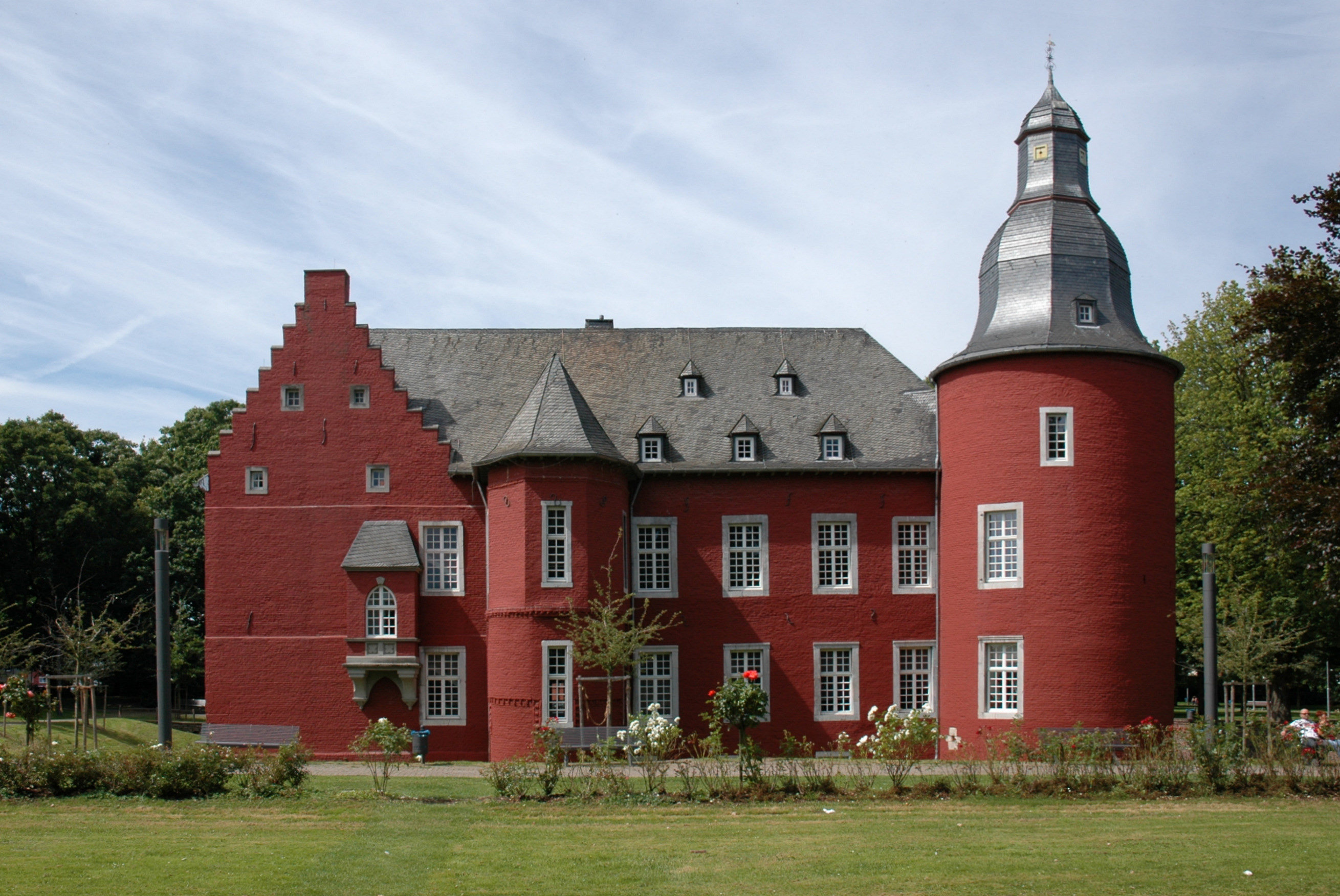
Alsdorf Burg
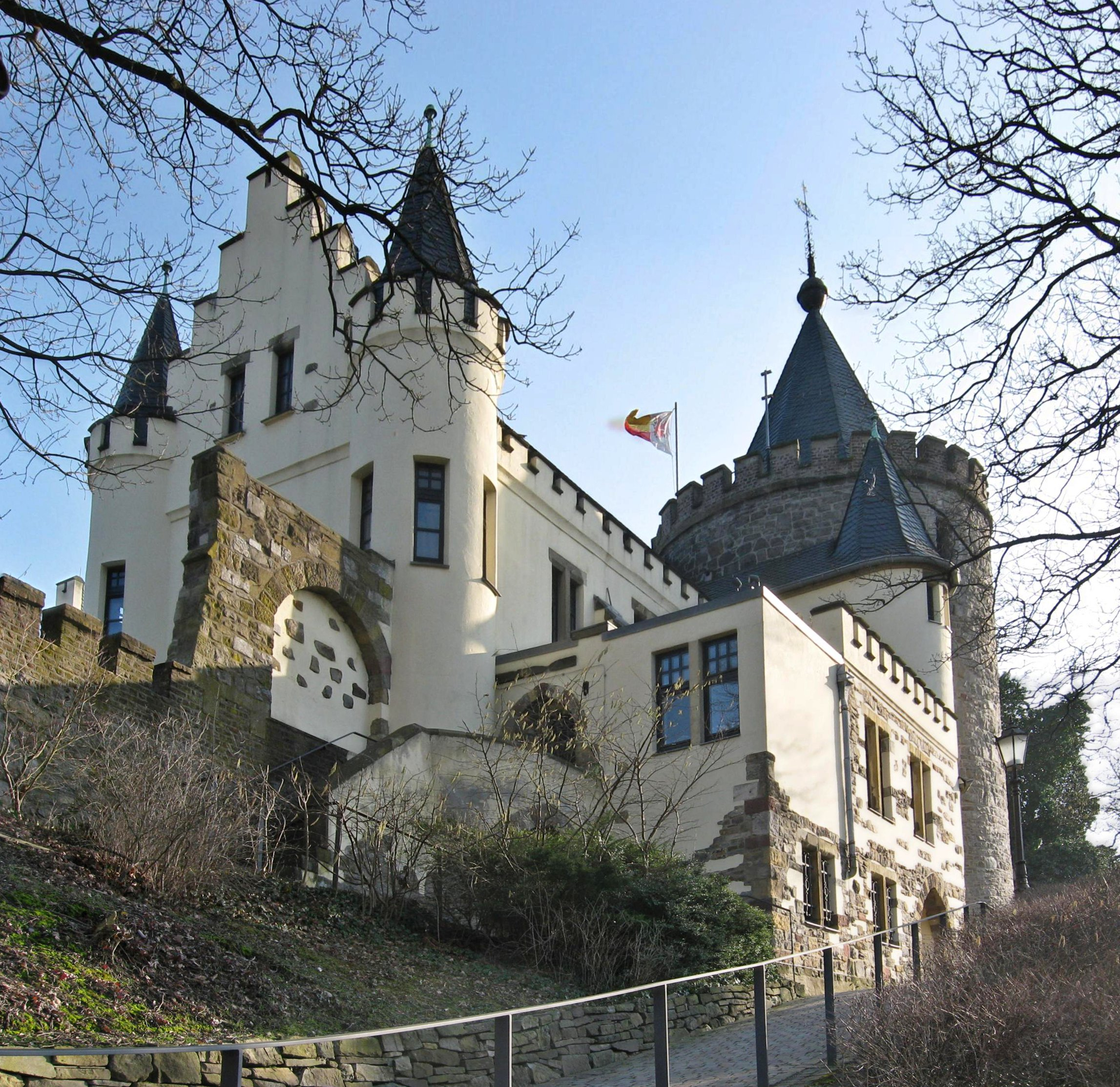
Burg Rode, Herzogenrath
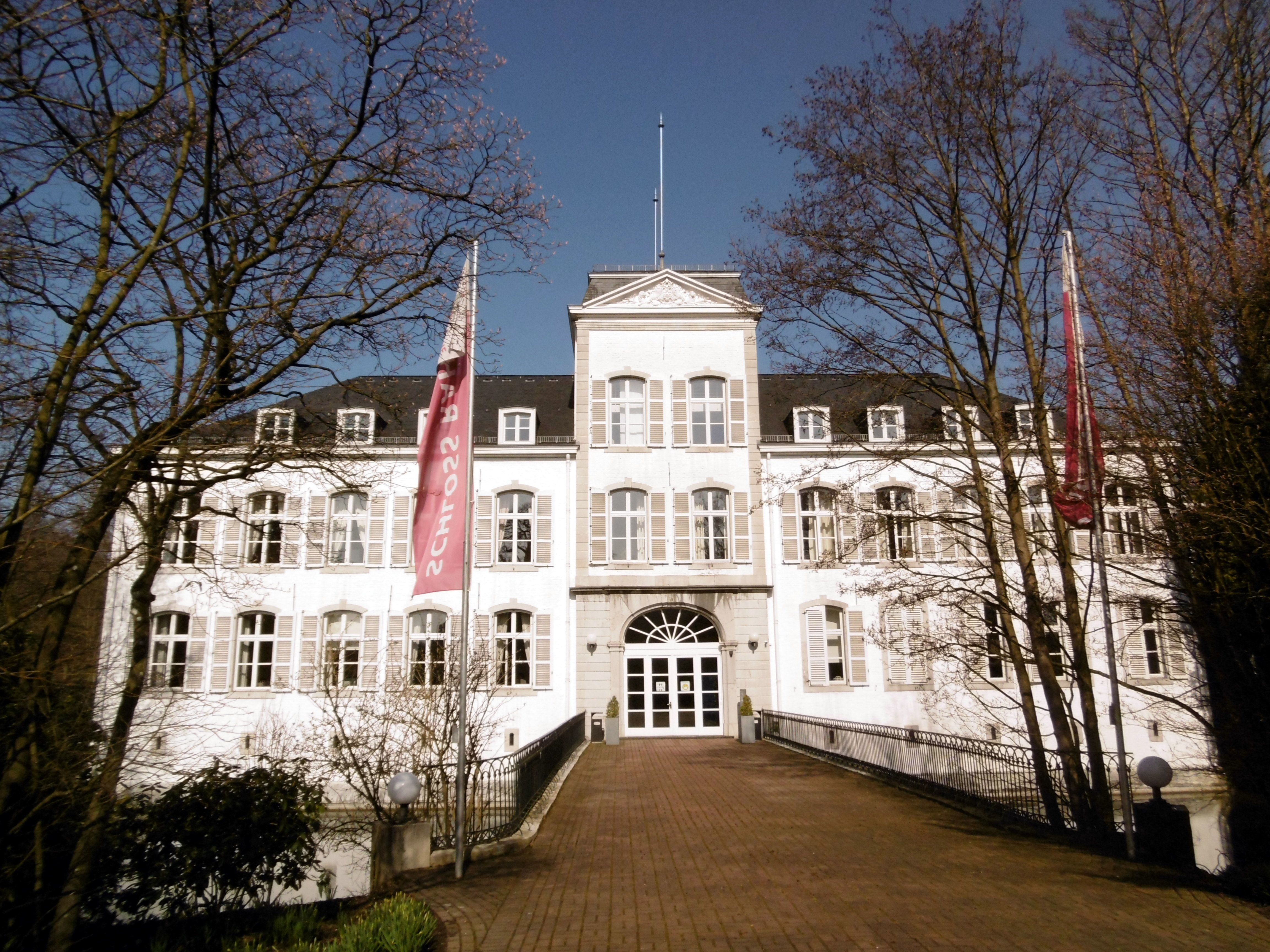
Schloss Rahe, Aachen

Diese Teilstrecke hat eine Länge von ca. 55 km und weist 459 Höhenmeter Steigungen auf. (Ohne die Stichstrecken zu Sehenswürdigkeiten.)

Die Radroute erreicht nach ca. 5,5 km den Stadtteil Jülich-Bourheim. Hier gibt es zwei alte Adelssitze: Schloss Linzenich, das teilweise eine Ruine ist, dessen Vorburg aber noch bewohnt wird, sowie Burg Bourheim, eine ehemalige Wasserburg. Sie ist Heute im Besitz der Familie von Lünnick. Von hier erreicht die Route nach 3,5 km Aldenhoven mit dem Ludwig-Gall-Haus. Benannt nach dem bekannten Sozialreformer, der 1791 in Aldenhoven geboren wurde, gehört das Haus zu den ältesten Gebäuden des Ortes. Ebenfalls hier befindet sich das Museum Bergmannshaus, ein Bergbaumuseum und Informationszentrum für Stein- und Braunkohle. Vom Ortskern ist ein ca. 2,7 km langer Stichweg zur Burg Engelsdorf ausgeschildert. Die ehemalige Wasserburg wurde 1080 erstmals urkundlich erwähnt, mehrmals zerstört und wieder aufgebaut. Sie war die Stammburg der Herren von Engelsdorf. Das Künstler-Ehepaar Fernandez aus Chile ist seit 1989 Eigentümer der Burg und betreibt in ihr ein Atelier. Am Ortsausgang zweigt ein weiterer Stichweg zur zwei Kilometer nördlich gelegenen Burg Dürboslar ab. Die Wasserburg aus Backstein mit einer dreiflügeligen Vorburg wurde im 16. und 17. Jahrhundert errichtet. In der Hauptburg befindet sich ein landwirtschaftlicher Betrieb und in der Vorburg befinden sich Werkstätten der ARW Modellbau GmbH. Die Radroute verlasst dann Aldenhoven, durchquert den Ortsteil Niedermerz und folgt einem Wasserlauf zum ca. 6 km entfernten Blausteinsee. Er entstand auf dem nördlichen Stadtgebiet Eschweilers im Rahmen der Rekultivierung des ehemaligen Braunkohletagebaus Zukunft durch die Auffüllung des Tagebaurestlochs mit Oberflächenwasser und dient heute als Naherholungsgebiet für die umliegenden Städte. Entlang des Seeufers erreicht die Route nach weiteren drei Kilometern den Ortsrand von Dürwiß, einem Stadtteil von Eschweiler. Nach einer Fahrt von ca. 4,2 km durch landwirtschaftlich geprägte Flächen erreicht man die in einem Waldstück gelegene Burg Kinzweiler unmittelbar vor dem Stadtteil Eschweiler-Kinzweiler. Von der ehemaligen Wasserburg ist heute nur die Hauptburg erhalten. Mitte des 18. Jahrhunderts erhielt die Burg ihr jetziges Aussehen. Nach häufigerem Besitzwechsel ist die Burg seit 1981 im Besitz von fünf Familien, die sie in mehrere Wohnungen aufteilten. In der Ortschaft befindet sich das barocke Wasserschloss Haus Kambach. Es wurde als erstes Bauwerk im Stadtgebiet 1982 unter Denkmalschutz gestellt und wird seit 1992 als Wohnhaus, Restaurant, Bistro und Golfheim für die benachbarte Golfanlage zwischen Kinzweiler und St. Jöris genutzt. Die Route erreicht jetzt das Gebiet, in der das aus Belgien und den Niederlanden übernommene Knotenpunktsystem für die Radwegebeschilderung genutzt wird. Vom Knotenpunkt 79 (Eschweiler) führt die Route zum 2,9 km entfernten Knotenpunkt 78 (Würselen). Dabei verläuft die Route durch den Golfplatz und die Ortschaft Eschweiler-Sankt Jöris. Dabei ist am Beginn der Teilstrecke eine kleine Steigung von ca. 20 Höhenmetern zu bewältigen. Danach geht es über den Knotenpunkt 76 (Würselen) zum Knotenpunkt 63 (Alsdorf), der nach 6,7 km erreicht wird. Zu Beginn geht es weiter durch Felder, bis das bewaldete Broichbachtal mit seinem Tierpark erreicht wird. Vom Knotenpunkt 63 kann ein Abstecher durch Alsdorf zur 2,4 km entfernten Burg Alsdorf unternommen werden. Die ehemalige rheinische Wasserburg wurde im 18. Jahrhundert zu der heutigen Schlossanlage umgestaltet. 1935 kaufte die Stadt Alsdorf die Burg und stellte sie Familien als Wohnung zur Verfügung. Heute wird die Burg von der Volkshochschule und der Arbeiterwohlfahrt genutzt. In Alsdorf befindet sich außerdem das Geländer des ehemaligen Steinkohlebergwerks Grube Anna. Die verbliebenen historischen Bergwerksgebäude wie die Maschinenhalle, das Langhaus und der Förderturm wurden vorbildlich restauriert. Neben der Besichtigung unterschiedlicher Betriebsteile können unter Führung ehemaliger Bergleute an Sonntagen auch die Strecken unter Tage besichtigt werden. Der Rundweg führt dann weiter durch das Broichbachtal über den Knotenpunkt 27 (Alsdorf) zum 3,4 km entfernten Knotenpunkt 25 (Herzogenrath). Unterwegs wird die Bergarbeitersiedlung Zopp passiert. Sie wurde 1936 angelegt und bestand aus Einfamilienhäusern mit großen Gärten für die Selbstversorgung. Kurz vor dem Knotenpunkt 25 kann ein Abstecher nach Herzogenrath (ca. 2 km) unternommen werden. Hier befindet sich die um 1100 erbaute Grenz- und Zollburg Burg Rode. Zwischen 1913 und 1978 diente die restaurierte Burg als Rathaus der Stadt Herzogenrath. Heute führt der Verein „Burg Rode Herzogenrath e. V.“ regelmäßige Veranstaltungen durch und bietet Führungen an. Der Rundweg führt jetzt nach Süden über den Knotenpunkt 24 (Würselen) und erreicht nach ca. drei Kilometern und ca. 70 Höhenmetern den Abzweig zur Burg Wilhelmstein über dem Tal der Wurm, einem Nebenfluss der Rur. Die Burgruine beherbergt eine Freilichtbühne und ist jedes Jahr von Mai bis September Veranstaltungsort für Konzerte, Kabarett und Kino. Die Route durchquert den Stadtteil Würselen-Bardenberg, bevor eine Abfahrt über 45 Höhenmetern ins Wurmtal führt und nach ca. 5 km den Knotenpunkt 9 (Würselen) erreicht wird. Hier wird das Wurmtal wieder verlassen, was dem Radler ca. 50 Höhenmeter Anstieg beschert. Mit dem Knotenpunkt 8 (Aachen) wird die Stadtgrenze von Aachen und nach ca. 4 km das Schloss Schönau im Stadtteil Richterich erreicht. Die heutigen Gebäude stammen überwiegend aus dem Jahr 1732. Das Schloss wurde auf den Grundmauern einer spätmittelalterlichen Wasserburg errichtet. Heute gehört es der Stadt Aachen und wird als Restaurant genutzt. Der Rundweg durchquert danach den Stadtteil Laurensberg und erreicht nach ca. 2,8 km Schloss Rahe. Das Schloss ist eine ehemalige als Wasserburg errichtete Gutshofanlage, die im 18. Jahrhundert zu einem repräsentativen, schlossartigem Landsitz umgebaut wurde, der derzeit als gehobenes Business Center dient. Auf dem letzten ca. 4 km langen Abschnitt zur Aachener Altstadt ist noch ein Anstieg von ca. 800 m Länge und ca. 40 Höhenmetern zu überwinden. Die Route führt vorbei am Lousberg und durch das Gelände der Rheinisch-Westfälischen Technischen Hochschule Aachen (RWTH). Die Stadt Aachen bietet eine Reihe von Sehenswürdigkeiten. Unter anderem den Aachener Dom, das Aachener Rathaus, das sogenannte Grashaus am Fischmarkt, das Haus Löwenstein am Markt sowie die Reste der Aachener Stadtbefestigung.

## Lokale Rundwege auf der Wasserburgen-Route

### Jülich
- Bei Jülich ein ca. 24 km langer Rundweg, mit einem Anstieg von ca. 30 Höhenmetern, über Hambach, Niederzier und Altenburg. Dabei führt die Route vorbei an den Burgen Wasserschloss Hambach, Burg Obbendorf und Wasserburg Niederzier. Für die Anreise per Bahn bietet sich der Bahnhof von Jülich an.

### Aachen
- Bei Aachen ein ca. 46 km langer Rundweg, mit ca. 460 Höhenmeter Anstiegen auf der Gesamtstrecke. Er führt von Aachen über Kornelimünster, Stolberg, Würselen und Richterich zurück nach Aachen. Dabei werden neben den Sehenswürdigkeiten der Stadt Aachen, die Altstadt von Stolberg und der Markt von Würselen mit der Pfarrkirche St. Sebastian passiert. Für die Anreise per Bahn bieten sich die Bahnhöfe Aachen-West und Stolberg an.

### Euskirchen
Von Euskirchen aus sind mehrere lokale Rundwege möglich:
- Ein ca. 102 km langer Rundweg über das Rurtal, mit ca. 1.060 Höhenmeter Anstiegen auf der Gesamtstrecke. Er führt von Euskirchen über Stotzheim, Iversheim, Wachendorf, Satzvey, Kommern, Eicks, Floisdorf, Vlatten ins Rurtal. Dort über Nideggen, Ober- und Untermaubach nach Kreuzau. Hier verlässt die Route das Rurtal und führt weiter über Stockheim und Langendorf nach Zülpich und von dort zurück nach Euskirchen. Für die Anreise per Bahn bietet sich der Bahnhof von Euskirchen an. Auf dieser Route werden folgende Sehenswürdigkeiten passiert:
  - Die Hardtburg und die Burg Veynau in Euskirchen.
  - In Mechernich die Burg Satzvey, der Historische Ortskern von Kommern mit dessen Burg und das LVR-Freilichtmuseum Kommern.
  - Vlatten, eine im 9. Jahrhundert gegründete karolingische Königspfalz mit der Pfarrkirche St. Dionysius aus dem 12. Jahrhundert.
  - In Nideggen die Burg Nideggen mit dem Burgmuseum über dem Rurtal.
  - Schloss Burgau im Dürener Stadtteils Niederau.
  - Die Pfarrkirche von Soller im Gemeindegebiet von Vettweiß. Deren im 19. Jahrhundert erbaute Lourdes-Grotte in der Septemberoktav viele Pilger anzieht.
  - Die „Römerstadt“ Zülpich mit seiner Stadtmauer, den Römerthermen und seinen Kirchen.

- Ein ca. 70 km langer Rundweg in Richtung Meckenheim, mit ca. 415 Höhenmeter Anstiegen auf der Gesamtstrecke. Er führt von Euskirchen über Rheder, Stolzheim und Niederkastenholz nach Flamersheim, von dort durch Rheinbach, Wormersdorf, den Meckenheimer Stadtteil Altendorf, die Wachtenberger Stadtteile Adendorf und Villiprot, Lüftelberg das zu Meckenheim gehört, Flerzheim, Morenhoven, Miel, Odendorf zurück ins Stadtgebiet von Euskirchen und durch die Stadtteile Palmersheim und Kuchenheim zurück zum Ausgangspunkt. Für die Anreise per Bahn bietet sich die Bahnhöfe von Euskirchen und Rheinbach an. Eine Verlängerung mit dem „Lokalen Rundkurs Bonn“ ist leicht möglich, da dieser direkt angrenzt. Auf dieser Route werden folgende Sehenswürdigkeiten passiert:
  - Die Hardtburg, die Burg Niederkastenholz, Burg Flamersheim, Burg Schweinheim, Burg Ringsheim und die Kleeburg in Euskirchen.
  - In Rheinbach die Burg Rheinbach mit dem Hexenturm, das Glasmuseum Rheinbach und das Kutschenmuseum, sowie die Ruine Tomburg oberhalb des Stadtteils Wormersdorf.
  - Die Wasserburg Lüftelberg im gleichnamigen Meckenheimer Stadtteil.
  - Eine Wasserburg am Ortsrand von Morenhoven.
  - Schloss Miel im Ortsteil Miel der Gemeinde Swisttal.
  - Im Euskirchener Stadtteil Kuchenheim befindet sich die Tuchfabrik Müller des Rheinischen Industriemuseums und die Obere- und Untere Burg Kuchenheim.

- Der Rundweg Burgen um Euskirchen ist eine ca. 45 km lange Route um Euskirchen die zum großen Teil die Beschilderung der Wasserburgen-Route nutzt und die zwölf Burgen im Stadtgebiet besucht.

### Bonn
Der lokale Rundkurs mit Startpunkt Bonn ist ca. 33 km lang und weist ca. 460 Höhenmeter an Anstiegen auf. Als Einstiegspunkt mit Bahnanschluss bieten sich der Bahnhof Bonn-Bad Godesberg an. Die Route führt von Bonn-Bad Godesberg über Nieder- und Oberbachem und Berkum nach Klein Villip. Dort trifft sie auf die östliche lokale Runde um Euskirchen. Trennt sich von dieser nach ca. zwei Kilometern in Villip wieder. In westliche Richtung führt der Weg über Pech zurück nach Bad Godesberg. Am Weg liegen die folgenden Sehenswürdigkeiten:
- Über die Fähre kann Königswinter erreicht werden, wo es das Siebengebirgsmuseum gibt. Außerdem laden der Drachenfels und die Schloss Drachenburg zu einem Besuch mit Hilfe der Drachenfelsbahn ein.
- Die Godesburg auf dem Godesberg mit Aussicht auf das Siebengebirge. Für die Auffahrt müssen auf 600 m, ca. 40 Höhenmeter überwunden werden.

## Anschlussradwege
- Die Grünroute führt auf 370 km entlang der schönsten Naturgebiete zwischen Beringen in Belgien, Heerlen in den Niederlanden und Düren in Deutschland durch eines der ehemals größten Steinkohlereviere Europas. Sie kreuzt die Wasserburgen-Route in Aachen, Stolberg, Aldenhoven, Jülich und Düren.

- Die Deutsche Fußballroute NRW führt 800 Kilometer quer durch Nordrhein-Westfalen. Sie ist der bislang einzige unter einem populären und landesübergreifenden Thema angelegte Erlebnisradweg in NRW. Die „Sagenroute des Deutschen Fußballs“ erschließt neben fußballerischen Kultorten wie Veltins-Arena in Gelsenkirchen oder Borusseum in Dortmund auch die touristischen Highlights in NRW. Sie hat Anschluss an die Wasserburgen-Route in Aachen, Düren und Kerpen. Hinter Kornelimünster verlaufen die beiden Routen ca. 7 km gemeinsam.

- Die Zwei-Länder-Route (kurz 2LR) schlängelt sich auf 270 km zwischen Aachen und Nijmegen durch das Land an Maas und Niederrhein. Als „Route mit den vielen Gesichtern“ bietet die 2LR einen Mix aus Natur und Kultur. Sie quert die Wasserburgen-Route in Aachen und Herzogenrath.

- Die 480 km lange Kaiser-Route verläuft von Aachen nach Paderborn und ist nach Kaiser Karl dem Großen benannt, der in Aachen residierte. Der Routenverlauf orientiert sich an der mutmaßlichen Route, die das kaiserliche Heer im Jahr 775 auf seinem Kreuzzug in das Gebiet der Sachsen nahm. Sie kreuzt die Wasserburgen-Route in Aachen, Eschweiler, Langerwehe, Düren, Erftstadt, Kerpen, Bergheim und Bedburg. Von Aachen bis kurz vor Stolberg verlaufen beide Radrouten über ca. 17 km gemeinsam.

- Die 1.045 km lange D-Route 4 (Mittelland-Route) führt von Aachen über Bonn, Siegen, Erfurt, Jena und Chemnitz nach Zittau. Von Aachen bis kurz vor Stolberg verlaufen beide Radrouten über ca. 17 km gemeinsam. Ebenso, für ca. 15 km, an der Rur zwischen Untermaubach und Hausen und für weitere 4 km zwischen Kommern und Obergartzem. Die beiden Routen treffen dann noch einmal in Euskirchen aufeinander und verlaufen vom Euskirchener Stadtteil Kuchenheim bis Rheinbach über ca. 10 km gemeinsam. Im Gemeindegebiet von Wachtberg queren sich die beiden Routen mehrfach und ein letztes Mal verlaufen sie für ca. 4,5 km gemeinsam in Bad Godesberg am Ufer des Rheins.

- Die 733 km lange D-Route 7 (Pilgerroute) führt von Aachen über Köln, Düsseldorf, Duisburg, Münster, Osnabrück, Bremen und Hamburg nach Flensburg. Zwischen Aachen und Bonn verläuft sie zusammen mit der D-Route 4 und hat damit die gleichen Anschlusspunkte an die Wasserburgen-Route.

- Der 180 km lange RurUfer-Radweg führt von der Rur-Quelle in den belgischen Ardennen bis zur Münden in die Maas im niederländischen Roermond. Er verläuft gemeinsam mit der Wasserburgen-Route zwischen Kreuzau und Hausen (ca. 20 km), teilweise zwischen Kreuzau und Düren sowie zwischen Niederzier-Krauthausen und Jülich (ca. 7 km).

- Das 265 km lange Radwegenetz der Tälerroute erschließt touristisch interessante Orte in Nordrhein-Westfalen auf familienfreundlicher Strecke. Anschluss an die Wasserburgen-Route besteht bei Hausen, in Kommern, Euskirchen, Weilerswist, Mechernich, Bad Münstereifel und Zülpich.

- Die Wasserburgen-Route verläuft bei Bad Godesberg einige Kilometer über den Rhein-Radweg.

- Der Erft-Radweg führt über rund 110 Kilometer an der Erft entlang. Von der Quelle in Nettersheim-Holzmülheim bis zur Mündung in den Rhein in Neuss. Er hat Anschluss an die Wasserburgen-Route in Bad Münstereinfel-Iversheim und in Euskirchen. Zwischen Euskirchen und Burgheim nützen beide Radwege die gleiche Streckenführung.

## Bahnanbindung
An die Wasserburgen-Route bestehen fast auf der gesamten Strecke Bahnanschlüsse (siehe auch Infobox}).
Die Reihenfolge der in Folgenden beschriebenen Anschlüsse folgt der beschriebenen „Großen Runde“.

### Aachen – Euskirchen
Aachen Hauptbahnhof ist Endpunkte der Bahnstrecken Aachen – Mönchengladbach, Aachen – Köln und Aachen – Lüttich. Der nächste Anschluss besteht in Stolberg mit dem Hauptbahnhof und zwei weiteren Haltepunkten an der Strecke Aachen – Köln. Es folgt Langerwehe an der gleichen Bahnstrecke. Nach Kreuzau gelangt man mit der Rurtalbahn über die Bahnstrecke Düren – Heimbach. Düren liegt wiederum an der Bahnstrecke Aachen – Köln. Im Abschnitt Kreuzau – Hausen, wo die Wasserburgen-Route dem RurUfer-Radweg folgt gibt es mehrere Haltepunkte der Rurtalbahn. Die nächste Anschlussmöglichkeit besteht dann in Mechernich, an der Eifelstrecke Köln-Trier mit der Station Mechernich-Satzvey. Bereits 8 km weiter besteht in Bad Münstereifel-Iversheim Anschluss an die Strecke der Erfttalbahn zwischen Euskirchen und Bad Münstereifel. Auf dem Weg nach Euskirchen befinden sich dann weitere vier Haltepunkte der Erfttalbahn nahe der Wasserburgen-Route. Auf der Alternativstrecke Kreuzau – Zülpich – Euskirchen besteht kein Bahnanschluss.

### Euskirchen – Bonn – Euskirchen
Der Bahnknotenpunkt Euskirchen hat Anschluss an die Strecke der Eifelbahn Köln – Trier, der Voreifelbahn nach Bonn und an die Erfttalbahn nach Bad Münstereifel. Auf dem weiteren Verlauf der Wasserburgen-Route Richtung Bonn-Bad Godesberg gelangt man an den Bahnhof von Rheinbach an der Vordereifelbahn (Euskirchen – Bonn). Danach gibt es vor den Stationen Bonn-Mehlem und Bonn-Bad Godesberg, die an der Linken Rheinstrecke Köln-Mainz liegen, keinen Bahnanschluss mehr. Auf dem Rückweg nach Euskirchen kreuzt die Wasserburgen-Route noch einmal die Vordereifelbahn am Bahnhof Meckenheim-Kottenforst, der allerdings nur noch an Sonn- und Feiertagen als Bedarfshaltestelle bedient wird, sowie bei den Bahnhöfen Swisttal-Odendorf und Euskirchen-Kuchenheim.

### Euskirchen – Jülich – Aachen
Nach Euskirchen folgt die Wasserburgen-Route im Wesentlichen dem Erft-Radweg. Auf dem ersten Abschnitt besteht Anschluss an die Eifelbahn Köln-Euskirchen-Trier über die Bahnhöfe Weilerswist-Derkum, Weilerswist. Später an die Erftbahn über die Bahnhöfe Horrem, Bergheim, Paffendorf, Glesch und Bedburg. Von Horrem gelangt man weiter Richtung Aachen und Köln und von Bedburg Richtung Köln oder Düsseldorf. Die nächste Bahnanschlussmöglichkeit besteht erst wieder in Jülich, das an der Rurtalbahn liegt und von wo über Düren Anschluss an das überregionale Bahnnetz besteht. Vor Aachen gibt es noch einmal zwei Bahnanschlüsse, zum einen an die Euregiobahn mit den Haltepunkten Alsdorf-Annapark und Eschweiler-St. Jöris, zum anderen am Bahnhof Herzogenrath an der Strecke Aachen – Mönchengladbach.

## Landschaft Kultur und Sehenswürdigkeiten
Die Wasserburgen-Route führt durch die Voreifel, berührt die Rureifel und Teile der Kölner Bucht. Der Route führt in die Region mit der größten Dichte an Wasserburgen in Deutschland. Statistisch betrachtet trifft man alle drei Kilometer auf eine Burg. Viele der Burgen sind allerdings im Privatbesitz und können nicht besichtigt werden. Die Region zwischen den Kulturstädten Köln, Bonn und Aachen bietet darüber hinaus zahlreiche sehenswerte Ziele.

### Aachen – Euskirchen

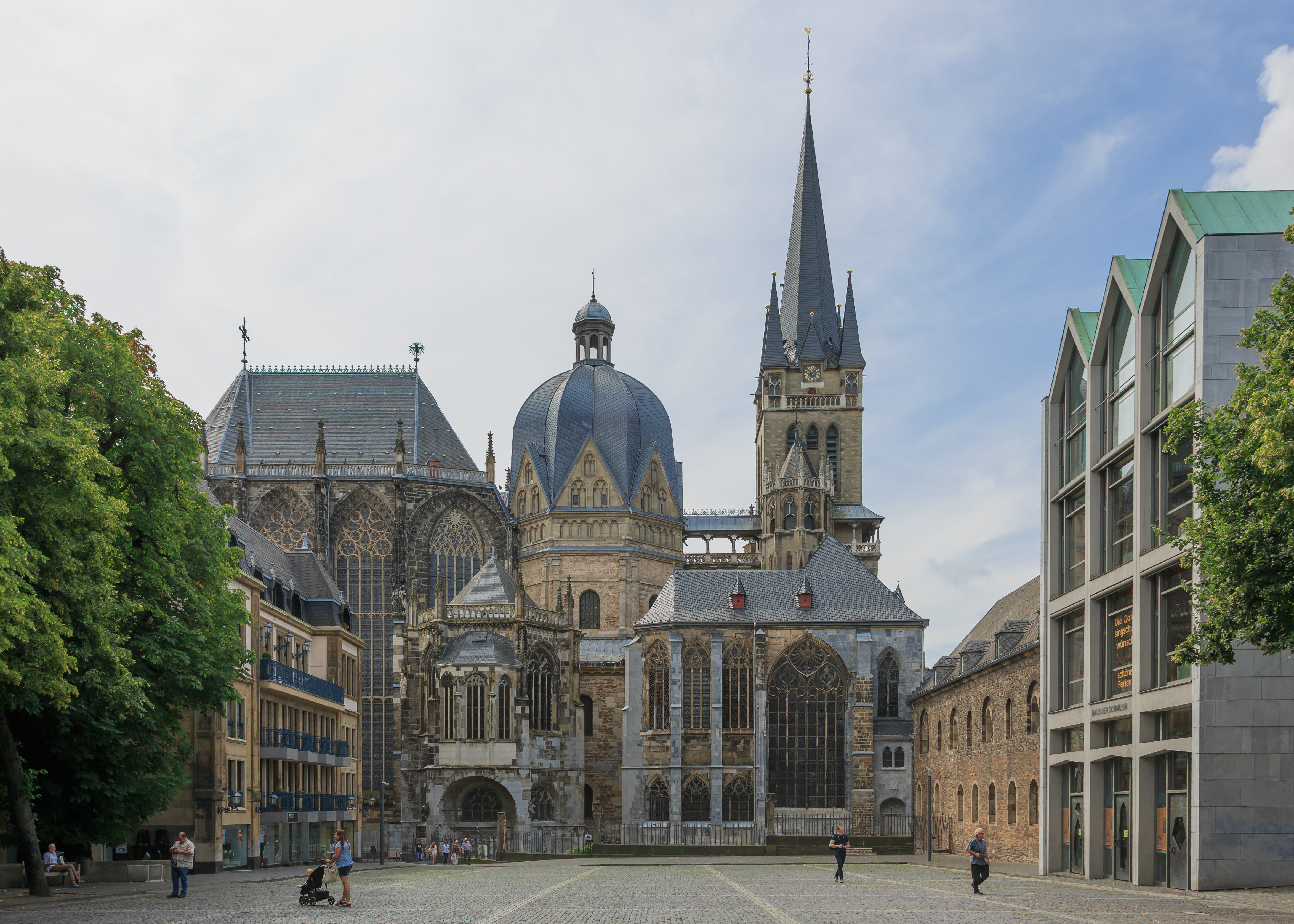
Aachener Dom, Nordfassade
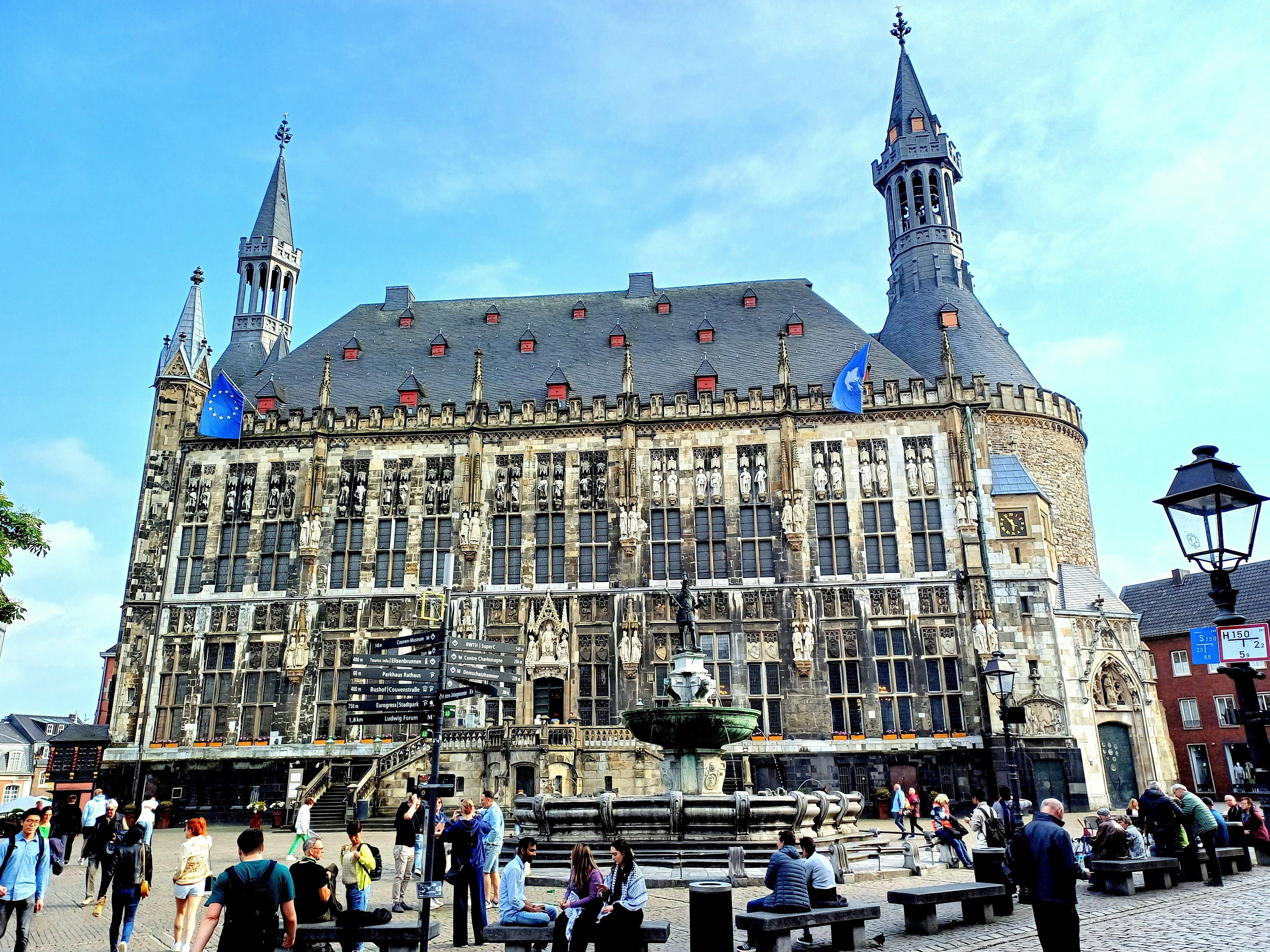
Aachener Rathaus
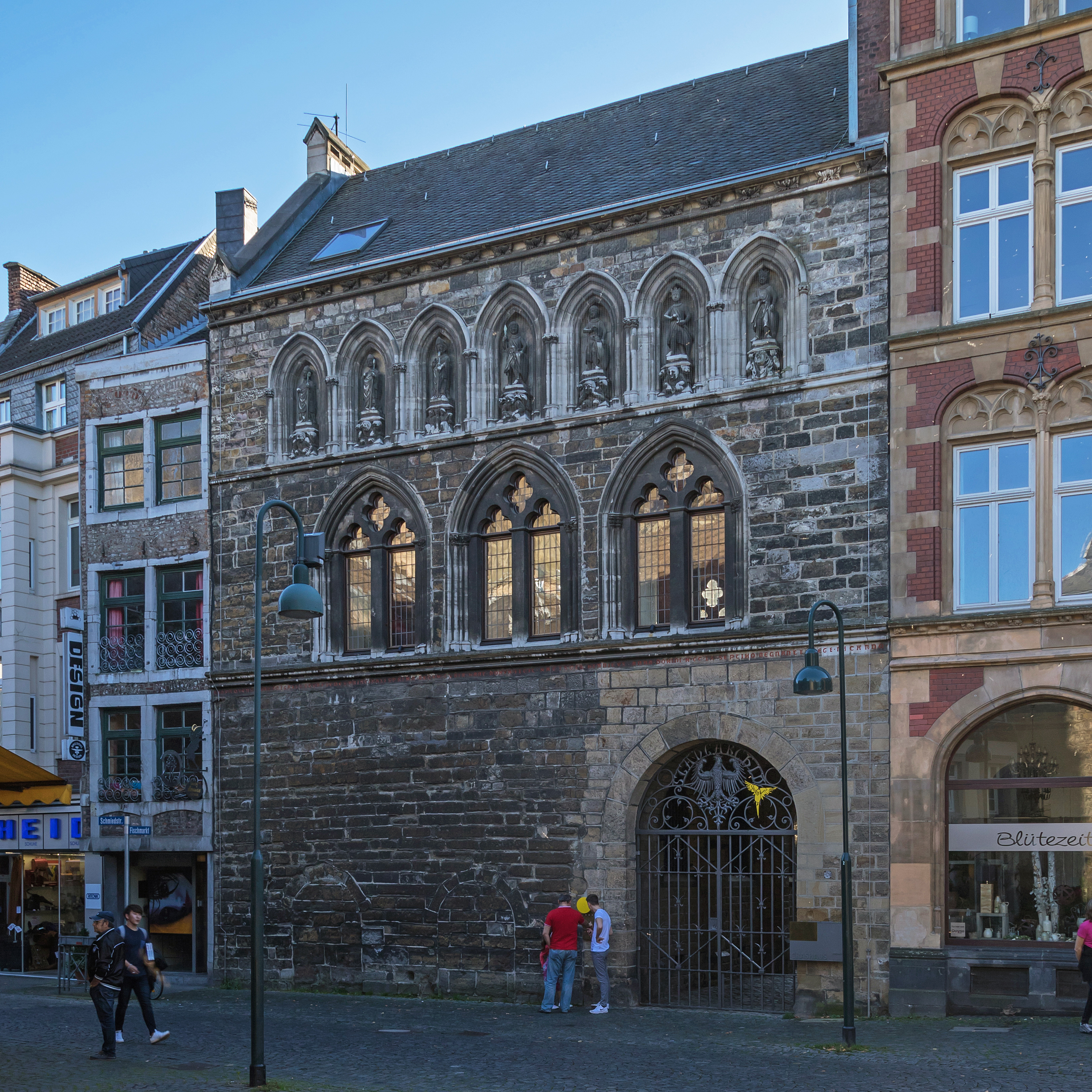
Grashaus Aachen
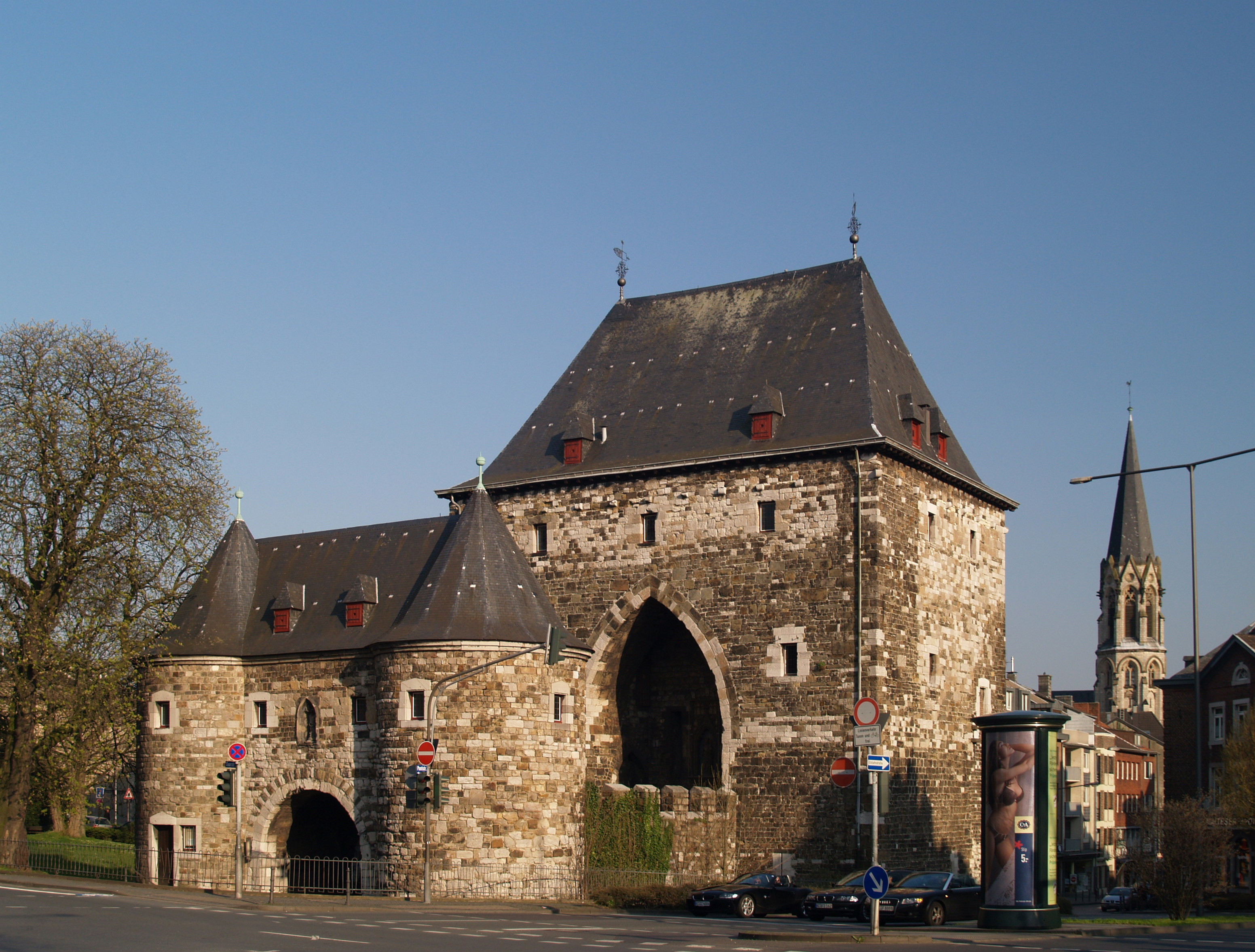
Ponttor Aachen
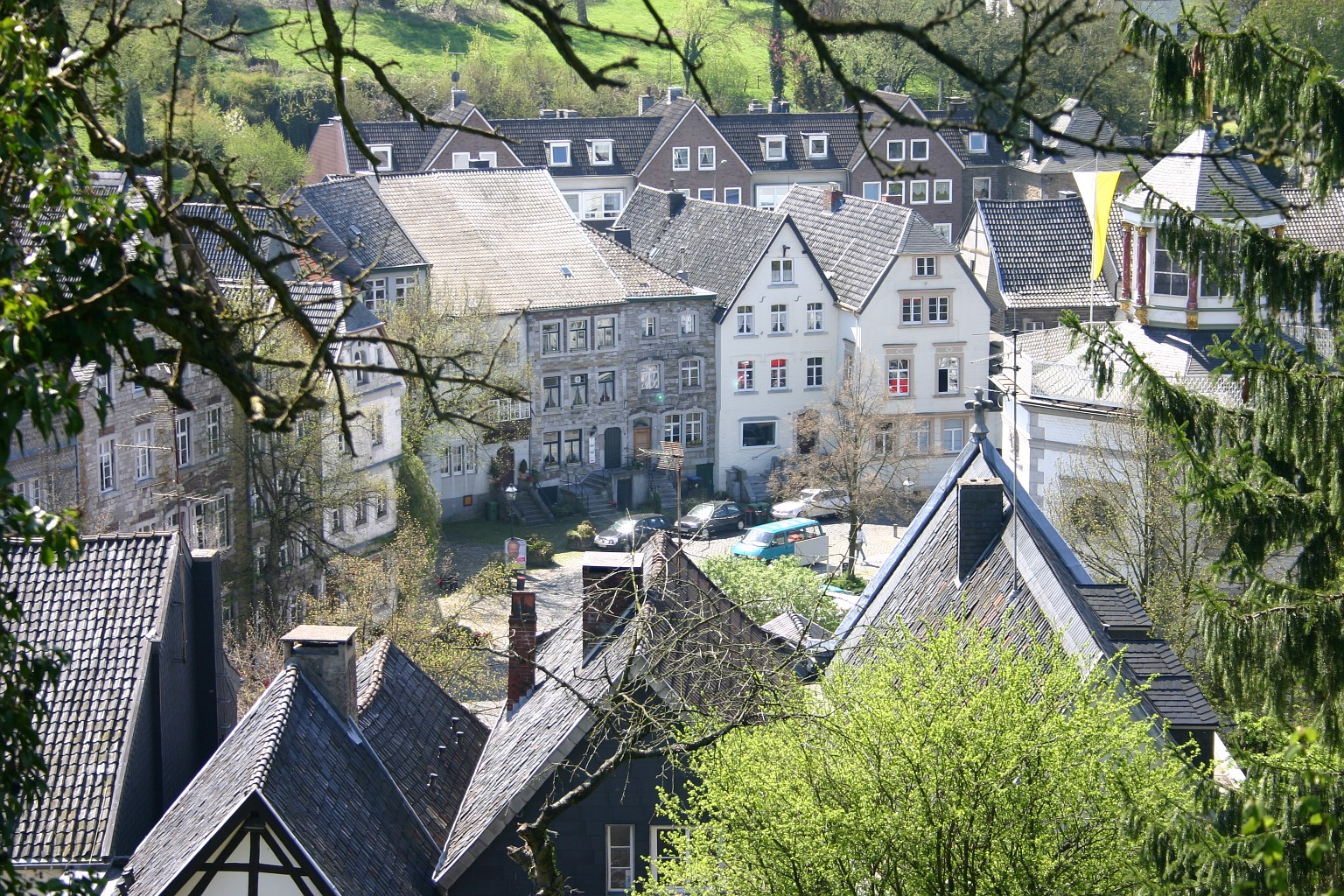
Historischer Ortskern Kornelimünster
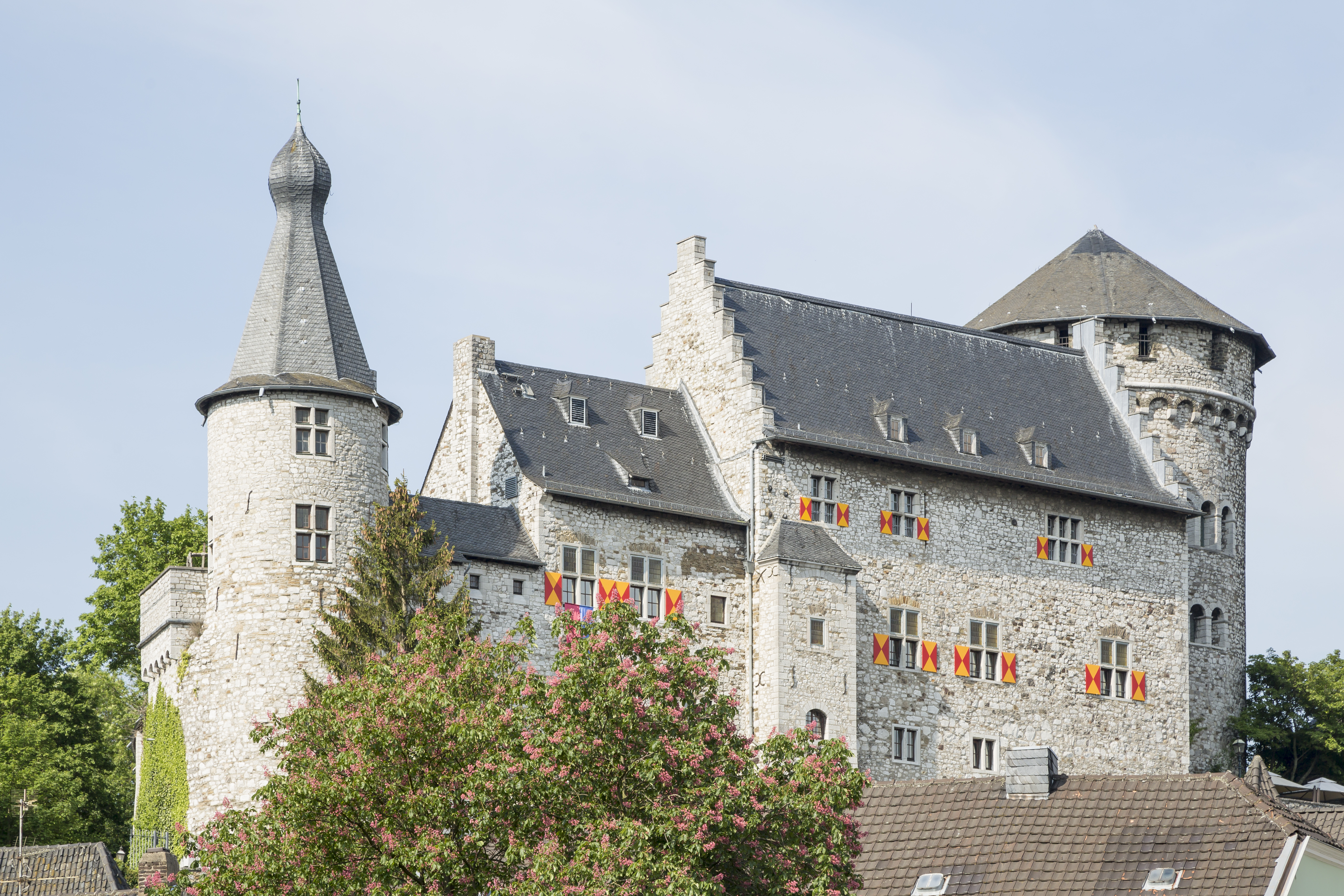
Wahrzeichen von Stolberg, die Burg
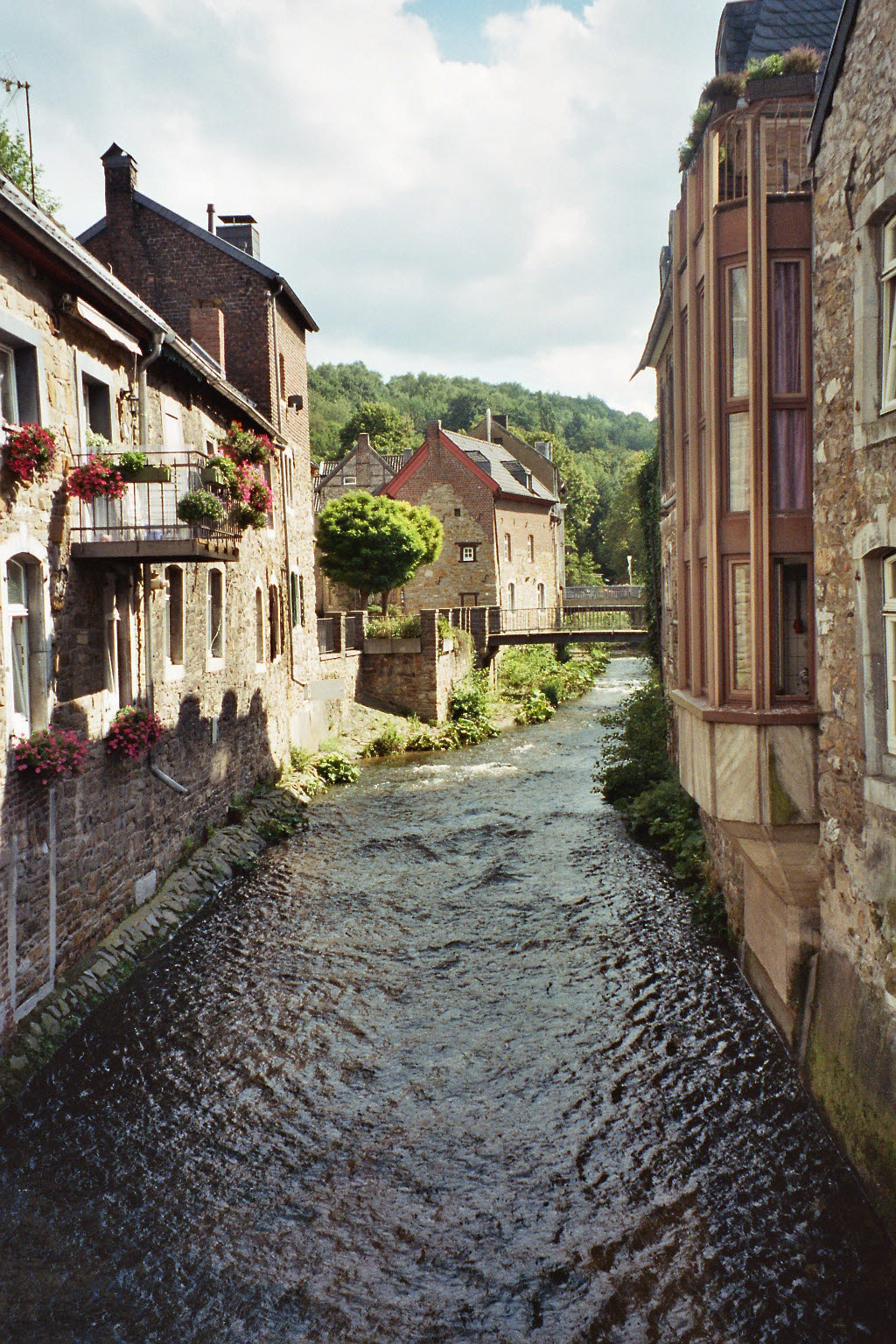
Vichtbach in Oberstolberg
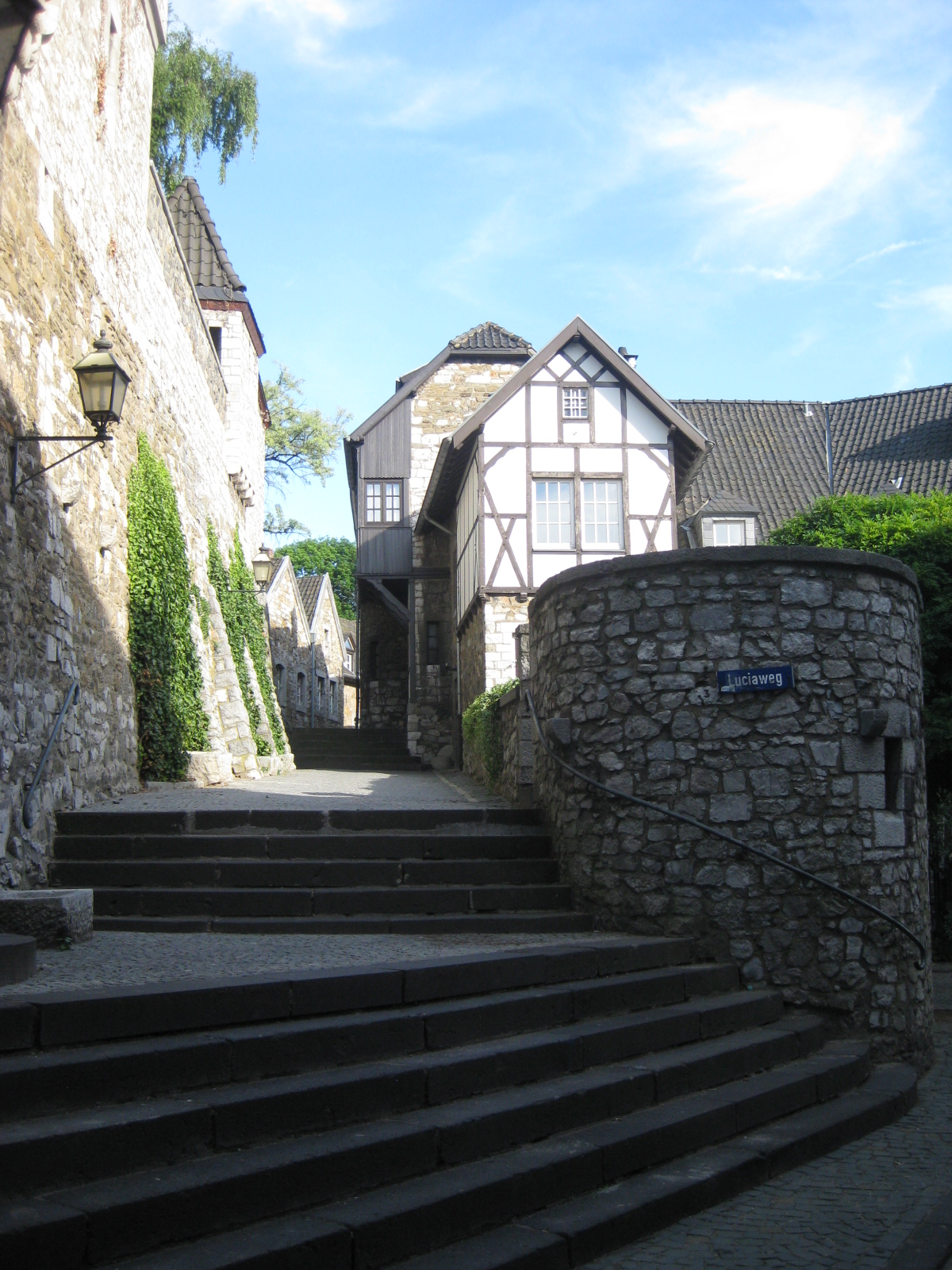
Altstadt von Stolberg
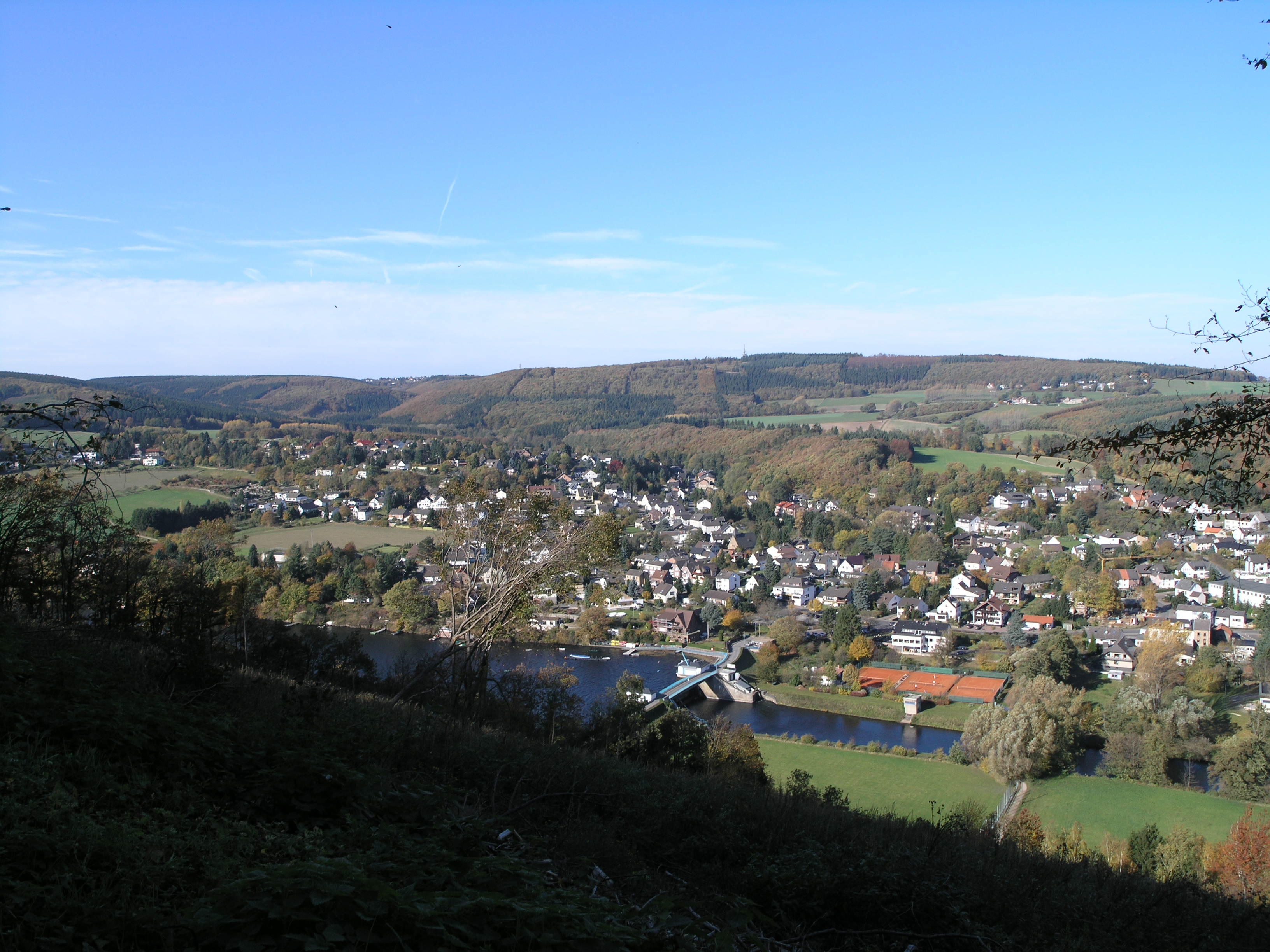
Stausee Obermaubach
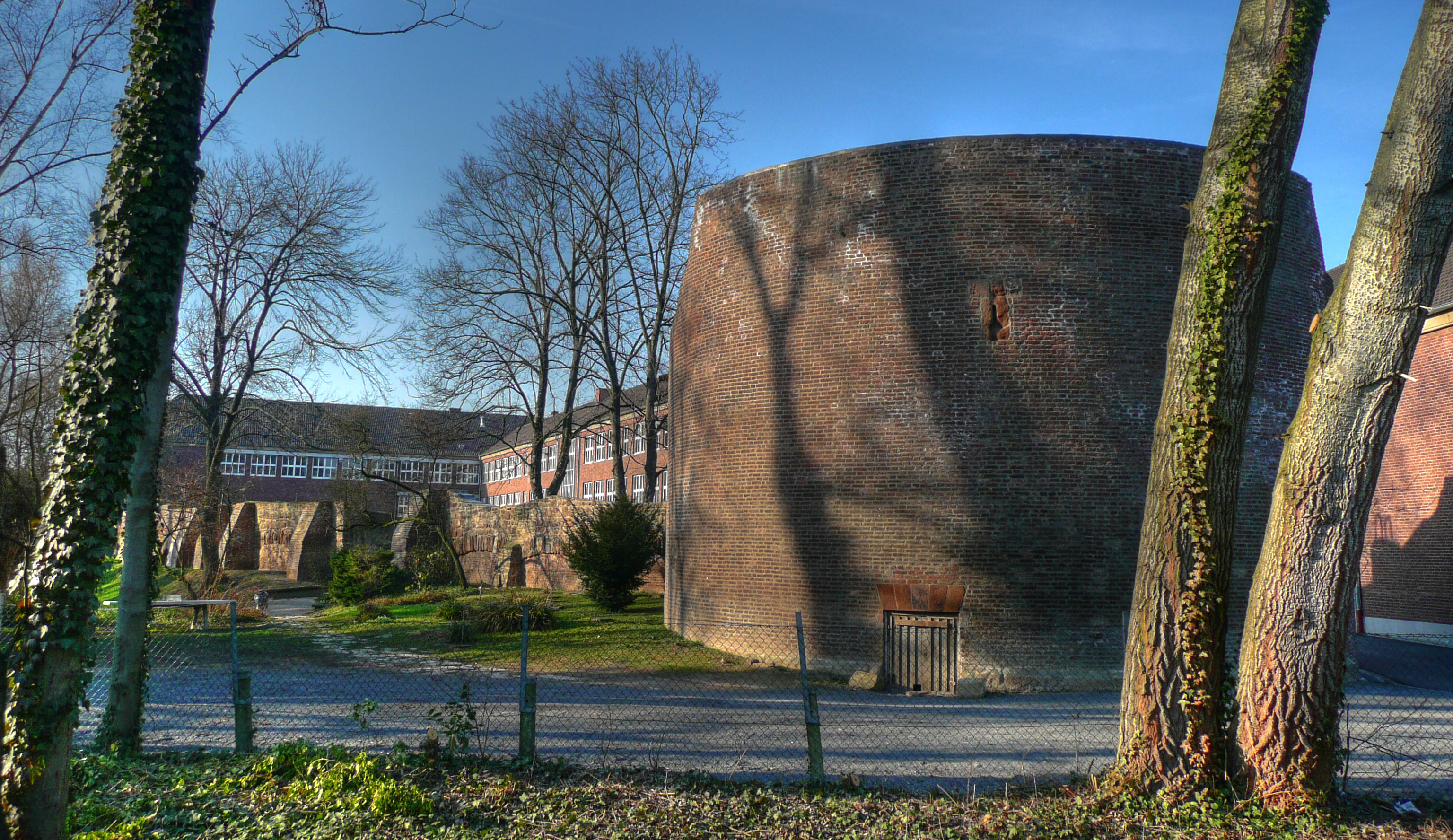
Der Dicke Turm in Düren
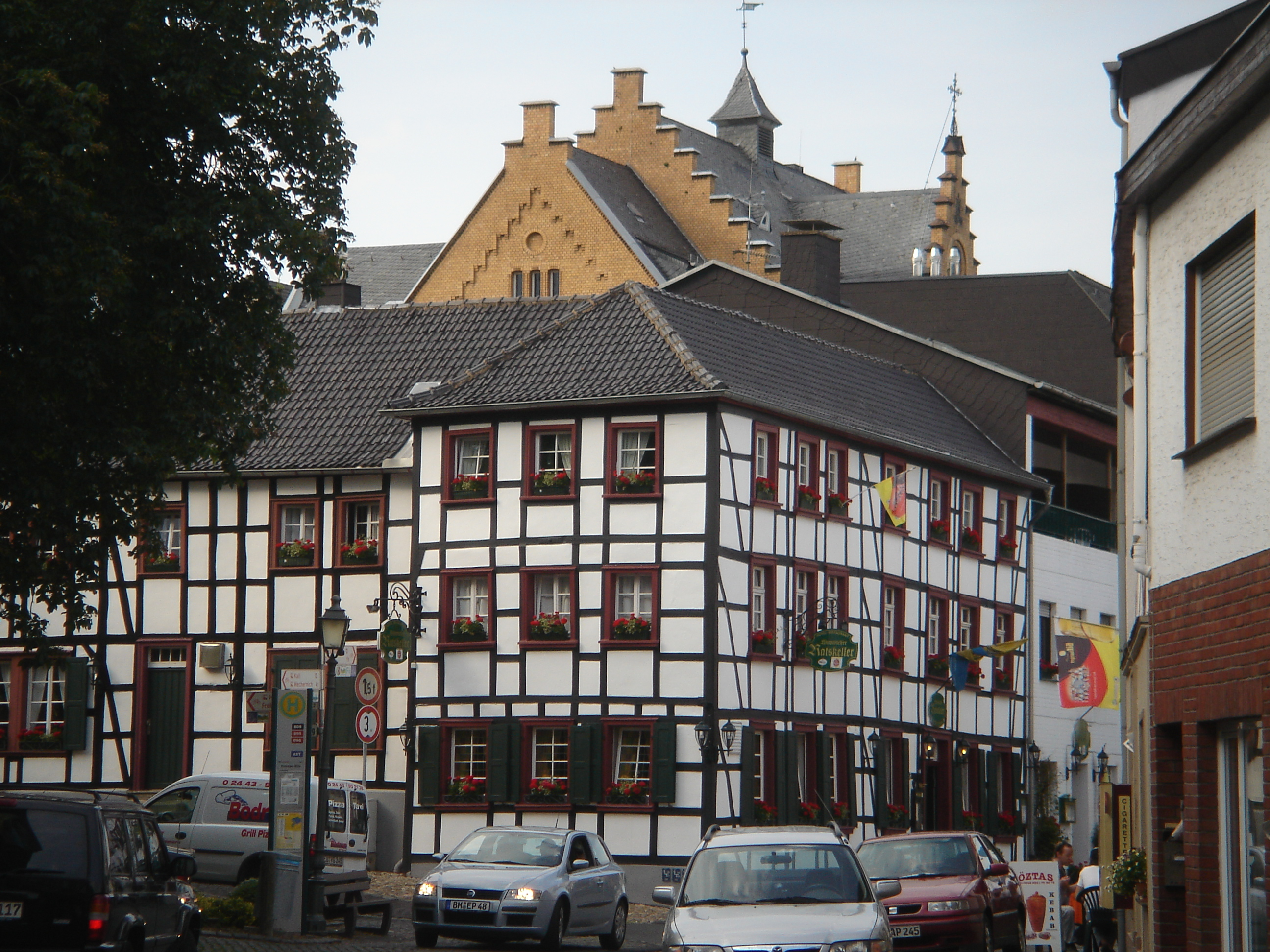
Ortszentrum von Kommern
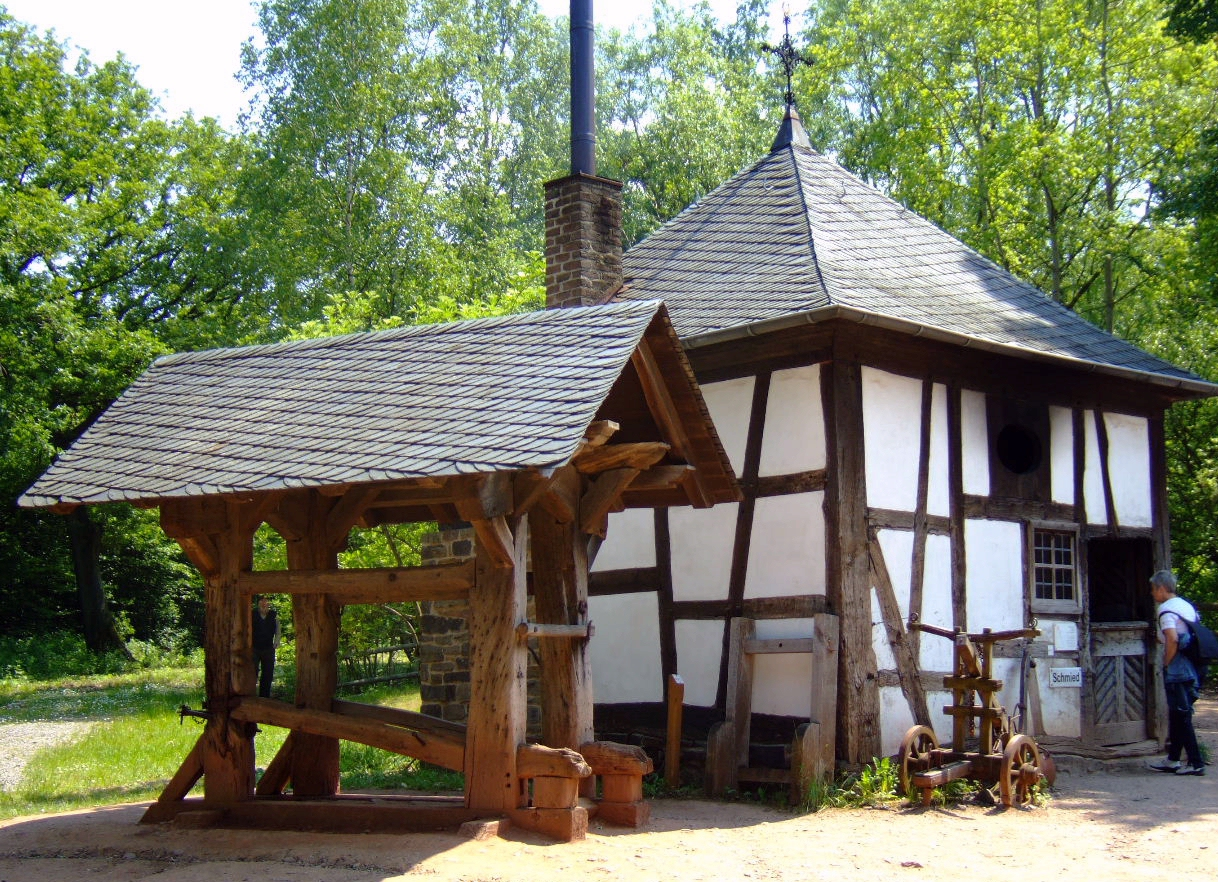
Schmiede im Freilichtmuseum Kommern

- Aachen liegt im Dreiländereck Deutschland–Belgien–Niederlande im Zentrum der Euregio Maas-Rhein, in einem nach Nordosten geöffneten Talkessel, in dem sich die Zuflüsse der Wurm sammeln und zur Rur fließen. Das Stadtgebiet befindet sich somit im Einzugsgebiet der Maas, direkt am Nordrand des linksrheinischen Schiefergebirges (Eifel), etwa 30 km nördlich des Hohen Venns. Kulturell bildet sie, mit ihren zahlreichen Sehenswürdigkeiten, einen der Höhepunkte der Route. Die bekanntesten Sehenswürdigkeiten sind:
  - Der Aachener Dom wurde ursprünglich als Pfalzkapelle Karls des Großen errichtete und ist das Wahrzeichen der Stadt. Das Ensemble aus Dom und Domschatz wurde 1978 als erstes deutsches Kulturdenkmal und zweites Kulturdenkmal weltweit in die Welterbeliste der UNESCO aufgenommen.
  - Das gotische Aachener Rathaus wurde auf den Grundmauern der Palastaula der karolingischen Kaiserpfalz im 14. Jahrhundert erbaut. Im ersten Stockwerk befindet sich der Krönungsfestsaal. Fünf Fresken des Aachener Künstlers Alfred Rethel schmücken die Wände, sie zeigen legendäre Szenen aus dem Leben Karls des Großen. Im Erdgeschoss zeugen reich ausgestattete Räume vom Glanz der freien Reichsstadt im 17. und 18. Jahrhundert, als das Rathaus zum barocken Stadtschloss umgebaut wurde. In den Jahren 2008 und 2009 wurden fast alle Räumlichkeiten des Rathauses der Öffentlichkeit zugänglich gemacht.
  - Das sogenannte Grashaus steht am Fischmarkt, dessen Fassade vom ältesten Rathaus der Stadt stammt und auf das Jahr 1267 datiert wird.
  - Das Haus Löwenstein am Markt wurde etwa zur gleichen Zeit errichtet wie das Aachener Rathaus und vermutlich 1345 fertiggestellt. Es ist neben Dom und Rathaus eines der wenigen gotischen Bauwerke, die den großen Stadtbrand von 1656 überstanden.
  - Von der aus zwei Mauerringen und zahlreichen Türmen bestehenden Aachener Stadtbefestigung zeugen noch heute zahlreiche Überbleibsel. Von den ehemals 11 mächtigen Stadttoren sind zwei erhalten geblieben. Das Ponttor am Ende der Pontstraße ist eines der wenigen noch erhaltenen mittelalterlichen Doppeltoranlagen des Rheinlands. Aus dem Jahr 1257 stammt das am Ende der Franzstraße stehende Marschiertor, es gehört zu den größten noch erhaltenen Stadttoren Westeuropas.

- Der Aachener Stadtteil Kornelimünster liegt im Tal der Inde und besitzt eine historische Altstadt und die ehemalige Reichsabtei Kornelimünster, aus dem der Ort hervorging. Noch heute prägen Bürgerhäuser des 17. und 18. Jahrhunderts das Ortsbild Kornelimünsters. Der historische Ortskern aus dem Mittelalter ist fast vollständig erhalten geblieben. Die 814 gegründete ehemalige Reichsabtei besteht bis heute aus einem 1721 errichteter Nachfolgebau, der nach der Säkularisation 1802 verschiedene Verwendungen fand. Heute beherbergt er eine Dauerausstellung zeitgenössischer Kunst aus NRW, die im spätbarocken Ambiente präsentiert wird. Die ehemalige Abteikirche und heutige Pfarrkirche von Kornelimünster gehört zu den bedeutendsten Bauwerken rheinischer Baukunst und blickt auf eine 1000-jährigen Baugeschichte zurück. Ihr Gründungsbau entstand 814–817 n. Chr. und wurde im Beisein von Ludwig dem Frommen geweiht. Bis zur Auflösung des Klosters 1802 war die Propsteikirche Kloster- und Wallfahrtskirche.

- Die Stadt Stolberg liegt in der Voreifel in einem vom Vichtbach durchflossenen Tal. Stolbergs frühe Industrialisierung brachte Belastungen der Menschen in Stadt und Umgebung durch Schwefelsäure, Schlacke und Schwermetalle. Im Zuge des Umweltschutzprogramms wurden zahlreiche Halden als sekundäre Schwermetallemittenten saniert und dienen renaturiert der Naherholung oder rekultiviert als Gewerbefläche. Die Stolberger Altstadt reicht bis zu den Ursprüngen der Stadt zurück und bildet zusammen mit der Burg Stolberg den historischen Stadtkern. Über hundert Gebäude stehen unter Denkmalschutz, und hier befinden sich auch die ältesten Kupferhöfe der Stadt. Das Museum Zinkhütter Hof dokumentiert die Industriegeschichte Stolbergs in besonderer Weise. Die ursprünglich als Glashütte in den 1830er Jahren errichtete und bis in die 1850er betriebene Anlage ist ein gut erhaltenes Ensemble aus Produktionshalle, Arbeiterwohnungen und Verwaltungsvilla aus der Frühphase der deutschen Industrialisierung. Heute zeigt die Dauerausstellung neben der Aachener Nadelproduktion, die Geschichte der Werkstoffe Messing und Zink und der Zinkverhüttung im Raum Eschweiler-Stolberg. Dabei reicht die Zeitschiene von der Römerzeit (Hemmoorer Eimer) über die Kupfermeister bis zum Strukturwandel im 19. Jahrhundert. Neben den Dauerausstellungen finden wechselnde Sonderausstellungen der bildenden Kunst und zu verschiedenen Themen der Technikgeschichte statt.

- Mit Kreuzau wird das Rurtal erreicht, dem die Wasserburgen-Route bis zur Ortschaft Hausen folgt. Dabei wird das Erholungsgebiet der Rureifel mit den Orten Kreuzau, Untermaubach und Obermaubach am Staubecken Obermaubach durchfahren.

- Düren wird über eine Stichstrecke entlang der Rur mit der Wasserburgen-Route verbunden. Die Stadt nennt sich „Das Tor zur Nordeifel“. Sie ist geprägt von mehr als 1.300 Jahren wechselvoller Geschichte und ihrer heutigen modernen Industrie. Das Wasserschloss Burgau liegt im Burgauer Wald am Rand des Stadtteils Niederau. In der Stadt gibt es noch Reste der mittelalterlichen Stadtmauer mit dem Dicken Turm und dem Grönjansturm. Das bekannteste Museum der Stadt ist das Leopold-Hoesch-Museum. Das 1905 im Neobarock errichtete Gebäude zeigt wechselnde Ausstellungen zeitgenössischer Kunst, unter anderem mit expressionistischen Gemälden. Seit 1986 sind dort auch Kunstwerke der internationalen Biennale PaperArt zu sehen. Dabei kooperiert es mit dem benachbarten Papiermuseum.

- Eine Variante der Route besucht die Stadt Nideggen mit seiner sehenswerten Altstadt aus Fachwerk- und Buntsandsteinhäusern. Vom zentralen Marktplatz aus blickt man auf die beiden trutzigen Stadttore. Nach zehn Minuten Fußweg, vorbei an der romanischen Pfarrkirche mit einem der ältesten erhaltenen Freskogemälden Deutschlands, steht man vor den Toren der Burg Nideggen. Von hier erschließt sich eine Vielfalt an Wanderwegen rund um die gewaltigen Felsmassive, über denen die Burg weithin sichtbar erbaut ist. Darüber hinaus gibt es in dem Ort mehrere Einrichtungen des Nationalparks Eifel.

- Der Mechernicher Stadtteil Kommern besitzt das größte geschlossenen Fachwerkensemble des Rheinlandes sowie die Burg Kommern. Dort befindet sich außerdem das Landesmuseum für Volkskunde, das LVR-Freilichtmuseum Kommern. Mit über 80 ha ist es eines der größten Freilichtmuseen Europas und zeigt 65 historische Gebäuden aus der ehemals preußischen Rheinprovinz.

- Die Stadt Bad Münstereifel wird von der Wasserburgen-Route nur im Stadtteil Iversheim mit seiner Römische Kalkbrennerei berührt. Über einen 4 km langen Abstecher auf dem Erft-Radweg ist die sehenswerte mittelalterliche Stadt mit ihrer fast vollständig erhaltenen und renovierten Stadtmauer erreichbar. Insbesondere die um 1100 begonnene Romanische Stiftskirche St. Chrysanthus und Daria, das Romanische Haus von 1167, das Windeckhaus mit seiner aufwendigen Schnitzwerk-Fassade sowie das Rathaus sind sehenswert.

- Zülpich liegt in der Jülich-Zülpicher Börde und ist Teil des Rheinischen Braunkohlereviers (Braunkohleförderung im Tagebau Zülpich von 1953 bis 1967). Dies spiegelt sich noch heute in zwei künstlichen Seen wider: dem Wassersportsee Zülpich und dem Naturschutzsee Füssenich. Die von den Römern mit dem Namen Tolbiacum gegründete Stadt existiert seit dem 1. Jahrhundert v. Chr. Die Schlacht von Zülpich vom Jahre 496 n. Chr. ist ein stehender Begriff in der europäischen Geschichtsschreibung. Zülpich birgt eine Vielzahl historischer Kulturdenkmäler, zu denen auch das einzige deutsche „Museum der Badekultur“ gehört. Es wurde auf den Römerthermen aus dem 2. Jahrhundert errichtet. Die Mittelalterliche Stadtbefestigung wurde größtenteils restauriert und enthält vier gut erhaltene Stadttore. Teil der Stadtbefestigung ist die Kurkölnische Landesburg Zülpich.

### Euskirchen – Bonn

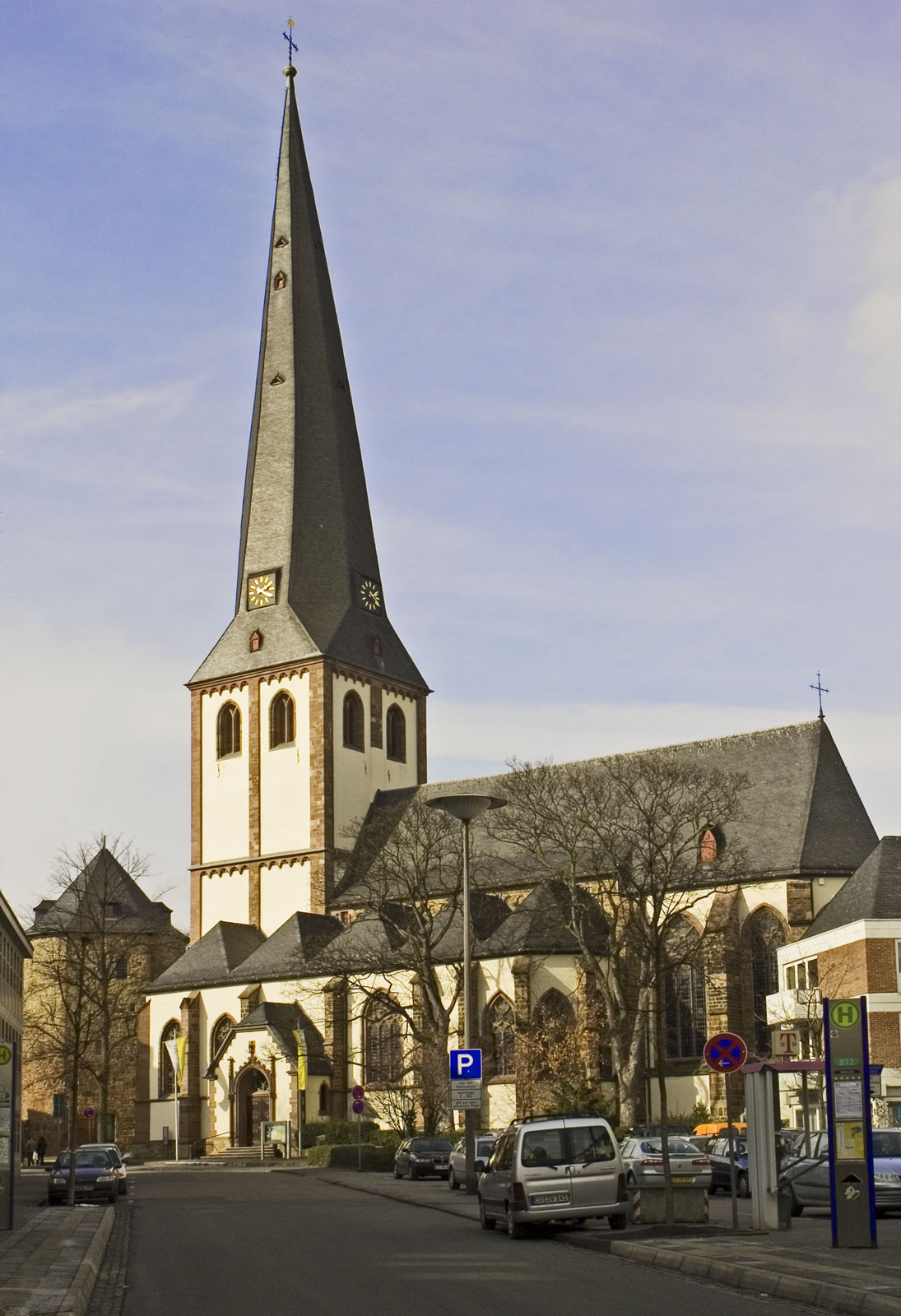
St. Martinskirche, Euskirchen
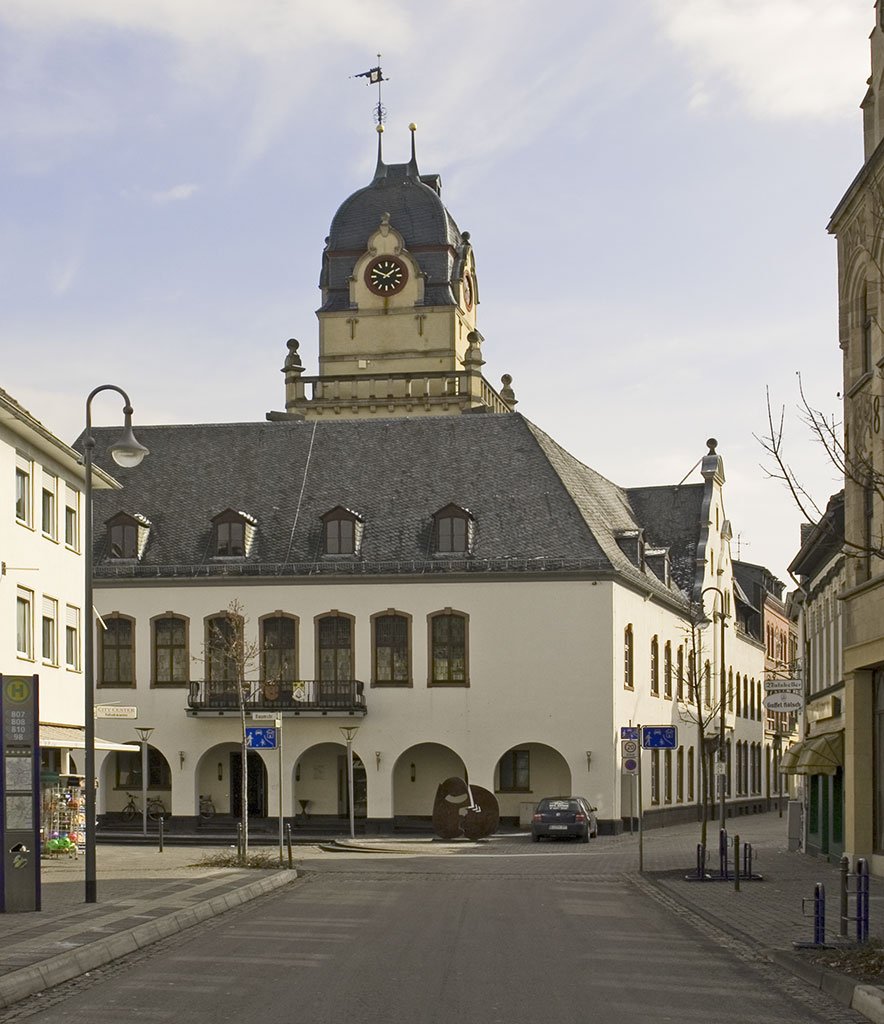
Altes Rathaus Euskirchen
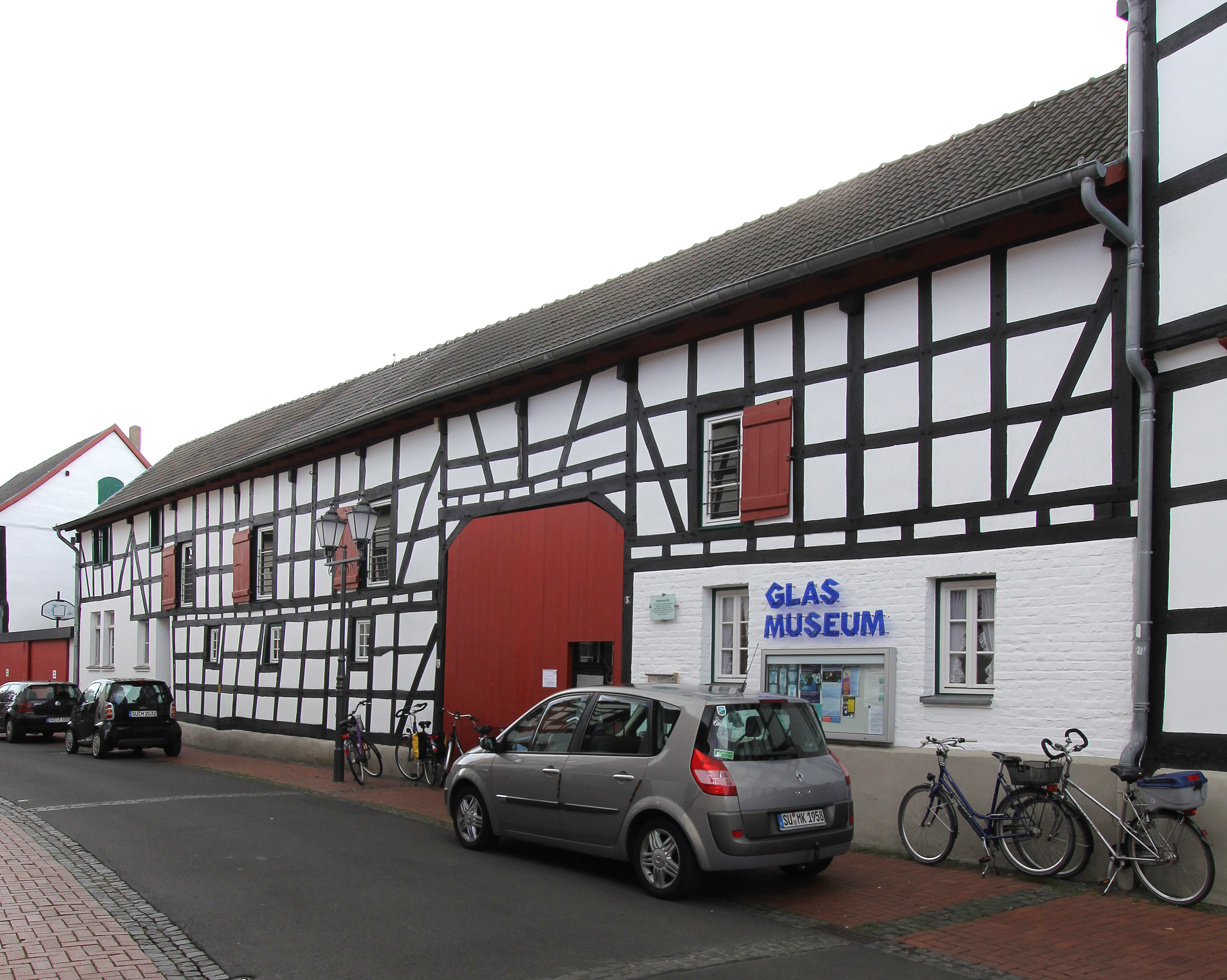
Himmeroder Hof in Rheinbach
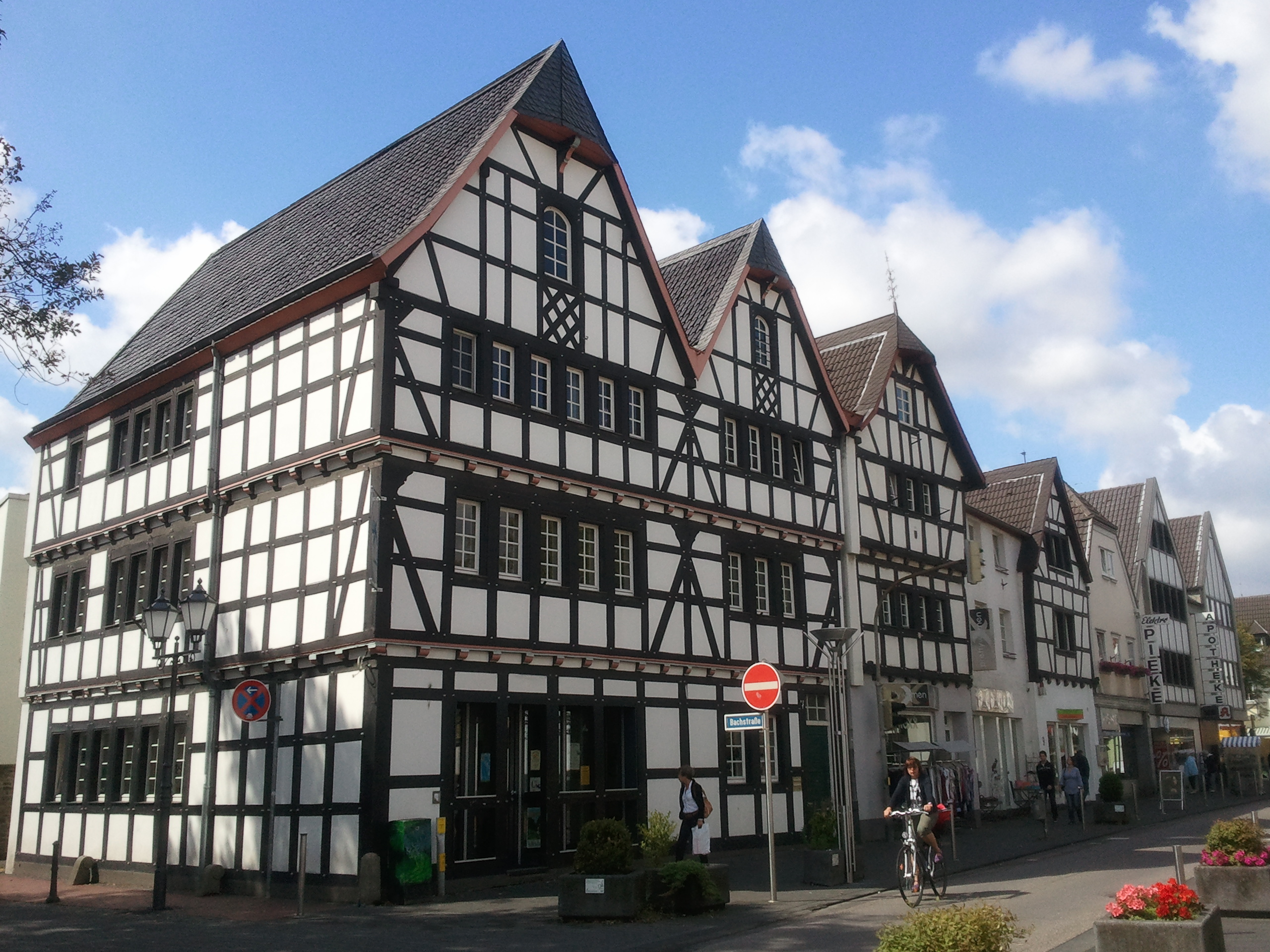
Fachwerkhäuser in Rheinbach
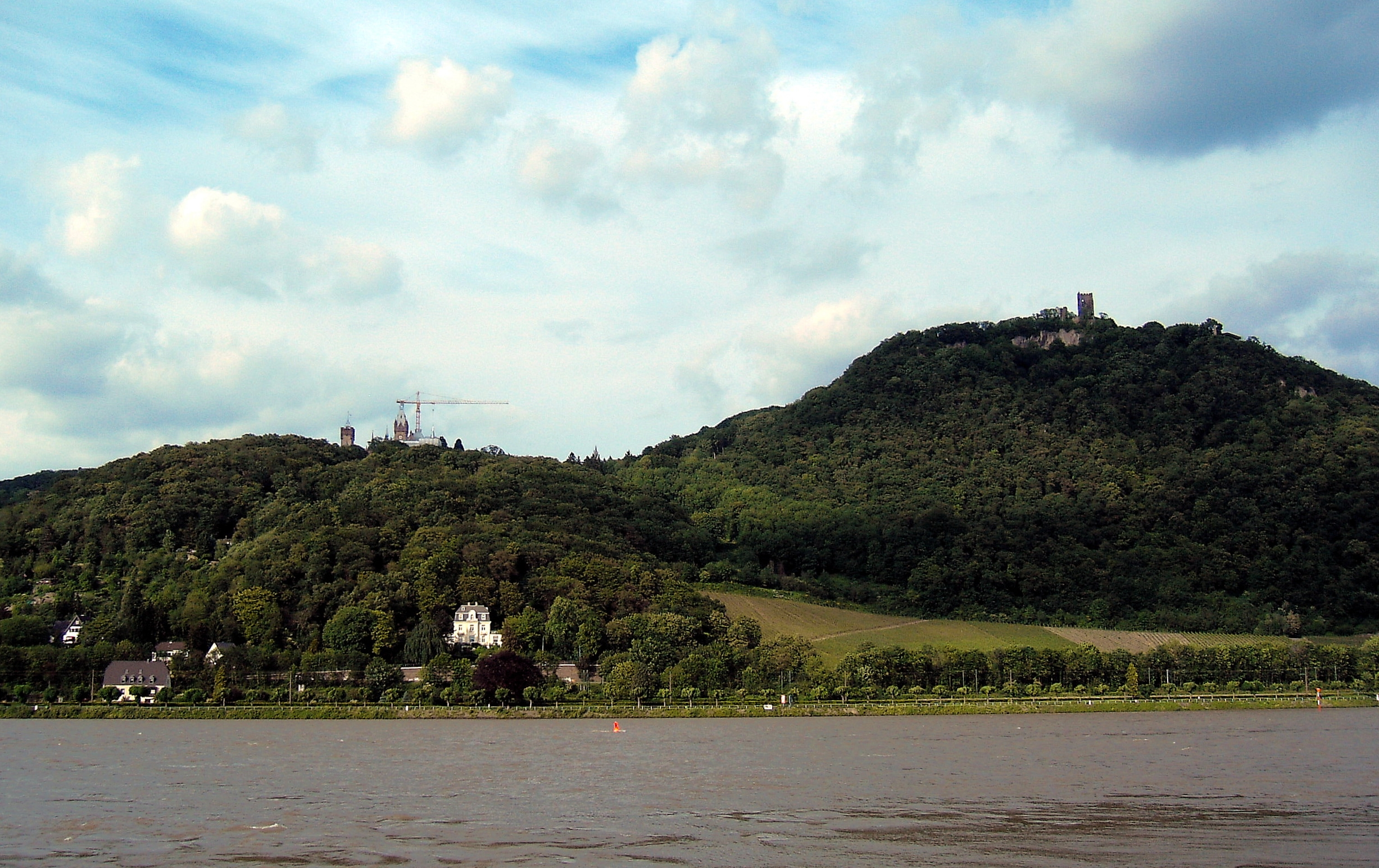
Drachenburg und Burgruine Drachenfels
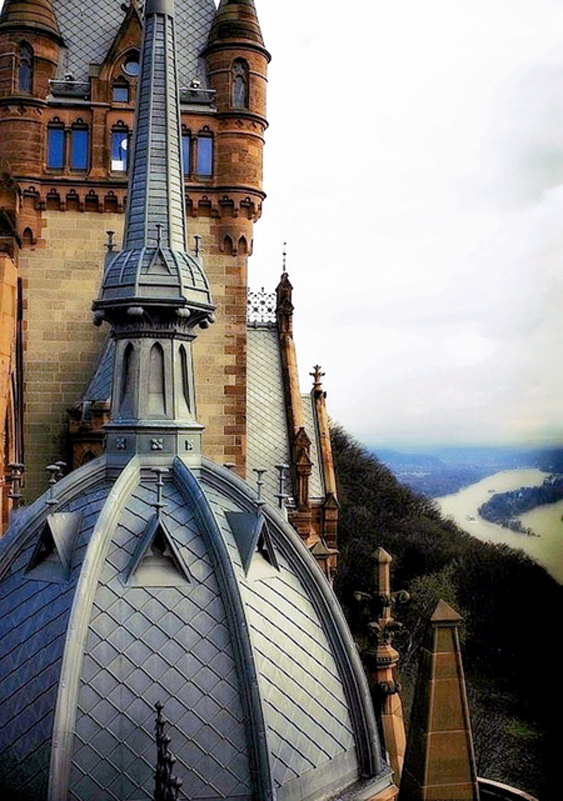
Drachenburg – Ansicht Rhein

- Euskirchen liegt in der Zülpicher Börde am Nordrand der Eifel. Mitten durch das Stadtzentrum fließt der teilweise überbaute Veybach. Durch das gesamte Stadtgebiet fließt die Erft. Die Stadt bietet unter anderem folgende Sehenswürdigkeiten:
  - Die teilweise nach erhaltene mittelalterliche Stadtbefestigung mit ihren Toren und Wehrtürmen.
  - Den historischen alten Markt, der den Abschluss der Fußgängerzone bildet.
  - Die Martinskirche ist eines der ältesten und bedeutendsten Bauwerke der Kernstadt. Sie beherbergt viele interessante und wertvolle Kunstwerke, wie beispielsweise den Antwerpener Schnitzaltar (1520–1530) und eine Madonna, die Tilman Riemenschneider (1460–1531) zugerechnet wird. Im kreuzrippengewölbten, zum Mittelschiff offenen ersten Turmgeschoss befindet sich die im Kern barocke Orgel von 1717. Die Martinskirche ist das architektonische Wahrzeichen der Stadt.
  - Im östlichen Stadtteil Kuchenheim liegt ein Teil des Rheinischen Industriemuseums, die Tuchfabrik Müller. Sie zeigt die Arbeit einer rheinischen Volltuchfabrik mit einem Maschinenpark aus dem frühen 20. Jahrhundert.

- Die Stadt Rheinbach liegt in der Voreifel, größtenteils noch in der Ebene der Kölner Bucht. Die Römische Wasserleitung aus der Eifel nach Köln, auch Römerkanal genannt und etwa ab 80 n. Chr. gebaut, führte durch das heutige Stadtgebiet Rheinbachs. Die Stadt bietet ein Glas- und ein Kutschenmuseum sowie den Rheinbacher Hexenturm. In ihm befand sich im 17. Jahrhundert vermutlich ein Hexenkerker. Er ist Teil der noch erhaltenen Rheinbacher Burg. Sie wurde im 12. Jahrhundert erbaut und in den Jahren darauf immer mehr erweitert. In unmittelbarer Nähe befindet sich auch die Stadtmauer. Im mittelalterlichen Stadtkern sind auch weitere Reste der Stadtbefestigung zu besichtigen, beispielsweise der Wasemer- und der Kallenturm. Der Himmeroder Hof, westlich der Burg, gehörte dem Zisterzienserkloster Himmerod in der Eifel und beherbergt heute das Bürger- und Kulturzentrum der Stadt, sowie das als Spezialmuseum für böhmisches Hohlglas bekannte Glasmuseum. Durch die Ansiedlung deutscher Glasveredler aus Böhmen, die 1947 infolge des Zweiten Weltkriegs ihre Heimat verlassen mussten, wurde Rheinbach als „Stadt des Glases“ bekannt.

- Von Bonn-Mehlem verkehrt die Rheinfähre nach Königswinter. Der Stadt zu Füßen des Siebengebirges mit dem Petersberg, der als Standort des Bundesgästehauses vielfach Stätte von Konferenzen mit nationaler und internationaler Bedeutung wurde. Die Hänge der Berge in Königswinter werden seit jeher zum Weinanbau genutzt. Die Rebflächen zählen zum Anbaugebiet Mittelrhein und zur Großlage Petersberg. Der Rheinsteig, der 2005 eröffnete rechtsrheinische Fernwanderweg, führt von Bonn über den Drachenfels nach Wiesbaden. Königswinter bietet Zugang zu Deutschlands meistbestiegenem Berg, dem Drachenfels. Dieser hat mit der Burgruine aus dem 12. Jahrhundert, unterstützt durch die seit 1883 betriebene Zahnradbahn, Königswinters Namen als Fremdenverkehrsort entscheidend mitgeprägt. Die Zahnradbahn hat eine Haltestelle am Schloss Drachenburg. Das schlossartige Anwesen auf dem Drachenfels, dessen Grundstein im Jahre 1882 gelegt wurde, entstand in der Rekordzeit von zwei Jahren. Sie wurde im historischen Stil als repräsentativer Wohnsitz für den Börsenmakler, Bankier und späteren Baron Stephan von Sarter (1833–1902) erbaut. Dieser hat das Schloss aber nie bewohnt.

### Erfttal – Jülich

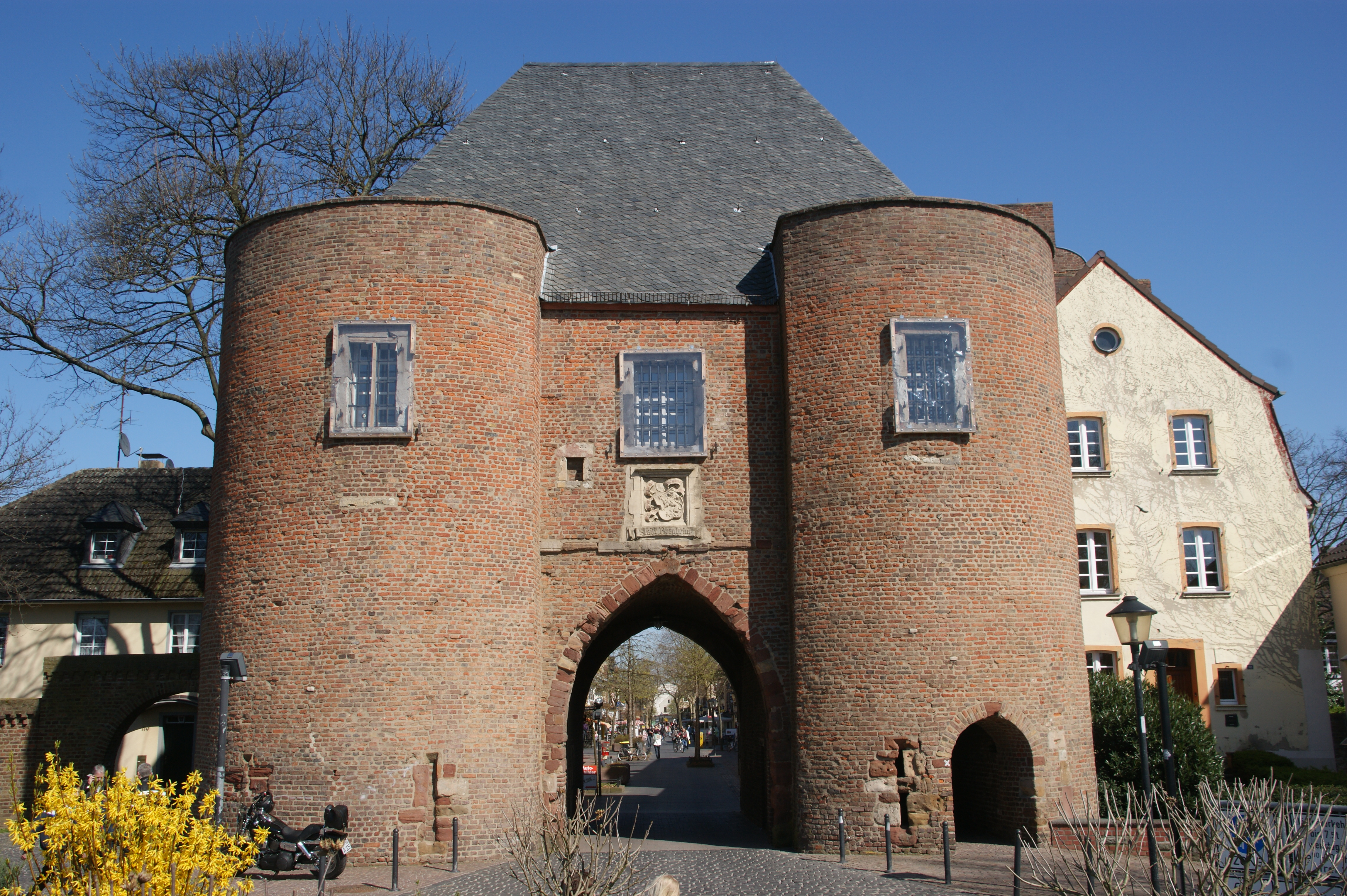
Aachener Tor in Bergheim
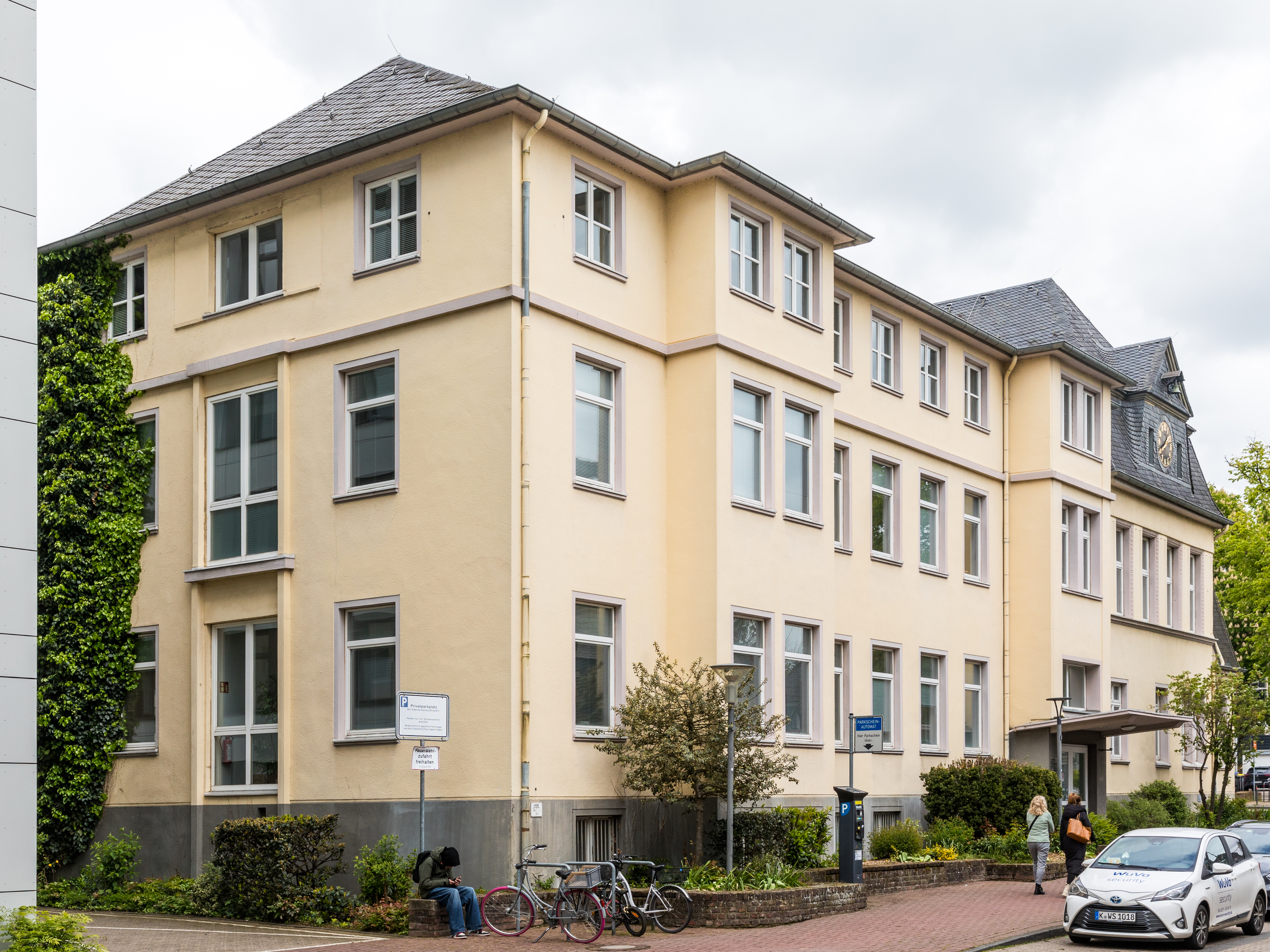
Altes Rathaus in Bergheim
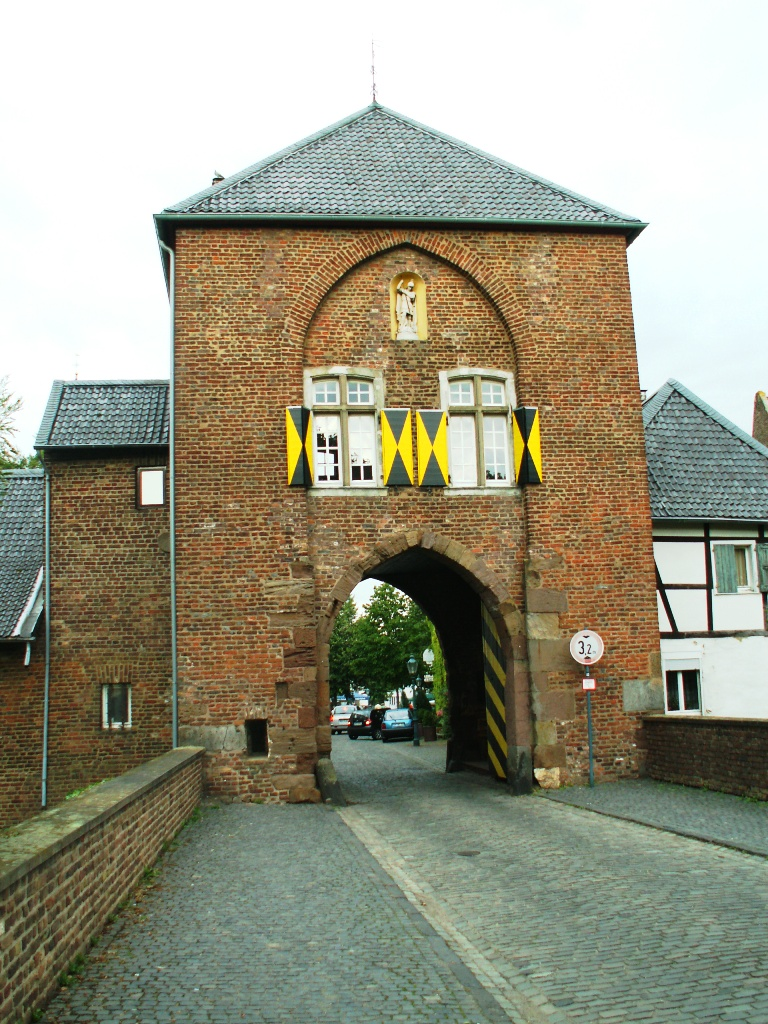
Agatha-Tor in Kaster
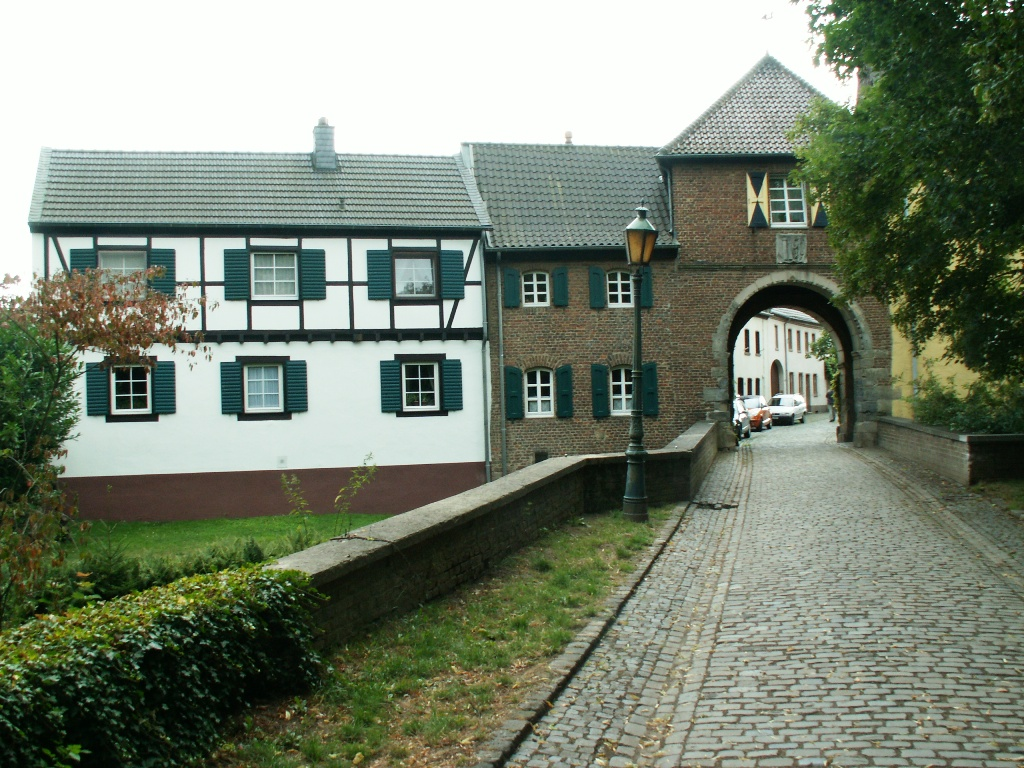
Erft-Tor in Kaster
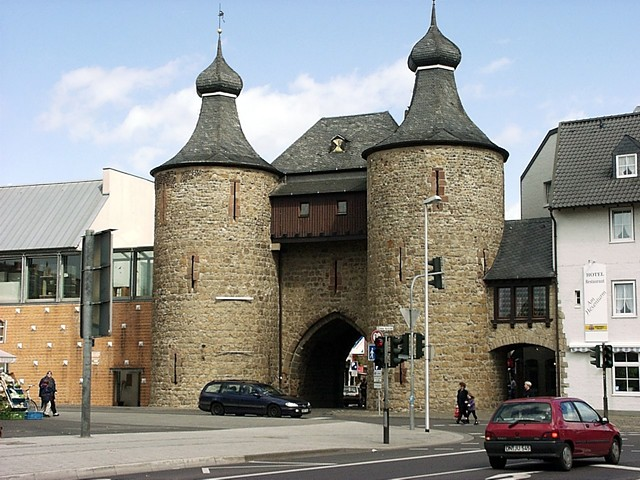
Hexenturm Jülich
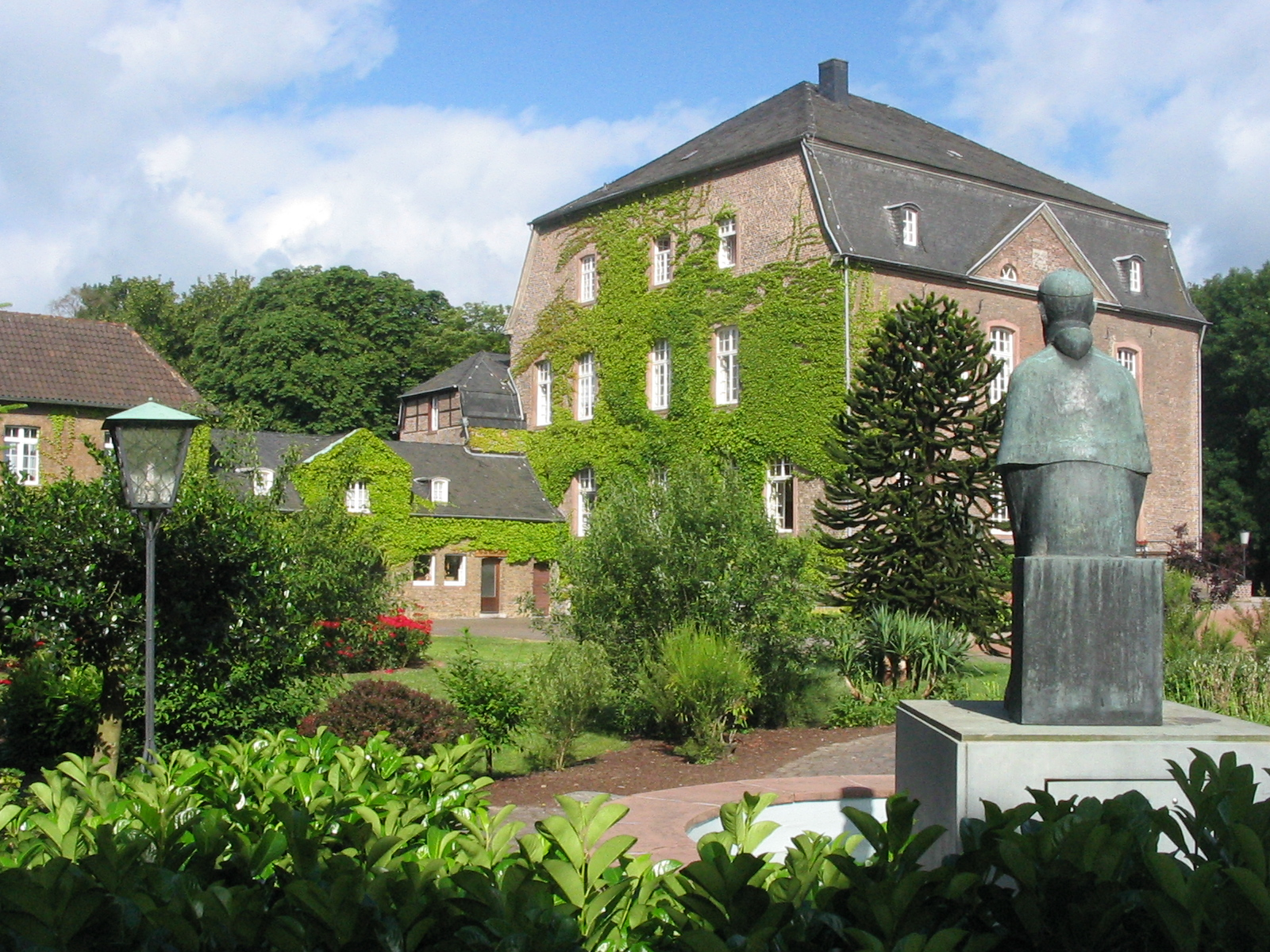
Haus Overbach, Jülich

Zwischen Euskirchen und Bedburg folgt die Radroute dem Erfttal. Dieses Gebiet gehört landschaftlich zur Zülpicher Börde. Dabei kommt der Radwege immer wieder mit den Auswirkungen des Rheinischen Braunkohlerevier in Berührung.
- Erftstadt-Lechenich ist er älteste Teil des im Zuge der Gebietsreform in Nordrhein-Westfalen 1969 entstanden Erftstadt. Erftstadt liegt direkt am 880 km² großen Naturpark Rheinland (bis 2005 „Kottenforst-Ville“), dessen viele große und kleine Seen in der Ville ihre Entstehung dem Braunkohleabbau verdanken. 1920 wurde mit der Aufforstung und Rekultivierung begonnen. Sehenswert in Lechenich sind der alte Ortskern, der Marktplatz und die Stadtbefestigung. Im Jahre 1306 begann der Kölner Erzbischof Heinrich II. von Virneburg mit dem Neubau einer Burg in der Nordostecke der heutigen Altstadt. Das ergänzende Hochschloss entstand unter den Erzbischöfen Walram von Jülich und Wilhelm von Gennep. Die mächtige Burganlage bildete mit den sie umschließenden Wassergräben eine separate Festung innerhalb der befestigten Stadt. Die Landesburg Lechenich diente im 14. und in der ersten Hälfte des 15. Jahrhunderts oftmals als Residenz der Kölner Erzbischöfe.

- Bergheim ist die Kreisstadt des Rhein-Erft-Kreises. Mehrere Ortsteile der Gemeinde mussten zu Gunsten des Braunkohleabbaus umgesiedelt. werden. In der Altstadt finden sich als Wahrzeichen von Bergheim das Aachener Tor, Gebäude aus dem 17. bis 19. Jahrhundert, darunter das Historische Rathaus und die Pfarrkirche St. Remigius. Schloss Paffendorf liegt im gleichnamigen Stadtteil von Bergheim. Das Schloss wurde im 16. Jahrhundert errichtet und Mitte des 19. Jahrhunderts im neugotischen Stil umgebaut. Im Schloss befindet sich eine Dauerausstellung zum Thema „Rheinische Braunkohle“. Das Informationszentrum ist auch Startpunkt für die von RWE Power mit dem Rhein-Erft-Kreis ausgewiesene Straße der Energie von etwa 30 Kilometer, auf der man das zuvor Gelesene in der Realität erfahren kann.

- Bedburg-Kaster lädt mit seiner historischen Altstadt zu einem Besuch ein. Die Siedlung bildete sich im 13. Jahrhundert um die Burg. Seiner denkmalgeschützten mittelalterlichen Bausubstanz verdankt Kaster, dass es nicht, wie einige Nachbarort, in den Tagebau einbezogen wurde. Neben Resten der alten Stadtmauer und der 1648 zerstörten Hauptburg existieren der Eulenturm von 1370 und die mehrfach restaurierte Kellnerey aus dem 18. Jahrhundert. Sowie ein zweigeschossiges Stadttor aus Backstein, das Agathator bzw. die Niederpforte, und auf der gegenüberliegenden Seite der geschlossen mittelalterlich sich präsentierenden Stadt, das romanische Erfttor aus Backstein.

- Rödingen hat eine der wenigen erhaltenen Landsynagogen im Rheinland. Das LVR-Kulturhaus Landsynagoge Rödingen präsentiert hier am Mühlenend Nr. 1 eine Dauerausstellung zum Thema „Jüdisches Leben im Rheinland“. An der Straße Hohe Straße liegt der Jüdische Friedhof Rödingen. Zwischen diesen Sehenswürdigkeiten steht an der Ecke Hohe Straße/Grade Eiche ein römischer Matronenstein.

- Jülich wurde 1944 durch den Luftangriff britischer Bomber zu 97 % zerstört. Heute besitzt es mit dem Forschungszentrum Jülich eines der größten Forschungseinrichtungen Europas. Bekannt ist auch der Solarturm Jülich, an dessen Entwicklung als solarthermisches Demonstrations- und Versuchskraftwerks das Solar-Institut Jülich der Fachhochschule Aachen entscheidend mitwirkte. An Sehenswürdigkeiten bietet die Stadt die beiden Tore der mittelalterlichen Stadtbefestigung, das Aachener Tor und den Hexenturm. Die Zitadelle aus der Renaissance mit dem Museum Zitadelle und der Brückenkopf-Park aus napoleonischer Zeit sind Teile der ehemaligen Festung Jülich.